# Liste des voies de Bordeaux

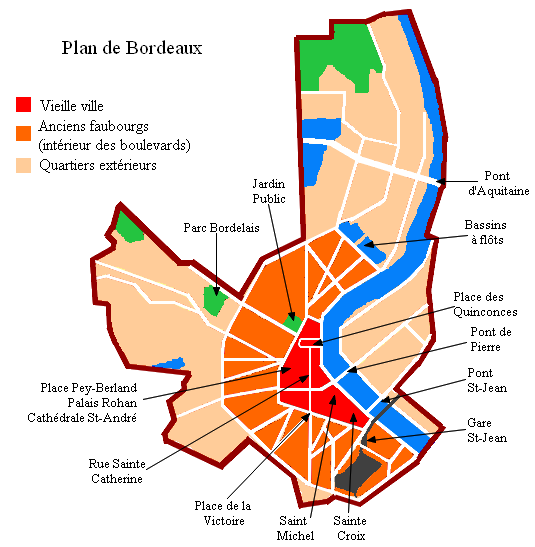
Carte de Bordeaux.

Cette page présente la liste (et la description éventuelle) des voies de Bordeaux classées par catégories.

## Places

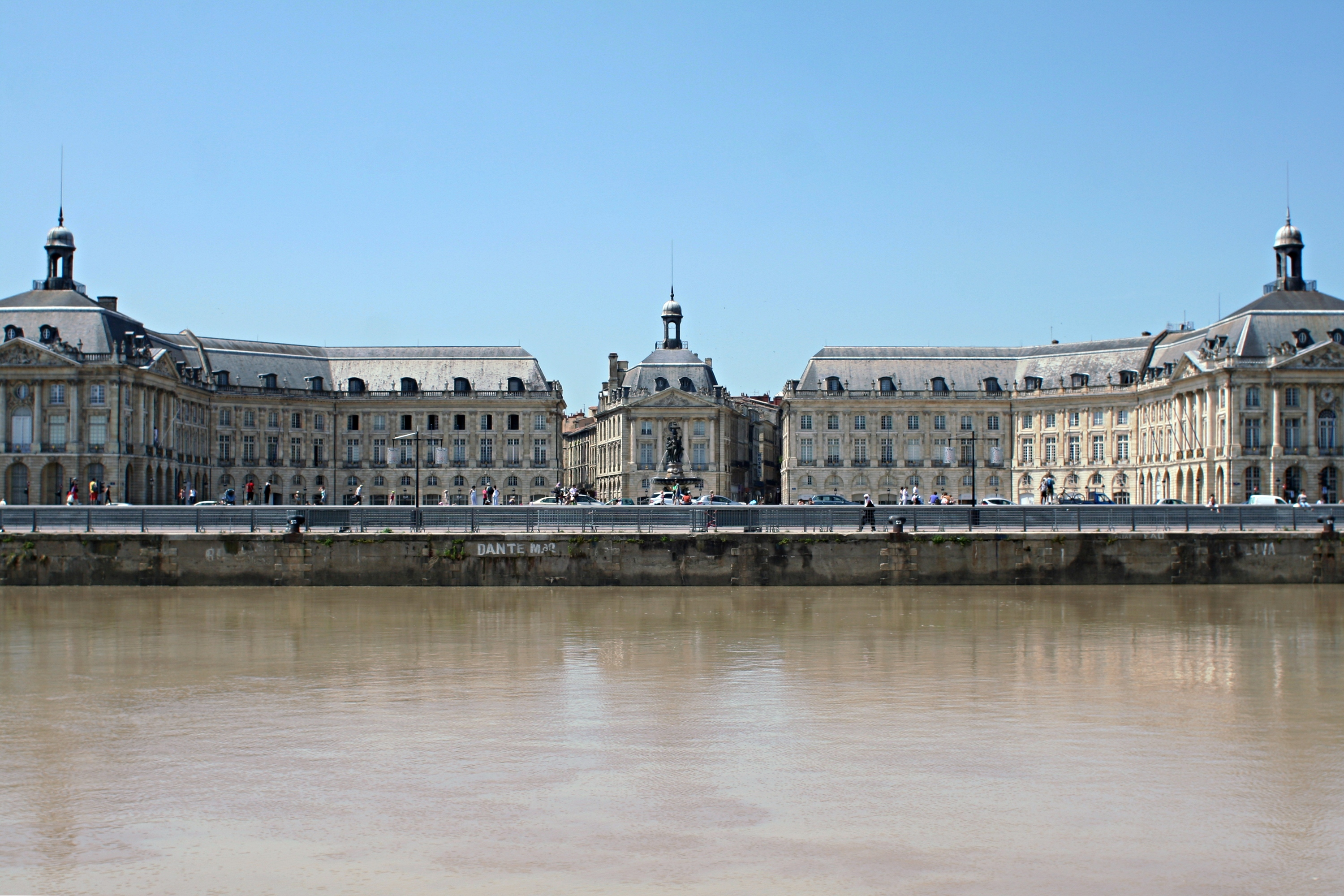
Place de la Bourse
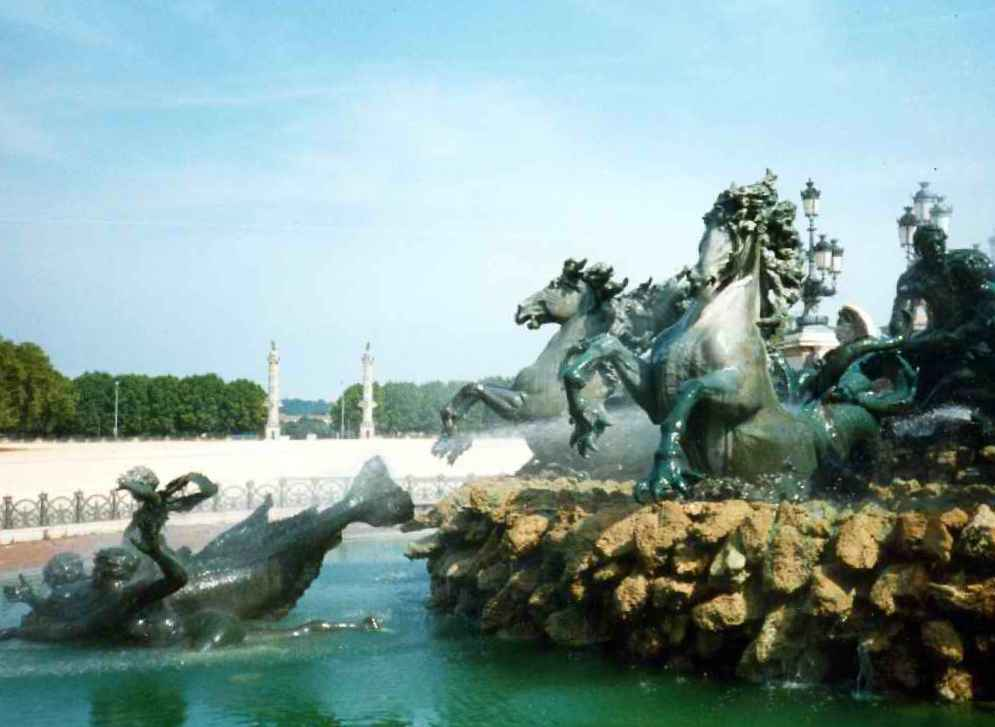
Place des Quinconces
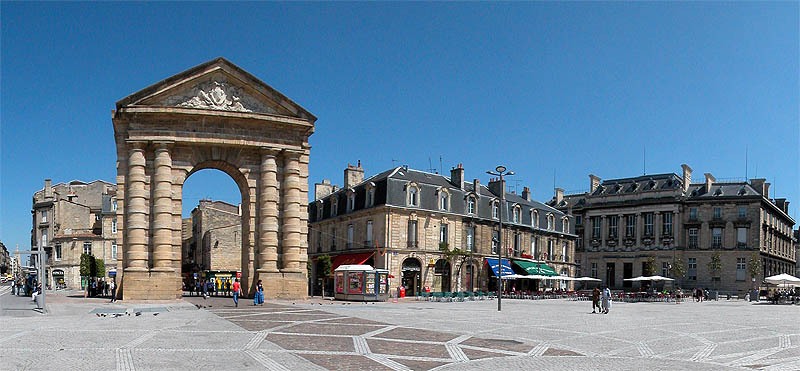
Place de la Victoire
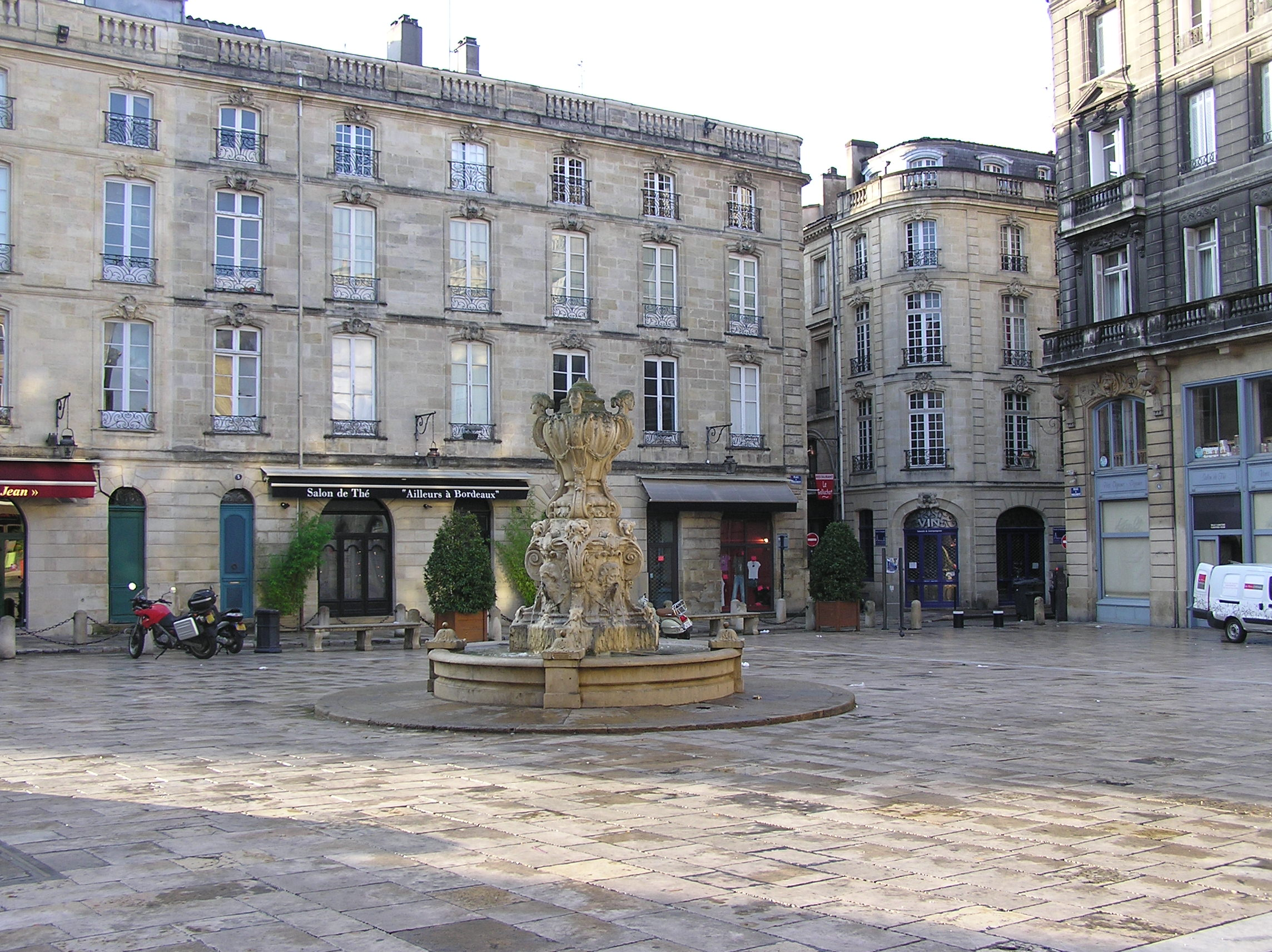
Place du Parlement
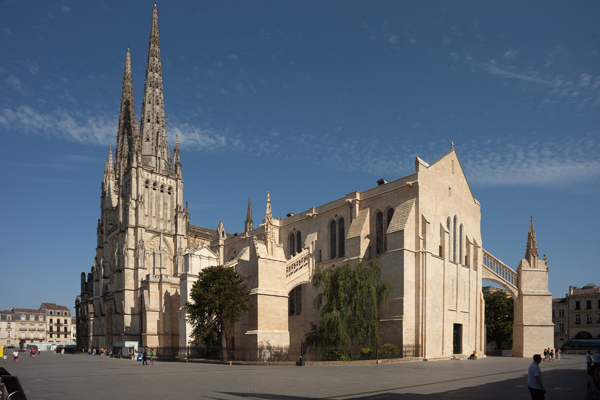
Place Pey-Berland
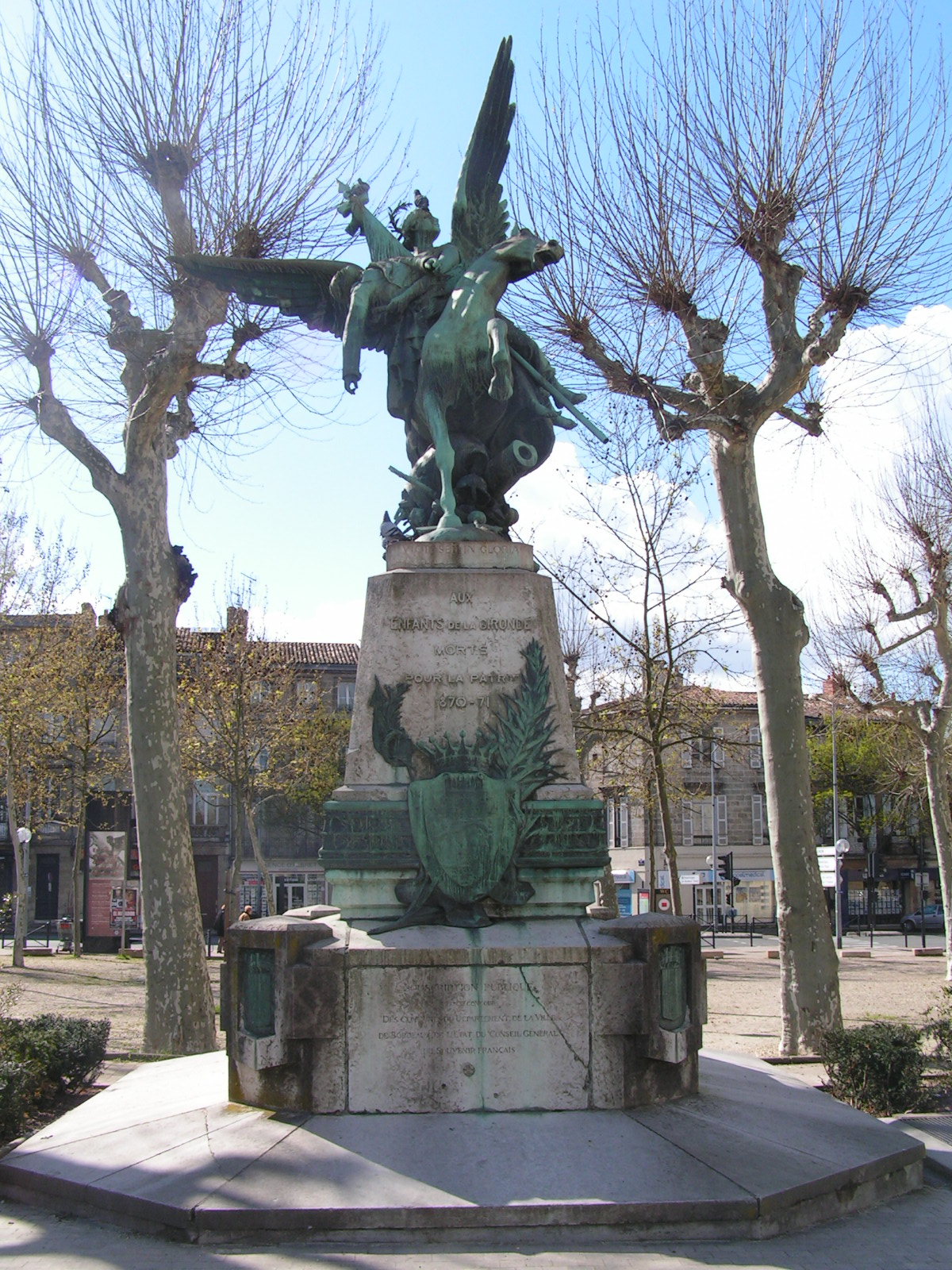
Place de la République
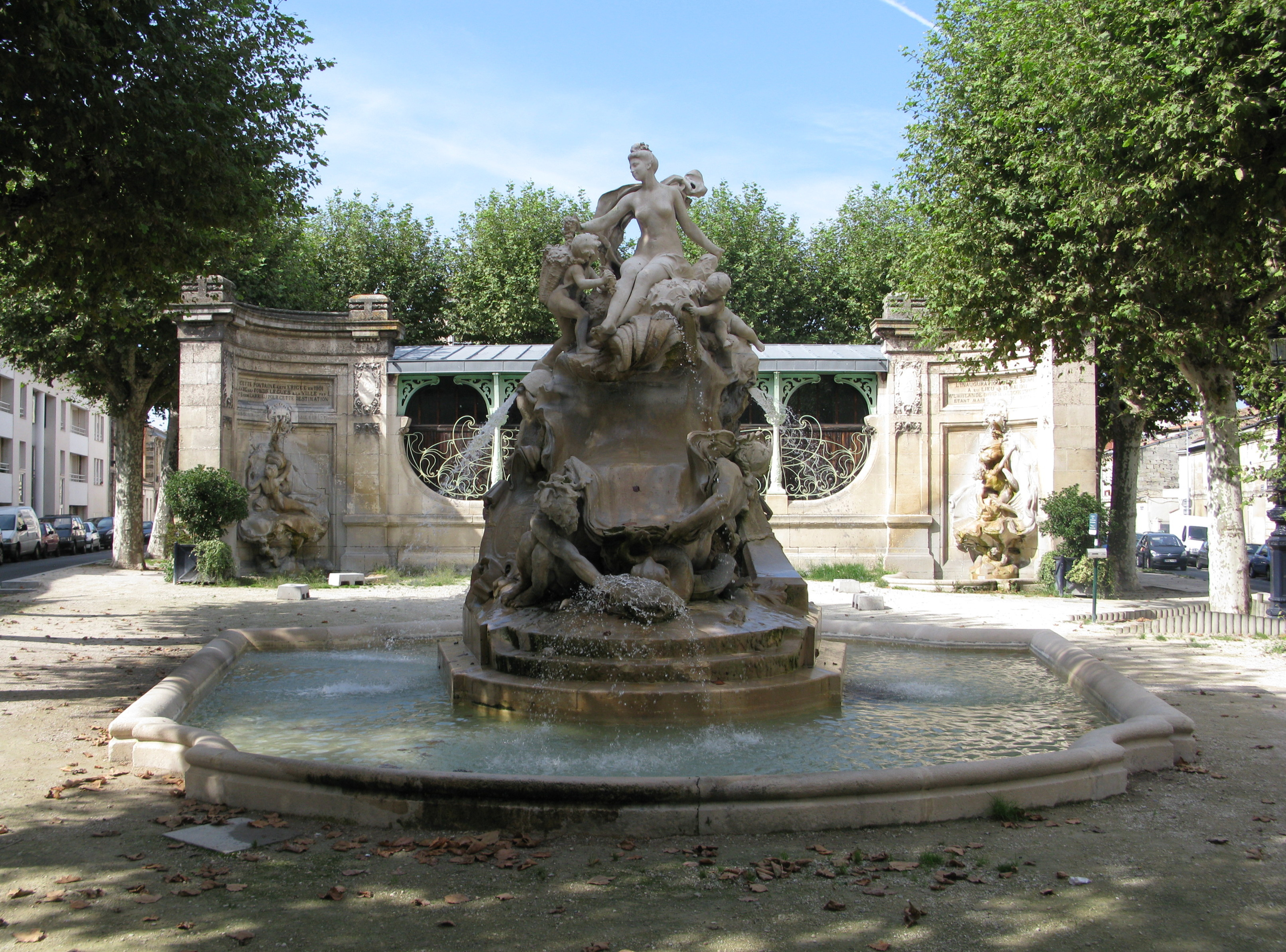
Fontaine place Amédée-Larrieu
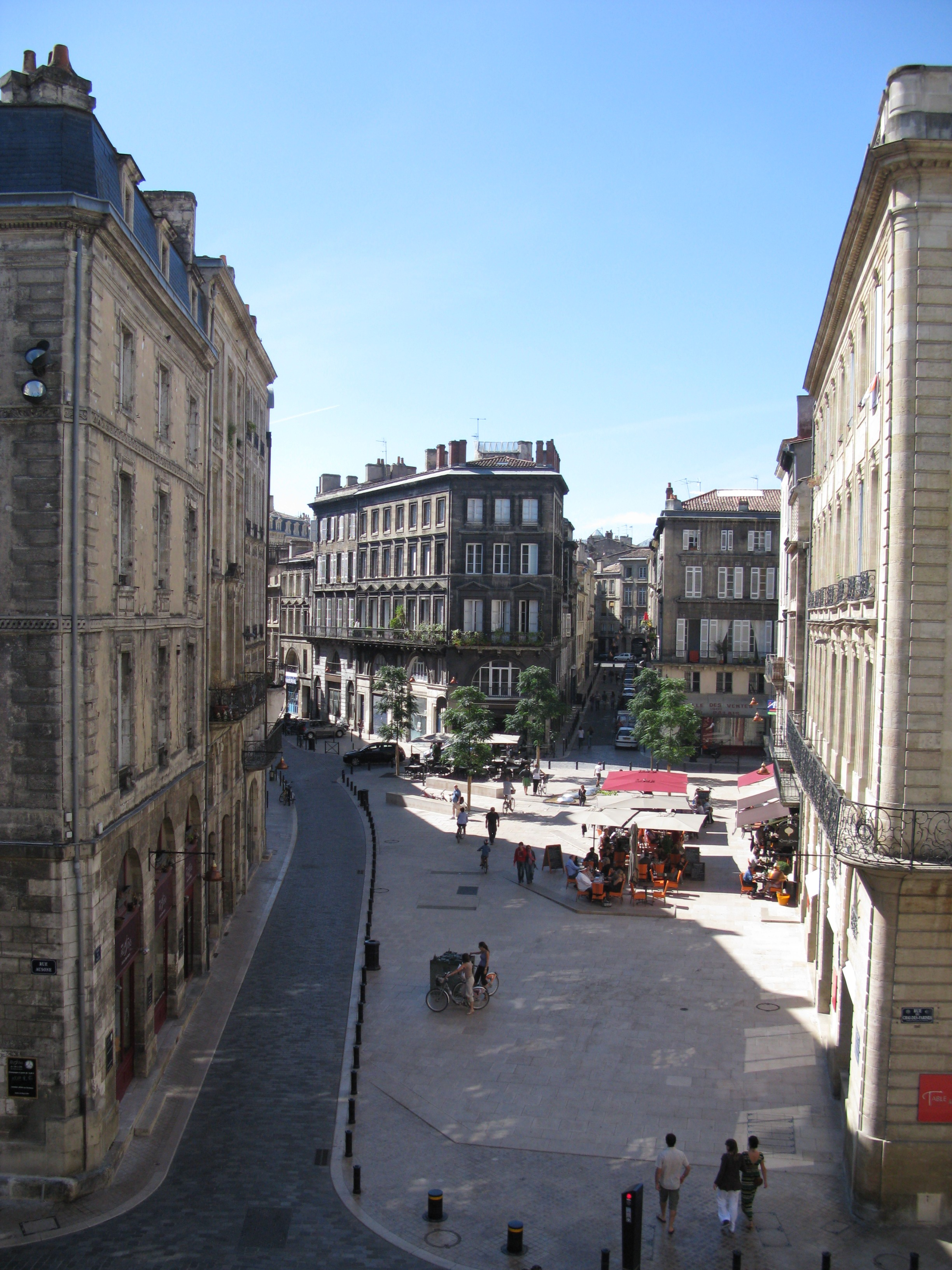
Place du palais
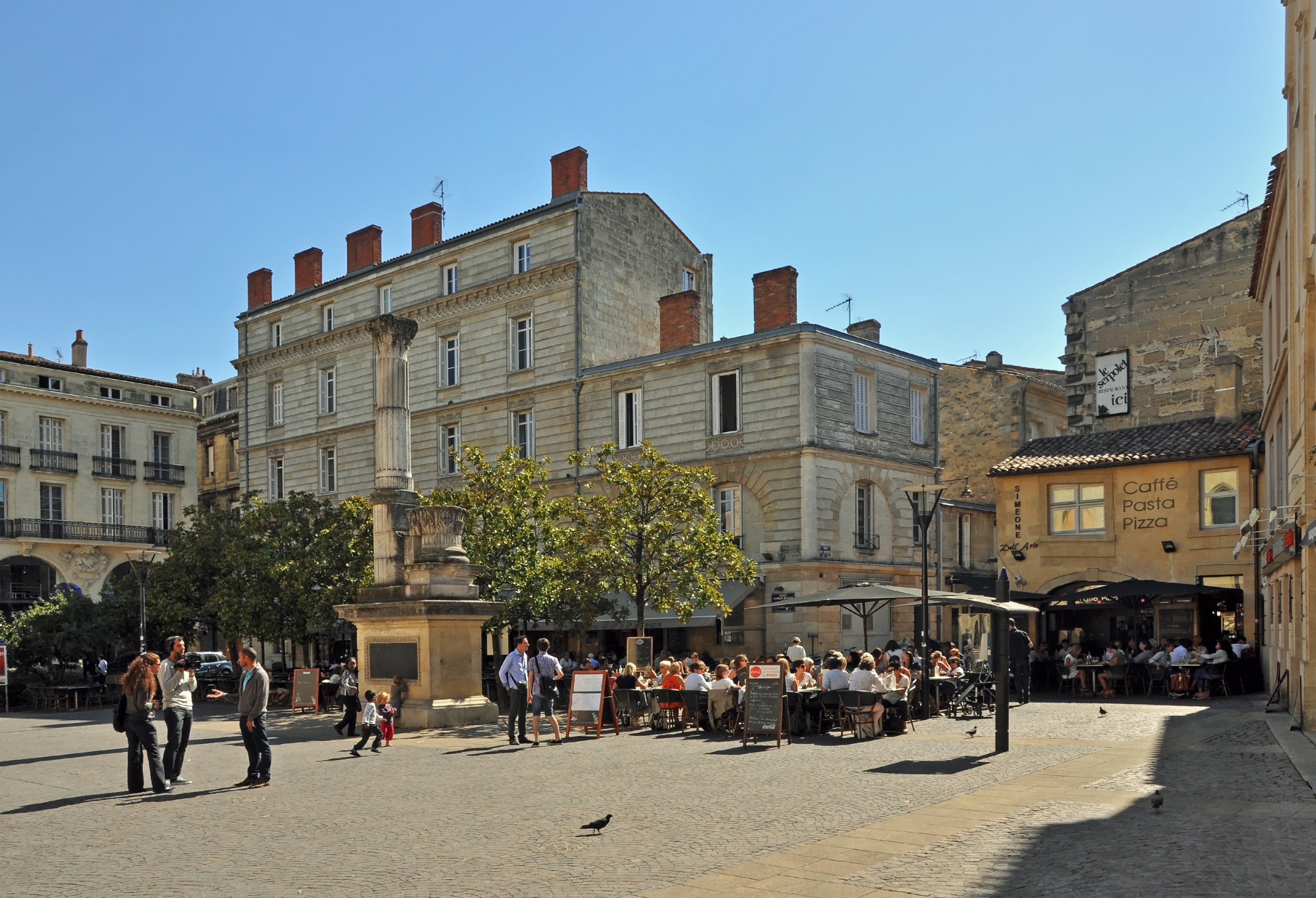
Place Camille-Jullian
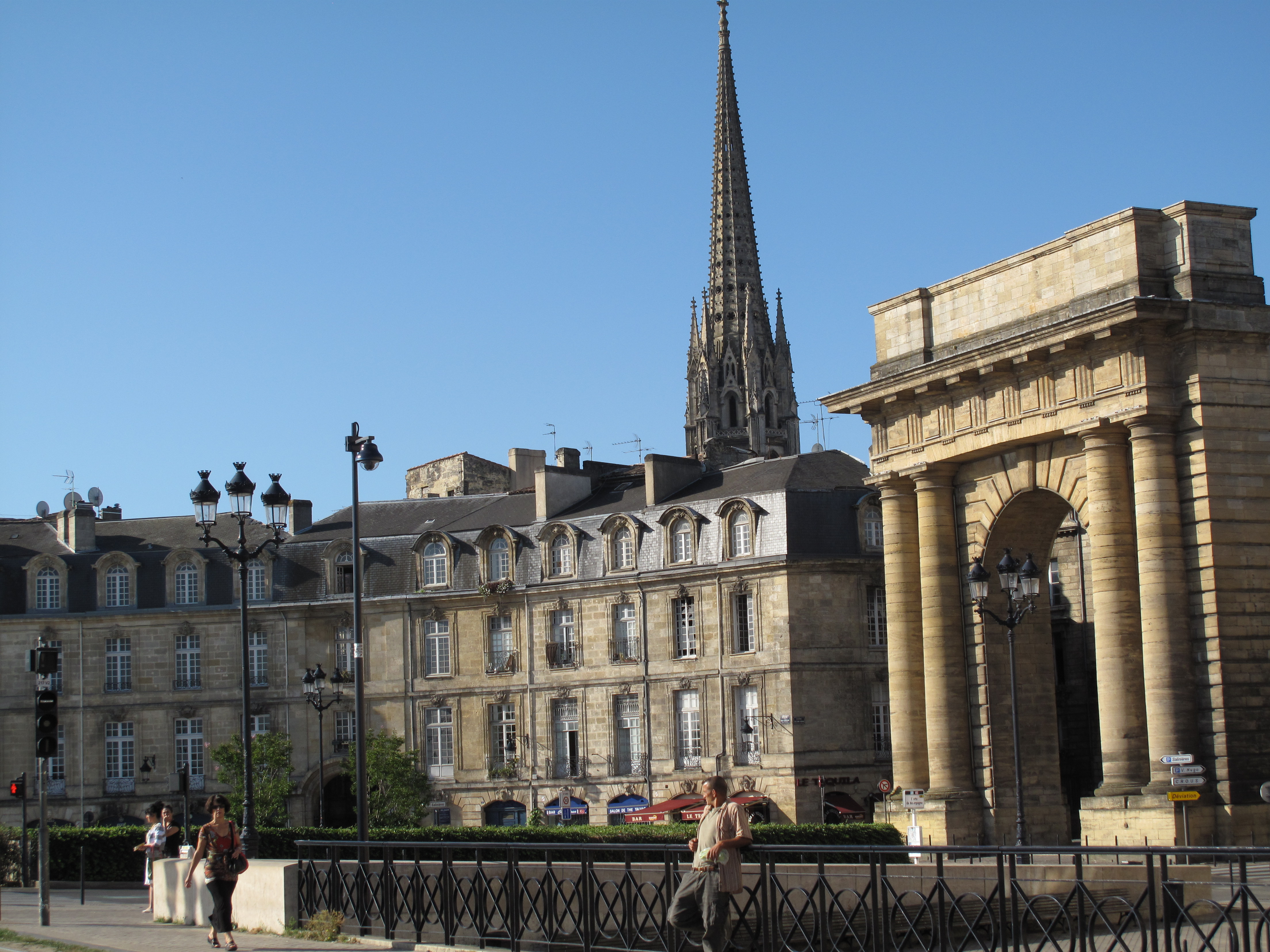
Place de Bir-Hakeim

- Terrasse du 8 mai 1945 (place de l'Europe)
- Place du 11 novembre
- Place du 14-juillet[Note 1]
- Place Adolphe Buscaillet
- Place Alice Girou
- Place Amédée-Larrieu
- Place Amélie-Raba-Léon
- Place Ampère
- Place André Meunier
- Place d'Arlac
- Place d'Armagnac
- Place Bardineau
- Place des Basques
- Place de Bir-Hakeim
- Place de la Bourse
- Place Branly
- Place Cadichonne
- Place Calixte Camelle
- Place Camille-Jullian[Note 2]
- Place Camille Pelletan
- Place Campeyraut
- Place Canteloup
- Place des Capucins : marché des Capucins
- Place du Cardinal-Donnet
- Place Casablanca
- Place des Cèdres
- Place du Champ de Mars
- Place du Chapelet
- Place Charles-Gruet
- Place de la Comédie[Note 3]
- Place de la Dauphine
- Place Duburg
- Place de l'Église Saint-Augustin
- Place de l'Europe
- Place Fabelle
- Place Ferdinand-Buisson
- Place de la Ferme de Richemont[Note 4]
- Place Fernand Lafargue
- Place Francis de Pressensé
- Place Frédéric Ozanam
- Place Gabriel
- Place Gabriel Fauré
- Place Galiène [1]
- Place Gambetta
- Place Gaviniès
- Place du Général-Sarrail
- Place Georges de Porto-Riche
- Place Ginette Neveu
- Place des Grands-Hommes
- Place Henri Barckhausen[Note 5]
- Place Jacques et Jean-François Lemoine
- Place Jean Jaurès
- Place Jean Cayrol
- Place Jean Moulin
- Place Johnston
- Place Lainé
- Place Langalerie
- Place Lehu
- Place Léon Duguit
- Place de Lerme
- Place Lestonnat
- Place de Leyre
- Place Longchamps
- Place Lopès[Note 6]
- Place Louis Barthou
- Place Lucien-Victor Meunier
- Place Mabit
- Place Marceau
- Place Mareilhac
- Place du Marché des Chartrons
- Place des Martyrs de la Résistance
- Place des Martyrs de la Résistance (Bordeaux-Caudéran)
- Place du Maucaillou
- Place Meynard
- Place des Millésimes
- Place Mitchell
- Place Michel Suffran[Note 7]
- Place Mondésir
- Place Montaud
- Place de Moscou[Note 8]
- Place Nansouty
- Place de l'Orme
- Place du Palais
- Place du Parlement
- Place Paul Doumer
- Place Paul et Jean-Paul Avisseau
- Place Pey-Berland
- Place Picard
- Place Pierre Cétois
- Place Pierre-Renaudel
- Place Pierre-Jacques-Dormoy
- Place du Pradeau
- Place Puy-Paulin
- Place des Quinconces
- Place Ravezies : Gare de Ravezies
- Place Raymond Colom
- Place René-Maran
- Place Renée Seilhean
- Place de la République
- Place Rodesse
- Place Rohan[Note 9]

- Place Saint Christoly
- Place Saint-Martial
- Place Saint-Pierre
- Place Saint Projet[Note 10]
- Place Sainte Eulalie
- Place Simiot
- Place Stalingrad
- Place Tartas
- Place Tourny
- Place des Tridons
- Place de Valmy
- Place de la Victoire
- Place Victor-Raulin

## Boulevards
- Boulevard Albert 1er (N 210)
- Boulevard Albert Brandenburg
- Boulevard Albert Marquet
- Boulevard Alcide Lançon
- Boulevard Alfred Daney (N 210)
- Boulevard Antoine Gautier (N 210)
- Boulevard Broustey
- Boulevard Georges Pompidou
- Boulevard George-V (N 210)
- Boulevard Godard (N 210)

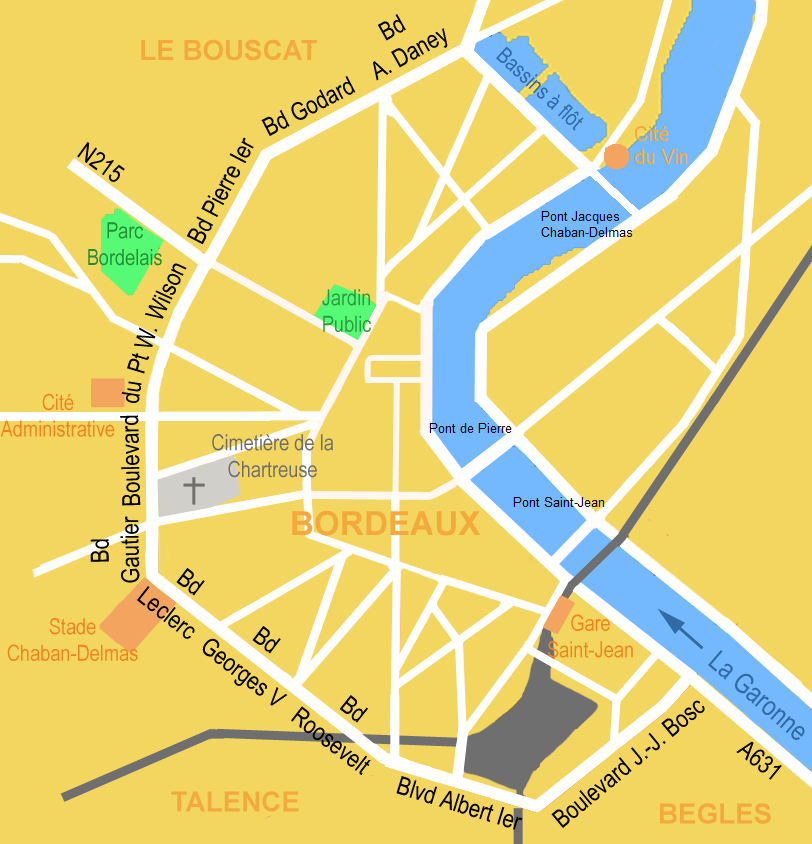
Boulevards de Bordeaux

- Boulevard Jean-Jacques Bosc (N 210)
- Boulevard Jules Simon
- Boulevard Montesquieu
- Boulevard Odilon Redon
- Boulevard Pey-Arnaud
- Boulevard Saint-Martin
- Boulevard Victor Hugo (D 121e5)
- Boulevard de Ladonne
- Boulevard de Malartic
- Boulevard de l'Industrie
- Boulevard du Haut Livrac
- Boulevard du Parc des Expositions
- Boulevard Pierre Ier (de Serbie)
- Boulevard du Président Roosevelt (N 210)
- Boulevard du Président Wilson (N 210)

## Quais

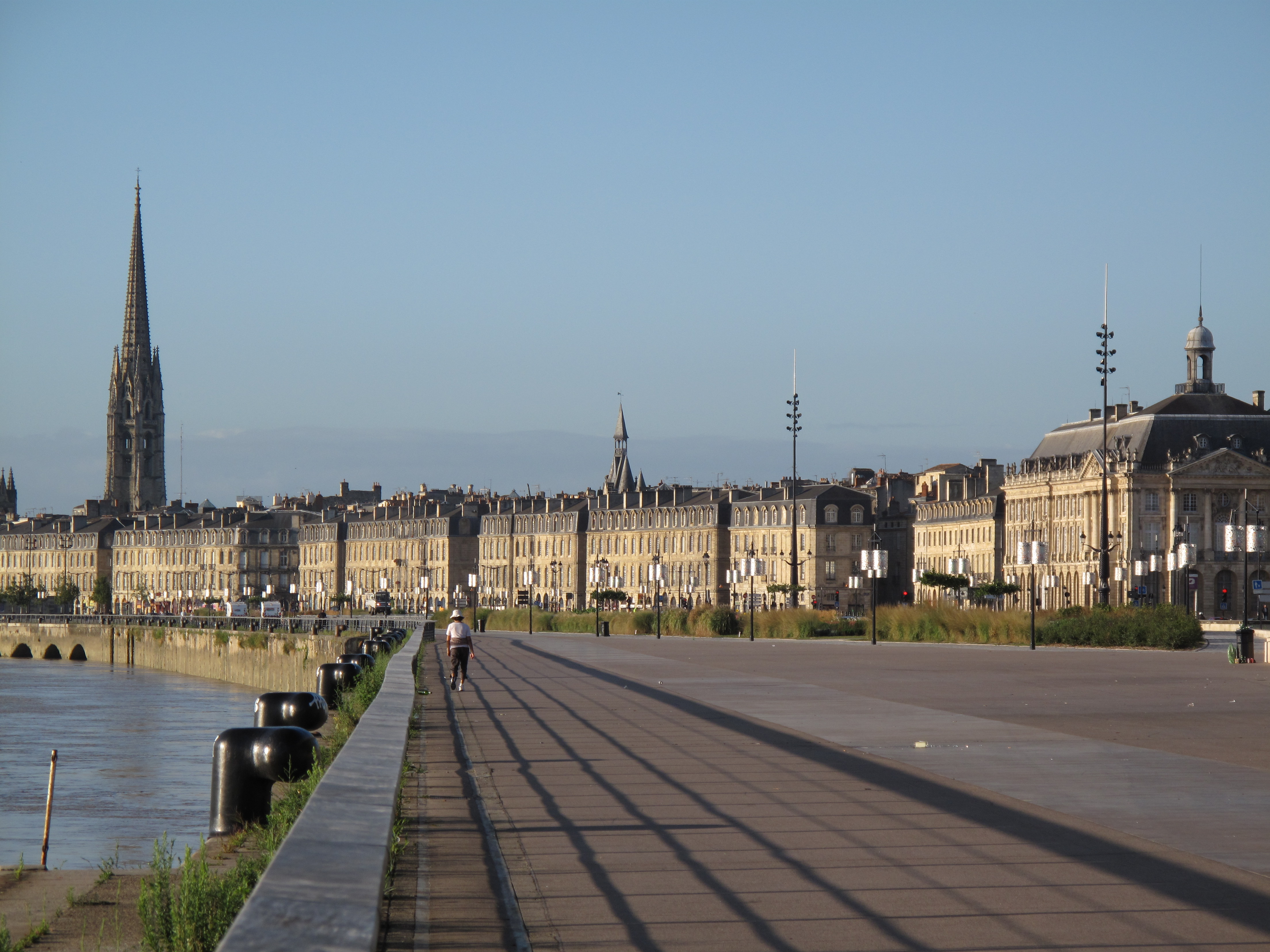
Quais de Bordeaux

- Quai Armand-Lalande
- Quai Deschamps
- Quai Hubert Prom
- Quai Lawton
- Quai Louis XVIII
- Quai Richelieu
- Quai Sainte-Croix
- Quai de Bacalan
- Quai de Brazza
- Quai de Paludate
- Quai de la Douane
- Quai de la Grave
- Quai de la Monnaie
- Quai de la Souys (D 113)
- Quai des Chartrons
- Quai des Queyries
- Quai des Salinières
- Quai du Maréchal Lyautey
- Quai du Maroc
- Quai du Sénégal
- QuaiVirginie Hériot

## Cours

Cours de l'Intendance

- Cours Anatole France
- Cours Aristide Briand
- Cours Balguerie Stuttenberg[Note 11]
- Cours Barbey
- Cours Dupré de Saint-Maur
- Cours Édouard Vaillant
- Cours Évrard de Fayolle
- Cours Gambetta
- Cours Georges Clemenceau[Note 12]
- Cours Henri-Brunet
- Cours Journu-Auber
- Cours Jules Ladoumègue
- Cours Lamartine
- Cours Le Rouzic
- Cours Louis Blanc
- Cours Ludovic Trarieux
- Cours Marc Nouaux
- Cours Pasteur[Note 13]
- Cours Péret
- Cours Portal
- Cours Saint-Louis[Note 14]
- Cours Tournon
- Cours Victor-Hugo[Note 15]
- Cours Xavier Arnozan[Note 16]
- Cours d'Albret[Note 17]
- Cours d'Alsace et Lorraine[Note 18]
- Cours d'Ornano
- Cours de Gourgue
- Cours de Luze
- Cours de Reims
- Cours de Verdun[Note 19]
- Cours de l'Argonne[Note 20]
- Cours de l'Intendance[Note 21]
- Cours de l'Yser[Note 22]
- Cours de la Libération[Note 23]
- Cours de la Marne[Note 24]
- Cours de La Martinique
- Cours de la Somme[Note 25]
- Cours du Chapeau-Rouge[Note 26]
- Cours du Maréchal Foch[Note 27]
- Cours du Maréchal Gallieni (N 250)[Note 28]
- Cours du Maréchal Juin[Note 29]
- Cours du Maréchal Leclerc (D 651)
- Cours du Maréchal de Lattre de Tassigny (D 651)
- Cours du Médoc[Note 30]
- Cours du Raccordement
- Cours du XXX-Juillet[Note 31]

## Avenues
- Avenue Adolphe-Demons
- Avenue Albert Camus
- Avenue Albert Premier
- Avenue Alexandre Jaubert
- Avenue Alexis-Capelle
- Avenue Alsace-Lorraine[Note 32]
- Avenue Anatole France
- Avenue André-Danglade
- Avenue André-Dupin
- Avenue André-Réinson
- Avenue Andromède
- Avenue Antoine Becquerel
- Avenue Antoine De Saint-Exupéry
- Avenue Apollo
- Avenue d'Aquitaine
- Avenue d'Arago
- Avenue Archimède
- Avenue d'Arès
- Avenue d'Avignon
- Avenue Aristide Briand
- Avenue d'Arnaudot
- Avenue Arthur Rimbaud
- Avenue Auguste Ferret
- Avenue Auguste-Lamire
- Avenue Augustin Thierry
- Avenue Ausone
- Avenue Azam
- Avenue Barret
- Avenue Beauséjour
- Avenue Bedot
- Avenue Bel-Air
- Avenue Bellevue
- Avenue Béranger
- Avenue Bitaly
- Avenue Blanqui
- Avenue Bon-Air
- Avenue Bossuet
- Avenue Bougnard
- Avenue Branly
- Avenue Brémontier
- Avenue Camélinat
- Avenue Camille Jullian
- Avenue Canteranne
- Avenue Carnot
- Avenue Charles Cante
- Avenue Charles Gidecou
- Avenue Charles de Gaulle
- Avenue Chasse-Spleen
- Avenue Château-Pichon
- Avenue Claude-Bernard
- Avenue de la Colonne
- Avenue Condorcet
- Avenue Conrad-Gaussens
- Avenue de Terrefort
- Avenue de Verdun
- Avenue de l'Europe
- Avenue Demelin
- Avenue Denis Diderot
- Avenue des Fauvettes
- Avenue des Sciences
- Avenue Descartes
- Avenue Docteur-Schinazi
- Avenue du Bois-d'Aiguevives
- Avenue du Chemin-de-La-Vie
- Avenue du Chut
- Avenue du Général-Leclerc
- Avenue Duhourquet
- Avenue Durand-Dassier
- Avenue Edmond-Foucré
- Avenue Espeleta
- Avenue Eugène Delacroix
- Avenue Eugène-et-Marc-Dulout
- Avenue Fanning-Lafontaine
- Avenue Favarque
- Avenue Favart
- Avenue Félix Faure
- Avenue Francis Garnier
- Avenue François Coppée
- Avenue François Mitterrand
- Avenue Franklin Roosevelt
- Avenue François Rabelais
- Avenue Gabriel Péri
- Avenue Gabriele D'Annunzio
- Avenue Gambetta
- Avenue Gaston Cabannes
- Avenue Gauthier-Lagardère
- Avenue Gay-Lussac
- Avenue du Général-De-Gaulle
- Avenue Georges Brassens
- Avenue Georges Clemenceau
- Avenue Georges-Pelletier
- Avenue Grangeotte
- Avenue Guillaume Apollinaire
- Avenue Gustave Eiffel
- Avenue Guynemer
- Avenue Harry-Bertrand
- Avenue Hector-Domecq
- Avenue Henri Barbusse
- Avenue Henri Becquerel
- Avenue Henri-Descot
- Avenue Henri Dunant
- Avenue Henri-Vigneau
- Avenue Hoche
- Avenue Hubert Dubedout
- Avenue du 8-Mai
- Avenue J.F. Kennedy
- Avenue Jacques Cartier
- Avenue Jacques Chaban-Delmas
- Avenue Jean-Alfonsea
- Avenue Jean-Babin
- Avenue Jean Bart
- Avenue Jean-Cailleau
- Avenue Jean Cocteau
- Avenue Jean-Cordier
- Avenue Jean-Gabriel Domergue
- Avenue Jean Jaurès
- Avenue Jean-Lassauguette
- Avenue Jean Macé
- Avenue Jean-Meyraud
- Avenue Jean Monnet
- Avenue Jean Moulin
- Avenue Jean Perrin
- Avenue Jean Racine
- Avenue Jean Zay
- Avenue Jean de La Fontaine
- Avenue Jean-Paul Sartre
- Avenue Jeanne d'Arc
- Avenue John Fitzgerald Kennedy
- Avenue de Jourdane
- Avenue Jules Ferry
- Avenue Jules Guesde
- Avenue Jules Verne
- Avenue Julien-Ducourt
- Avenue Lakanal
- Avenue Lénine
- Avenue Léo Lagrange
- Avenue Léon Blum
- Avenue Léon Duguit
- Avenue Léonard de Vinci
- Avenue de la Libération
- Avenue de la Liberté
- Avenue Louis Barthou
- Avenue Louis Lauga
- Avenue Louis Pasteur
- Avenue Louis-Venot
- Avenue Lucien-Lerousseau
- Avenue Lucien-Victor Meunier
- Avenue Magellan
- Avenue Mahatma Gandhi
- Avenue Maine de Biran
- Avenue Manon Cormier
- Avenue du Maréchal Juin
- Avenue du Maréchal Leclerc
- Avenue du Maréchal Lyautey
- Avenue Marc-Desbats
- Avenue Marc Nouaux
- Avenue Marcel Dassault
- Avenue Marcel Pagnol
- Avenue Marcellin Berthelot
- Avenue Marius-Marchandou
- Avenue Marly
- Avenue des Martyrs-de-la-Résistance
- Avenue Marx Dormoy
- Avenue Maryse Bastié
- Avenue Maurice-Faye
- Avenue Maurice-Lévy
- Avenue Maurice Martin
- Avenue Maxence Van der Meersch
- Avenue Mermoz
- Avenue Mirabeau
- Avenue Molière
- Avenue Montaigne (D 6)
- Avenue Montesquieu (D 6)
- Avenue Mozart
- Avenue Neil Armstrong
- Avenue Pasteur
- Avenue Paul-Berniard
- Avenue Paul Lafargue
- Avenue Paul Lapie
- Avenue Paul-Montagne
- Avenue Paul-Princeteau (D 10)
- Avenue Périer
- Avenue Pey Berland
- Avenue Phénix Haut-Brion
- Avenue Pierre-Barre
- Avenue Pierre Brossolette
- Avenue Pierre-Castaing
- Avenue Pierre Ceresole
- Avenue Pierre Curie
- Avenue Pierre Loti
- Avenue Pierre Mendès France
- Avenue Pierre-Paul Riquet
- Avenue Pierre-Sémirot
- Avenue Pierre Wiehn
- Avenue Pierre de Coubertin
- Avenue Pierre-et-Marcel-Girard
- Avenue Président-Raymond Poincaré
- Avenue Prévost
- Avenue Pythagore
- Avenue Raoul-Amat
- Avenue Raoul-Bourdieu
- Avenue Raymond-Boivin
- Avenue Raymond-Manaud
- Avenue Raymond Poincaré
- Avenue René-Antoune
- Avenue René Cassagne
- Avenue René Descartes
- Avenue de la République
- Avenue Robert-Clavé
- Avenue Robert-Moussard
- Avenue Robert Schumann
- Avenue Roger-Chaumet
- Avenue Roger-Cohé
- Avenue Roger Salengro
- Avenue Roland Garros
- Avenue Romain Rolland
- Avenue de Rome
- Avenue Roul
- Avenue Sadi-Carnot
- Avenue Saint-Armand
- Avenue Saint-Exupéry
- Avenue Saint-Jacques-de-Compostelle (D 1010)
- Avenue Saint Paulin
- Avenue Sainte-Marie
- Avenue Salvador Allende
- Avenue Savorgnan
- Avenue Surcouf
- Avenue Suzanne-Salvet (D 14)
- Avenue Thiers
- Avenue Vercingétorix
- Avenue Victor Hugo
- Avenue Victoria
- Avenue Voltaire (D 107)
- Avenue d'Eysines
- Avenue de Baraillot
- Avenue de Bardanac
- Avenue de Baron
- Avenue de Bayonne
- Avenue de Belfort
- Avenue de Belle-France
- Avenue de Berlincan
- Avenue de Beutre
- Avenue de Bir Hakeïm
- Avenue de Bordeaux (D 106, D651)
- Avenue de Bourranville
- Avenue de Braude
- Avenue de Bretagne
- Avenue de Breuil
- Avenue de Bridgend
- Avenue de Brivazac
- Avenue de Cadaujac
- Avenue de Cajus
- Avenue de Candau
- Avenue de Canéjan
- Avenue de Cante-Loup
- Avenue de Canterane
- Avenue de Cap de Bos
- Avenue de Capeyron
- Avenue de Caplane
- Avenue de Cassiopée
- Avenue de Caudéran
- Avenue de Cavernes (D 115e5)
- Avenue de Cestas
- Avenue de Champagne
- Avenue de Chavailles
- Avenue de Chiquet
- Avenue de Clair Bois
- Avenue de Collegno
- Avenue de Courréjean (D 108)
- Avenue de Créon (D 671)
- Avenue de Douaumont
- Avenue de Feydeau (D 241)
- Avenue de Foncastel
- Avenue de Fontaudin
- Avenue de Fontenille (D 10e4)
- Avenue de Francillon
- Avenue de Genève
- Avenue de Gradignan
- Avenue de Guyenne
- Avenue de Kaolack
- Avenue de La Brède (D 109)
- Avenue de La Croix-du-Golf
- Avenue de La Salle-de-Breillan
- Avenue de Labarde
- Avenue de Laroque
- Avenue de Léognan (D 109)
- Avenue de Lescart
- Avenue de Libourne (D 20)
- Avenue de Lignan (D 115)
- Avenue de Ligondras
- Avenue de Lognac
- Avenue de Madran
- Avenue de Magondy
- Avenue de Magudas
- Avenue de Marsaou
- Avenue de Martignas (D 211)
- Avenue de Matosinhos
- Avenue de Mazeau
- Avenue de Mérignac
- Avenue de Mirande
- Avenue de Mirmont[Note 33]
- Avenue de Monbalon
- Avenue de Monrabeau
- Avenue de Mont-de-Marsan (D 651)
- Avenue de Monteillon
- Avenue de Moulis
- Avenue de Nauplie
- Avenue de Noès
- Avenue de Nontraste
- Avenue de Pagnot
- Avenue de Paris
- Avenue de Rivalet
- Avenue de Saige
- Avenue de Saint-Émilion
- Avenue de Saint-Médard
- Avenue de Soubeyran (D 208)
- Avenue de Soulac (D 1)
- Avenue de St-Médard-d'Eyrans
- Avenue de Strasbourg
- Avenue de Tanaïs
- Avenue de Terre Rouge
- Avenue de Terrefort
- Avenue de Thouars
- Avenue de Tivoli
- Avenue de Toctoucau
- Avenue de Toulouse (D 1113)
- Avenue de Tourville
- Avenue de Villemejean
- Avenue de Virecourt
- Avenue de l'Aiglon
- Avenue de l'Alouette
- Avenue de l'Amasse
- Avenue de l'Arcacia
- Avenue de l'Argonne (D 106)
- Avenue de l'Armistice
- Avenue de l'Eau-Vive
- Avenue de l'Entre Deux Mers (D 13, D 671, D 936)
- Avenue de l'Esclause
- Avenue de l'Estelle
- Avenue de l'Esteyrolle
- Avenue de l'Europe
- Avenue de l'Hippodrome
- Avenue de l'Orée-du-Bois
- Avenue de l'Université
- Avenue de l'Yser
- Avenue de l'Échame
- Avenue de l'Église-Romane
- Avenue de l'Étang
- Avenue de l'Île-de-France
- Avenue de la Belle Étoile
- Avenue de la Bigorre
- Avenue de la Boétie
- Avenue de la Californie
- Avenue de la Chapelle
- Avenue de la Chapelle-Sainte-Bernadette
- Avenue de la Châtaigneraie
- Avenue de la Chênaie
- Avenue de la Clairière-Saint-Jean
- Avenue de la Croix
- Avenue de la Croix-Blanche (D 671)
- Avenue de la Dame-Blanche
- Avenue de la Duragne
- Avenue de la Forge
- Avenue de la Forêt
- Avenue de la Fraternité
- Avenue de la Gardette
- Avenue de la Gare
- Avenue de la Grande-Lande
- Avenue de la Grange-Noire
- Avenue de la Jalle-Noire
- Avenue de la Libération (N 215, D 10, D 1010)
- Avenue de la Madeleine
- Avenue de la Marinière
- Avenue de la Mission Haut-Brion
- Avenue de la Moune
- Avenue de la Paillère
- Avenue de la Placette (D 242e3)
- Avenue de la Pompe
- Avenue de la Poterie
- Avenue de la Prairie
- Avenue de la Première-Armée-Française
- Avenue de la République (D 211)
- Avenue de la Résistance
- Avenue de la Salle-de-Breillan
- Avenue de la Sauque
- Avenue de la Source (D 13e2)
- Avenue de la Tuileranne
- Avenue de lou Bournac
- Avenue de lou Floc
- Avenue de lou Méou
- Avenue des 4-Pavillons
- Avenue des 40-Journaux
- Avenue des Acacias
- Avenue des Aciéries
- Avenue des Alouettes
- Avenue des Anémones
- Avenue des Arts
- Avenue des Azalées
- Avenue des Bergeronnettes
- Avenue des Bordes
- Avenue des Bouvreuils
- Avenue des Bruyères
- Avenue des Champs
- Avenue des Cassignols
- Avenue des Chardonnerets
- Avenue des Charmilles
- Avenue des Chasseurs
- Avenue des Chaînes
- Avenue des Chênes
- Avenue des Deux Ponts
- Avenue des Erables
- Avenue des Eyquems
- Avenue des Facultés
- Avenue des Fougères
- Avenue des Français-libres
- Avenue des Frères Lumière
- Avenue des Frères Robinson
- Avenue des Gemmeurs
- Avenue des Jonquilles
- Avenue des Lacs
- Avenue des Martyrs-de-la-Résistance
- Avenue des Mésanges
- Avenue des Mimosas
- Avenue des Mondaults
- Avenue des Palombes
- Avenue des Peupliers
- Avenue des Pins
- Avenue des Pinsons
- Avenue des Portés
- Avenue des Prades
- Avenue des Prés de Toctoucau
- Avenue des Provinces
- Avenue des Quatre Ponts (D 210)
- Avenue des Roses
- Avenue des Rouges-Gorges
- Avenue des Sapinettes
- Avenue des Satellites
- Avenue des Saules
- Avenue des Sept Forêts
- Avenue des Sports
- Avenue des Tabernottes (D 115)
- Avenue des Tauzins
- Avenue des Trois-Cardinaux
- Avenue des Trois-Moulins
- Avenue des Vallons
- Avenue des Vignes (D 241)
- Avenue des Violettesr
- Avenue des Érables
- Avenue dous Cams
- Avenue du 11-Novembre (D 210)
- Avenue du 18 juin 1940 (D 211)
- Avenue du 19 mars 1962
- Avenue du 8-Mai
- Avenue du 8-Mai-1945
- Avenue du Baron Haussmann
- Avenue du Barricot
- Avenue du Béarn
- Avenue du Bicentenaire
- Avenue du Bois-de-Lagunate
- Avenue du Bois-du-Chevreuil
- Avenue du Bord-de-Mer
- Avenue du Bossut
- Avenue du Bourgailh
- Avenue du Canada
- Avenue du Cardinal
- Avenue du Champ-Rollet
- Avenue du Chevalier-Denis-de-Castelnau-d'Essnaud
- Avenue du Chut
- Avenue du Château
- Avenue du Château (D 108)
- Avenue du Château-Jouguet
- Avenue du Château-d'Eau
- Avenue du Châtenet
- Avenue du Claret
- Avenue du Colonel-Pierre Bourgoin
- Avenue du Colonel-Raynal
- Avenue du Colonel-René Fonck
- Avenue du Colonel-Robert-Jacqui
- Avenue du Colonel-Saldou
- Avenue du Cordon-d'Or
- Avenue du Corps franc Pommiès
- Avenue du Coteau
- Avenue du Dauphiné
- Avenue du Derby
- Avenue du Docteur-Fernand-Grosse
- Avenue du Docteur-Gustave-Couaillac
- Avenue du Docteur Nancel-Pénard
- Avenue du Docteur-Paul-Fournil
- Avenue du Docteur-Roger-Daignas
- Avenue du Docteur-Roger-Marcade
- Avenue du Docteur-Schweitzer
- Avenue du Domaine de Vialle
- Avenue du Duc de Lorge
- Avenue du Général De Gaulle (D 10, D11)
- Avenue du Général Kléber
- Avenue du Général Leclerc (D 1250)
- Avenue du Haillan
- Avenue du Haut-Brion
- Avenue du Haut-Lévêque
- Avenue du Huit-Mai
- Avenue du Jeu-de-Paume
- Avenue du Lac
- Avenue du Las (D 106)
- Avenue du Lignan
- Avenue du Luxembourg
- Avenue du Lycée
- Avenue du Maréchal-de-Lattre-de-Tassigny (D 1250)
- Avenue du Maréchal Foch
- Avenue du Maréchal Gallieni
- Avenue du Maréchal-Joffre
- Avenue du Maréchal Juin
- Avenue du Maréchal Leclerc (D 211)
- Avenue du Maréchal Lyautey
- Avenue du Médoc (N 215)
- Avenue du Meilleur ouvrier de France
- Avenue du Menhir
- Avenue du Pape-Clément
- Avenue du Parc-d'Espagne
- Avenue du Parc-de-Lescure
- Avenue du Parc-des-Sports
- Avenue du Périgord (D 936)
- Avenue du Petit-Breton (D 1113)
- Avenue du Peyrou
- Avenue du Poitou
- Avenue du Pont-de-l'Orient
- Avenue du Pontet
- Avenue du Port
- Avenue du Port-du-Roy
- Avenue du Poujeau
- Avenue du Pré-aux-Clercs
- Avenue du Président Allende
- Avenue du Président François Mitterrand
- Avenue du Président John Fitzgerald Kennedy
- Avenue du Président René Coty
- Avenue du Président Robert Schuman
- Avenue du Président Vincent Auriol
- Avenue du Président-Wilson
- Avenue du Prieuré
- Avenue du Professeur-Bergonié
- Avenue du Régiment-d'Infanterie
- Avenue du Reys
- Avenue du Rheinhein
- Avenue du Rond-Point
- Avenue du Rouquet
- Avenue du Roy
- Avenue du Sable-d'Expert
- Avenue du Site-Montesquieu (D 109)
- Avenue du Stade
- Avenue du Taillan-Médoc
- Avenue du Temple (D 107)
- Avenue du Thil
- Avenue du Travail
- Avenue du Truc
- Avenue du Vallon

## Rues

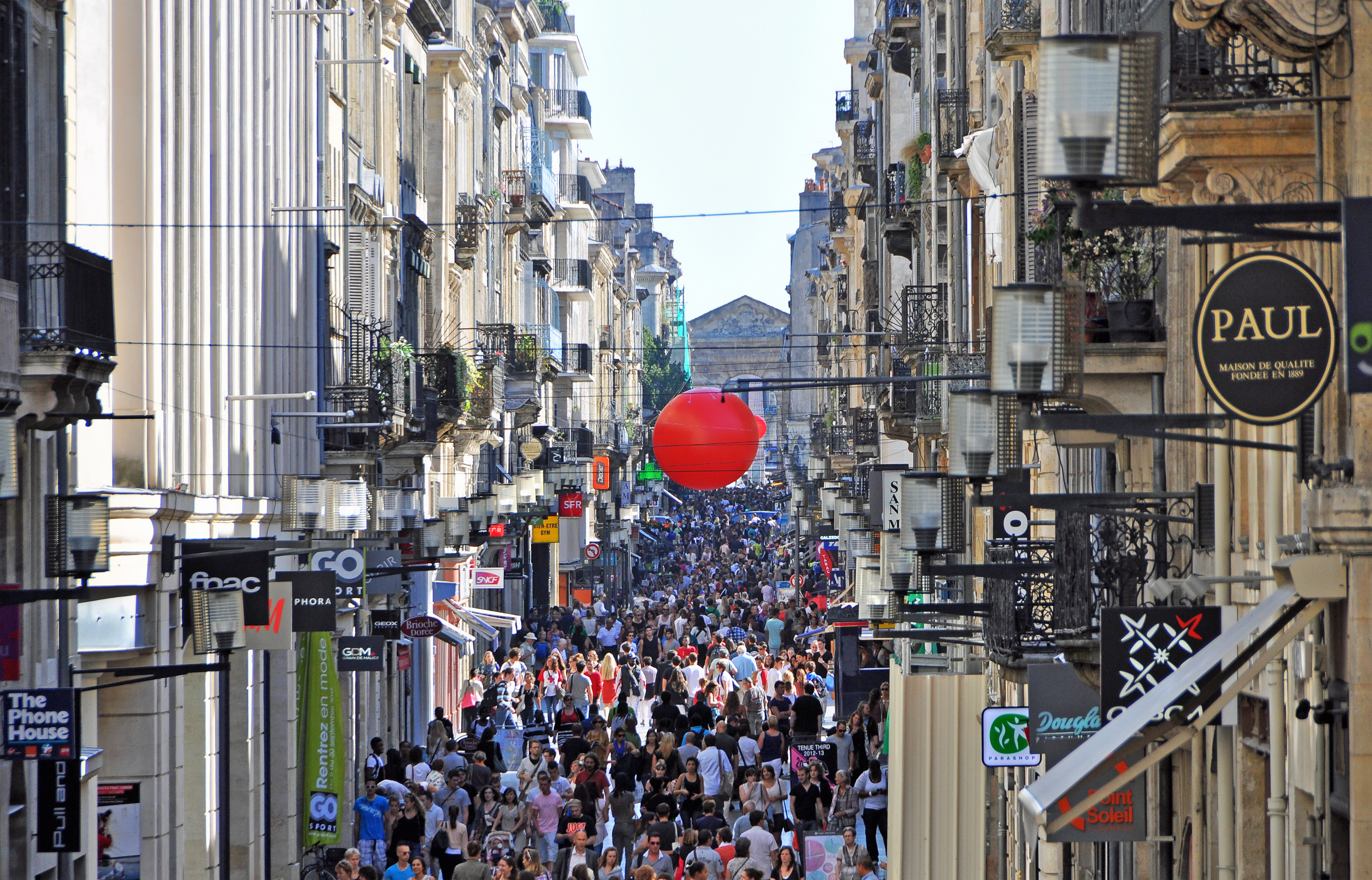
Rue Sainte-Catherine (Bordeaux)
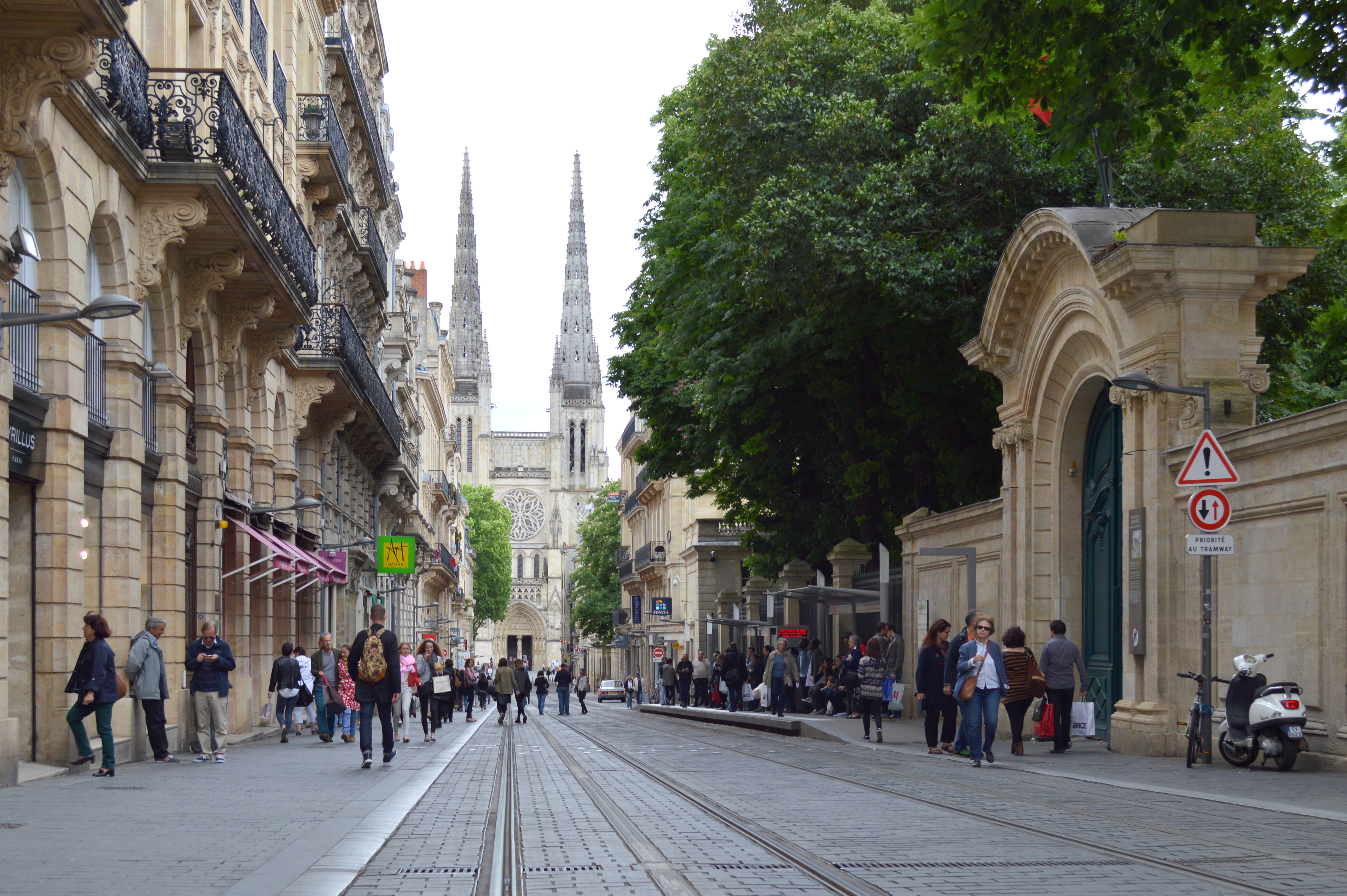
Rue Vital-Carles
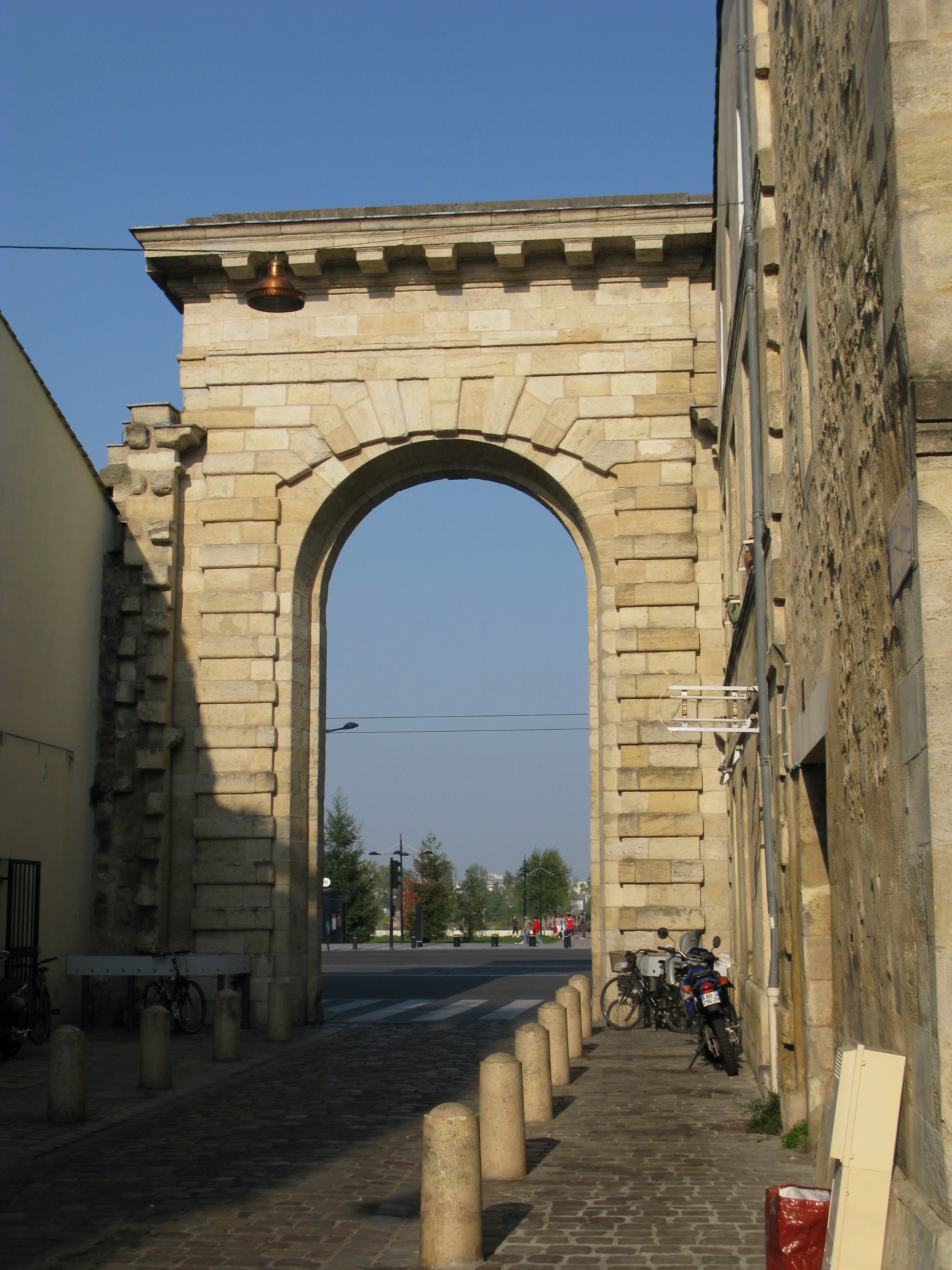
Rue Porte de la Monnaie

### A
- Haut – A
- B
- C
- D
- E
- F
- G
- H
- I
- J
- K
- L
- M
- N
- O
- P
- Q
- R
- S
- T
- U
- V
- W
- X
- Y
- Z

- Rue Abadie
- Rue Abbé-de-l'Épée
- Rue Achard
- Rue Adolphe-Chales
- Rue Adolphe-Huc
- Rue Adolphe Thiers
- Rue Adolphe d'Eichthal
- Rue Adrien-Allard
- Rue Adrien-Baysselance
- Rue Adrien-Nouzarède
- Rue Adrien-Piquet
- Rue Adrien-Planque
- Rue Adrien-Pressemane
- Rue Adrienne-Bolland
- Rue Agis-Chety
- Rue Aimé-Césaire[Note 34]
- Rue Aladin-Miqueau
- Rue Albert
- Rue Albert Camus
- Rue Albert Dubet
- Rue Albert Dupeyron
- Rue Albert Gombert
- Rue Albert Laihacar
- Rue Albert Laurenson
- Rue Albert Lavaud
- Rue Albert Marquet
- Rue Albert Menaut
- Rue Albert Mourgues
- Rue Albert Nodon
- Rue Albert Pitres
- Rue Albert Thomas
- Rue Albert Tournier
- Rue Albert de Mun
- Rue Albert et Elisabeth Dupeyron
- Rue Alcide Bouchon
- Rue Alcide Castaing
- Rue Alcide Eyquem
- Rue Alcide Lambert
- Rue Alcide Vergne
- Rue Alexander Fleming
- Rue Alexis Léonov
- Rue Alexis Puyo
- Rue Alexis de Cholet
- Rue Alfred Bert
- Rue Alfred Charlionnet
- Rue Alfred Dalancourt
- Rue Alfred-Duprat
- Rue Alfred Giret
- Rue Alfred Grimal
- Rue Alfred Molina
- Rue Alfred Nobel
- Rue Alfred Poirier
- Rue Alfred Pousson
- Rue Alfred Smith
- Rue Alfred Stéhélin
- Rue Alfred Tonnellé
- Rue Alfred de Musset
- Rue Alfred de Vigny
- Rue Alphonse Dupeux
- Rue Alphonse Rodin
- Rue Alphonse de Lamartine
- Rue Alta Maya
- Rue Altaïr
- Rue Amand Mouchague
- Rue Amaury Craon
- Rue Ambroise
- Rue Ambroise Croizat
- Rue Ambroise Paré
- Rue Amédée-Saint-Germain
- Rue Amédée Tastet
- Rue Amedeo Modigliani
- Rue Amélie
- Rue Ampère
- Rue Anatole France
- Rue André
- Rue André Almey
- Rue André Amanieu
- Rue André Ampère
- Rue André Berry
- Rue André Blanc
- Rue André Brisson
- Rue André Caverne
- Rue André Chénier
- Rue André Darbon
- Rue André Degain
- Rue André Derain
- Rue André Déris
- Rue André Dumercq
- Rue André Eustache
- Rue André Gendreux
- Rue André Gide
- Rue André Gilles
- Rue André Gonnay
- Rue André Guérin
- Rue André Guillon
- Rue André Hertig
- Rue André Hible
- Rue André Lamandé
- Rue André Lapelleterie
- Rue André Leduc
- Rue André Lignac
- Rue André Maginot
- Rue André Malraux
- Rue André Maurois
- Rue André Mellon
- Rue André Messager
- Rue André Mureine
- Rue André Navailles
- Rue André Ouley
- Rue André Pujol
- Rue André Sarreau
- Rue André Séguin
- Rue André Soulage (1912-1944)[Note 34]
- Rue André Tamisé
- Rue André Vignau-Anglade
- Rue Andrée Chedid[Note 34]
- Rue Andrée Putman[Note 35]
- Rue Andronne
- Rue Angel Durand
- Rue Angélique du Coudray[Note 36]
- Rue Anita Conti[Note 36]
- Rue Anna de Noailles
- Rue Anna Hamilton[Note 34]
- Rue Anne Frank
- Rue Antoine Antoune
- Rue Antoine Bérard
- Rue Antoine Bourdelle
- Rue Antoine Carles
- Rue Antoine Dupuch
- Rue Antoine Lavoisier
- Rue Antoine Monier
- Rue Antoine Parmentier
- Rue Antoine Thierrée
- Rue Antoine Watteau
- Rue Antoine de Chabanne
- Rue Antoine de Condorcet
- Rue Antonic
- Rue Antonin Larroque
- Rue Arago
- Rue Archimède
- Rue Ardouin
- Rue Aristide Bergès
- Rue Aristide Briand
- Rue Aristide Maillol
- Rue Aristides de Sousa Mendes
- Rue Arlot de Saint Saud
- Rue Armand Béraud (D 10)
- Rue Armand Berlan
- Rue Armand Calmon
- Rue Armand Dulamon
- Rue Armand Fallières
- Rue Armand Gayral
- Rue Armand Got
- Rue Armand Guiraud
- Rue Armand Lamarque
- Rue Armand Leroy
- Rue Armand Caduc
- Rue Arnaud Deniges
- Rue Arnaud Lafaye
- Rue Arnaud Miqueu
- Rue Arnut
- Rue Arsène Lauba
- Rue Arthur Rimbaud
- Rue Arthur Rubinstein
- Rue Audubert
- Rue Auguin
- Rue Auguste Blanqui
- Rue Auguste Brutails
- Rue Auguste Comte
- Rue Auguste Couat
- Rue Auguste Mérillon
- Rue Auguste Picard
- Rue Auguste Poirson
- Rue Auguste Rodin
- Rue Augustin Daureau
- Rue Augustinot
- Rue Aurel Chazeau
- Rue Aurélie Ducros
- Rue Aurélien Scholl
- Rue Ausone
- Rue Avelane
- Rue Avigdor
- Rue Azam

### B
- Haut – A
- B
- C
- D
- E
- F
- G
- H
- I
- J
- K
- L
- M
- N
- O
- P
- Q
- R
- S
- T
- U
- V
- W
- X
- Y
- Z

- Rue Babin
- Rue Bahr
- Rue Bahus
- Rue Baillon
- Rue Banlin
- Rue Barada
- Rue Barennes
- Rue Barillet Deschamps
- Rue Barrailley
- Rue Barrau
- Rue Barreyre
- Rue Barthélémy
- Rue Barthélémy Giraudeau
- Rue Basile Dubertrand
- Rue Basque
- Rue Baste
- Rue Batailley
- Rue Baudin
- Rue Baudrimont
- Rue Baudry-Lacantinerie[Note 37]
- Rue Bauducheu
- Rue Baurein
- Rue Bavard
- Rue Bavian
- Rue Bayard
- Rue Beaubadat
- Rue Beaufleury
- Rue Beaufort
- Rue Beaulieu
- Rue Beaumarchais
- Rue Beaumartin
- Rue Beauséjour
- Rue Beck
- Rue Becquerel
- Rue Bel Air
- Rue Belair
- Rue Belcier
- Rue Belle-Étoile
- Rue Bellevue
- Rue Bellonte
- Rue Bellus-Mareilhac
- Rue Bengaline
- Rue Benjamin Saufrignon
- Rue Bense
- Rue Béranger
- Rue Bergeon
- Rue Bergeret
- Rue Bergonié
- Rue Bernard Adour
- Rue Bernard Blier
- Rue Bernard Buffet
- Rue Bernard Carmouze
- Rue Bernard Jabouin
- Rue Bernard Palissy
- Rue Bernard de Girard
- Rue Bernard de Jussieu
- Rue Bernardin de Saint-Pierre
- Rue Bernaud
- Rue Berquin
- Rue Berrouet
- Rue Berruer
- Rue Bert
- Rue Bertal
- Rue Bertheau
- Rue Berthelot
- Rue Berthollet
- Rue Berthome
- Rue Bertin
- Rue Bertrand Andrieu
- Rue Bertrand Hauret
- Rue Bertrand de Goth
- Rue Bertrand de Noailhan
- Rue Bertrand de Segur
- Rue Beyerman
- Rue Beyssac
- Rue Bienvenue
- Rue Bigot
- Rue Billaudel
- Rue Binaud
- Rue Bizeaudun
- Rue Blaise Pascal
- Rue Blanc Dutrouilh
- Rue Blanchard
- Rue Blanchard-Latour
- Rue Blanche
- Rue Blanqui
- Rue Blumerel
- Rue Bobillot
- Rue Boileau
- Rue Boistaud
- Rue Bolivar
- Rue Bongrand
- Rue Bonlieu
- Rue Bonnaffé
- Rue Bonnaous
- Rue Bonnefin
- Rue Bontemps
- Rue Bordes Fortage[Note 38]
- Rue Borie
- Rue Boris Vian
- Rue Bosquet
- Rue Bossuet
- Rue Bouche
- Rue Bouchon
- Rue Boudet
- Rue Bouffard
- Rue Bougainville
- Rue Bouguereau
- Rue Boulan
- Rue Boulanger
- Rue Boulineau
- Rue Bouquière
- Rue Bourbaki
- Rue Bourbon
- Rue Bourges
- Rue Bouteilley
- Rue Bouthier
- Rue Boutin
- Rue Boutinard
- Rue Boyer
- Rue Brachet
- Rue Bradley
- Rue Bragard
- Rue Branly
- Rue Brascassat
- Rue Bray
- Rue Bréau
- Rue Brémontier
- Rue Bréteil
- Rue Brian
- Rue Brignet
- Rue Brillette
- Rue Brittman
- Rue Brizard
- Rue Brousse Mellet
- Rue Brulatour
- Rue Brun
- Rue Brunereau
- Rue Brunet
- Rue Buchou
- Rue Buffon
- Rue Buhan
- Rue Burlot
- Rue Buscaillet
- Rue Byron

### C
- Haut – A
- B
- C
- D
- E
- F
- G
- H
- I
- J
- K
- L
- M
- N
- O
- P
- Q
- R
- S
- T
- U
- V
- W
- X
- Y
- Z

- Rue C. Nungesser
- Rue Cabanac
- Rue Cabernet Sauvignon
- Rue Cabirol
- Rue Caboy
- Rue Cachin
- Rue Cadroin
- Rue Caillou
- Rue Calendrin
- Rue Calixte Camelle
- Rue Callibaud
- Rue Calmette et Guérin
- Rue Calvé
- Rue Calvimont
- Rue Calypso
- Rue Cambon
- Rue Camena d'Almeida
- Rue Camille Claudel
- Rue Camille Corot
- Rue Camille Desmoulins
- Rue Camille Duluc
- Rue Camille Flammarion
- Rue Camille Godard
- Rue Camille Goillot
- Rue Camille Guérin
- Rue Camille Maumet
- Rue Camille Maumey
- Rue Camille Montoya
- Rue Camille Pelletan
- Rue Camille Renouil
- Rue Camille Saint-Saëns
- Rue Camille Sauvageau
- Rue Camille Vic
- Rue Camille de Roquefeuil
- Rue Campmas
- Rue Canihac
- Rue Canis
- Rue Cantabrie
- Rue Cantelaudette
- Rue Cantemerle
- Rue Capdeville
- Rue Capella
- Rue Capeyron
- Rue Capitaine Ferrand
- Rue Capitaine Kleber Dupuy
- Rue Capitaine Madon
- Rue Capitaine Philippe Koenigswerther
- Rue Capitaine-Montauban
- Rue Carbonneau
- Rue Cardinal-Lecot
- Rue Carle Vernet
- Rue Carnot
- Rue Carpenteyre
- Rue Carruade
- Rue Carton
- Rue Cassignard
- Rue Cassignol
- Rue Cassiopée
- Rue Castéja
- Rue Castelmoron
- Rue Castelnau d'Auros
- Rue Castillon
- Rue Catherine et William Booth
- Rue Catros
- Rue Catros-Gérand[Note 39]
- Rue Catulle Mendès
- Rue Caussade
- Rue Causserouge
- Rue Cavernes
- Rue Cazalis
- Rue Cazaubon
- Rue Cazeaux
- Rue Cazemajor
- Rue Cazenave
- Rue Célestin Passet
- Rue Cerey
- Rue César Franck
- Rue Chabrely
- Rue Chabry
- Rue Chaigneau
- Rue Chambrun
- Rue Champion de Cicé
- Rue Champlain
- Rue Chanoine A. Lacaze
- Rue Chante-Coucou
- Rue Chantecrit
- Rue Chantre
- Rue Chanzy
- Rue Chappe
- Rue Chardin
- Rue Charles Baudelaire
- Rue Charles Boubès
- Rue Charles Bourseul
- Rue Charles Cante
- Rue Charles Capsec
- Rue Charles Chaigneau
- Rue Charles Chaumel
- Rue Charles Chaumet
- Rue Charles Despiau
- Rue Charles Domercq
- Rue Charles Dopter (D 671)
- Rue Charles Durand
- Rue Charles Floquet
- Rue Charles Garnier
- Rue Charles Gounod
- Rue Charles Guynemer
- Rue Charles Lacoste
- Rue Charles Lamoureux
- Rue Charles Laterrade
- Rue Charles Lecocq
- Rue Charles Lévêque
- Rue Charles Marionneau
- Rue Charles Martin
- Rue Charles Monselet
- Rue Charles Nancel-Pénard
- Rue Charles Nicolle
- Rue Charles Nodier
- Rue Charles Paris
- Rue Charles Péguy
- Rue Charles Pineau
- Rue Charles Pranard
- Rue Charles Puyo
- Rue Charles Romme
- Rue Charles Salasc
- Rue Charles Vanel
- Rue Charles Versein
- Rue Charles de Foucauld
- Rue Charlevoix de Villers
- Rue Charlotte Perriand[Note 36]
- Rue Charpentier
- Rue Charpin
- Rue Chateaubriand
- Rue Chateaudun
- Rue Chauffour
- Rue Chevalier
- Rue Chico Mendes
- Rue Chiquet Brion
- Rue Chivaley Henri
- Rue Christian Solar
- Rue Christine
- Rue Christine de Pisan
- Rue Cicéron
- Rue Claire
- Rue Clairefontaine
- Rue Clare
- Rue Claude Bernard
- Rue Claude Bonnier
- Rue Claude Boucher
- Rue Claude Chappe
- Rue Claude Debussy
- Rue Claude Deschamps
- Rue Claude Justin
- Rue Claude Kogan
- Rue Claude Lorrain
- Rue Claude Monet
- Rue Claude Taffanel
- Rue Claude Taudin
- Rue Claude le Lorrain
- Rue Cleirac
- Rue Clemenceau
- Rue Clément
- Rue Clément Ader
- Rue Clément Dessales
- Rue Clément Marot
- Rue Clément Thomas
- Rue Clémentine-Hélène Dufau[Note 36]
- Rue Cléo
- Rue Clérambault
- Rue Clênis
- Rue Coiffard
- Rue Colbert
- Rue Colette
- Rue Colette Besson
- Rue Coli
- Rue Colonel Jean Fleuret
- Rue Comayrou
- Rue du Commandant Édouard Gamas
- Rue Commandant Hautreux[Note 40]
- Rue Conard Gaussen
- Rue Condillac
- Rue Condorcet
- Rue Constant
- Rue Constantin
- Rue Coppinger
- Rue Cora Morton
- Rue Corcelles
- Rue Cornac
- Rue Corneille
- Rue Corot
- Rue Costes
- Rue Cotrel
- Rue Coudol
- Rue Coupat
- Rue Courbet
- Rue Courbin
- Rue Courpon
- Rue Courtiou
- Rue Cousin
- Rue Crabeyre
- Rue Crampel
- Rue Crémer
- Rue Croix de Maron
- Rue Croix de Seguey
- Rue Crozilhac
- Rue Cruchinet
- Rue Curie
- Rue Cuvier
- Rue Cyrano

### de
- Haut – A
- B
- C
- D
- E
- F
- G
- H
- I
- J
- K
- L
- M
- N
- O
- P
- Q
- R
- S
- T
- U
- V
- W
- X
- Y
- Z

- Rue d'Agen
- Rue d'Alembert
- Rue d'Alger
- Rue d'Alsace
- Rue d'Alsace Lorraine
- Rue d'Alzon
- Rue d'Andrian
- Rue d'Anjou
- Rue d'Aquitaine
- Rue d'Arcachon
- Rue d'Argenteuil
- Rue d'Arlac
- Rue d'Armagnac
- Rue d'Armeau
- Rue d'Arsac
- Rue d'Arsonval
- Rue d'Artigue Barbant
- Rue d'Artiguemale
- Rue d'Artois
- Rue d'Astorg
- Rue d'Aubidey
- Rue d'Audenge
- Rue d'Aunis
- Rue d'Aupérie
- Rue d'Aurios
- Rue d'Austerlitz
- Rue d'Autriche
- Rue d'Aviau
- Rue d'Enghien
- Rue d'Epernay
- Rue d'Espagne
- Rue d'Eysines
- Rue d'Irlande
- Rue d'Italie
- Rue d'Olives
- Rue d'Ormilly[Note 41]
- Rue d'Ornano
- Rue de Bac Ninh
- Rue de Bacalan
- Rue de Balaclava
- Rue de Barbère
- Rue de Bardenne
- Rue de Barricot
- Rue de Barsac
- Rue de Bassens
- Rue de Baulos
- Rue de Bazas
- Rue de Bazeilles
- Rue de Bazemont
- Rue de Beaudésert
- Rue de Beauséjour
- Rue de Beausoleil
- Rue de Beautiran
- Rue de Bègles
- Rue de Beguey
- Rue de Bel Air
- Rue de Bel Orme
- Rue de Belfort
- Rue de Belgique
- Rue de Bellegrave
- Rue de Belleville
- Rue de Bénédigues
- Rue de Bergos
- Rue de Berliquet
- Rue de Bernède
- Rue de Berry
- Rue de Bethmann
- Rue de Betnoms
- Rue de Beychevelle
- Rue de Béziers
- Rue de Beïra
- Rue de Bigeau
- Rue de Bir Hakeim
- Rue de Bitche
- Rue de Blahéraut
- Rue de Blanquefort
- Rue de Blaye
- Rue de Blois
- Rue de Bordeaux
- Rue de Bos
- Rue de Bougainville
- Rue de Bouliac
- Rue de Bourdillat
- Rue de Bourillon
- Rue de Bourly
- Rue de Brach
- Rue de Brandier
- Rue de Branlac
- Rue de Brazza
- Rue de Bretagne
- Rue de Brézet
- Rue de Brienne
- Rue de Bruges
- Rue de Budos
- Rue de Bussac
- Rue de Cadaujac
- Rue de Calavet
- Rue de Camarey
- Rue de Camerouge
- Rue de Campeyraut
- Rue de Campilleau
- Rue de Camponac
- Rue de Campot
- Rue de Candale
- Rue de Canejan
- Rue de Canolle
- Rue de Cantaranne
- Rue de Cante-Coucut
- Rue de Cantelaude
- Rue de Canteloup
- Rue de Cantenac
- Rue De Canter
- Rue de Canteranne
- Rue de Canteret
- Rue de Cantinole
- Rue de Cap de Haut
- Rue de Carbon Blanc
- Rue de Cardoze
- Rue de Carmaux
- Rue de Carreau
- Rue de Carros
- Rue de Catoy
- Rue de Caudéran
- Rue de Caudères
- Rue de Cavaillet
- Rue de Cazeau Vieil
- Rue de Cénac
- Rue de Cenon
- Rue de Centujean
- Rue de Cérons
- Rue de Cestas
- Rue de Chambéry
- Rue de Chambord
- Rue de Chambrère
- Rue de Champlain
- Rue de Chantecric
- Rue de Chantegrive
- Rue de Chantilly
- Rue de Charlin
- Rue de Chartrèze
- Rue de Châteaubriant
- Rue de Chateaudun
- Rue de Chaut
- Rue de Chauvé
- Rue de Chavailles
- Rue de Chenevière
- Rue de Cheverny
- Rue de Cheverus[Note 42]
- Rue de Chèze
- Rue de Château-Thierry
- Rue de Châteauneuf
- Rue de Collonges
- Rue de Colmar
- Rue de Comet
- Rue de Compostelle
- Rue de Condé
- Rue de Corn
- Rue de Cotor
- Rue de Couhins
- Rue de Coulmiers
- Rue de Coulom
- Rue de Coulon
- Rue de Crebadin
- Rue de Créon
- Rue de Cursol
- Rue de Cussac
- Rue de Daugère
- Rue de Deyme
- Rue de Dijon
- Rue de Domrémy
- Rue de Douaumont
- Rue de Doumerc
- Rue de Faugères
- Rue de Figuiers
- Rue de Fingues
- Rue de Flandre
- Rue de Fleurenne
- Rue de Fleurette
- Rue de Fleurus
- Rue de Flornoy
- Rue de Fondebrau
- Rue de Fongravey
- Rue de Fontainebleau
- Rue de Fontaudin
- Rue de Formont
- Rue de Foundiougne
- Rue de Fourney
- Rue de France
- Rue de Freycinet
- Rue de Fumel
- Rue de Gaillard
- Rue de Galard
- Rue de Garaude
- Rue de Garies
- Rue de Gascogne
- Rue de Gasteboy
- Rue de Gaulne
- Rue de Gazaillan
- Rue de Gelès
- Rue de Genève
- Rue de Gilamon
- Rue de Gironde
- Rue de Grailly
- Rue de Gramont
- Rue de Grandjean
- Rue de Graney
- Rue de Grassi
- Rue de Grattecap
- Rue de Grèce
- Rue de Guienne
- Rue de Guinouilac
- Rue de Guirauton
- Rue de Guyenne
- Rue de Hain in Spessart
- Rue de Hustin
- Rue de Janeau
- Rue de Jeandey
- Rue de Kater
- Rue de Kercado
- Rue de La Boëtie
- Rue de La Tresne
- Rue de Labrede
- Rue de Lacanau
- Rue de Lachassaigne
- Rue de Lacoste
- Rue de Lacour
- Rue de Ladous
- Rue de Lafayette
- Rue de Lafon Féline
- Rue de Lahouneau
- Rue de Lalande[Note 43]
- Rue de Landegrand
- Rue de Landiran (D 1215)
- Rue de Landiras
- Rue de Lange
- Rue de Langeais
- Rue de Langlet
- Rue de Langon
- Rue de Lartigue
- Rue de Laseppe
- Rue de Laufach
- Rue de Lauradey
- Rue de Laurenzane
- Rue de Lauriol
- Rue de Lauzac
- Rue de Lavaud
- Rue de Léognan
- Rue de Lescalle
- Rue de Lesclide
- Rue de Lescure
- Rue de Lesparre
- Rue de Leybardie
- Rue de Leysotte
- Rue de Libourne
- Rue de Lignac
- Rue de Lille
- Rue de Linas
- Rue de Lisleferme
- Rue de Listrac
- Rue de Locarno
- Rue de Lorraine
- Rue de Los Heros
- Rue de Loustalot
- Rue de Loustaneuf
- Rue de Lousteauneur
- Rue de Lucie
- Rue de Luchey
- Rue de Lugat
- Rue de Lurbe
- Rue de Luxeau
- Rue de Lyon
- Rue de Macau
- Rue de Madagascar
- Rue de Madères
- Rue de Madrid
- Rue de Magellan
- Rue de Magnol
- Rue de Mahéla
- Rue de Majolan
- Rue de Majunga
- Rue de Malbos
- Rue de Maleret
- Rue de Mandavit
- Rue de Manière
- Rue de Marengo
- Rue de Margaux
- Rue de Marly
- Rue de Marmande
- Rue de Marpuch
- Rue de Marseille
- Rue de Martainville
- Rue de Martinon
- Rue de Martouret
- Rue de Mata
- Rue de Matasset
- Rue de Matoque
- Rue de Maubourguet
- Rue de Maurian
- Rue de Maurrat
- Rue de Maître Jean
- Rue de Mégret
- Rue de Menaut
- Rue de Menespey
- Rue de Merlet
- Rue de Metz
- Rue de Mexico
- Rue de Millefleurs
- Rue de Mirepin
- Rue de Mireport
- Rue de Moissan
- Rue de Mongireau
- Rue de Mongran
- Rue de Montalieu
- Rue de Monterrey
- Rue de Montuset
- Rue de Moriès
- Rue de Moselle
- Rue de Moulerin
- Rue de Moulis
- Rue de Mouniche
- Rue de Mulhouse
- Rue de Nadeau
- Rue de Nantes
- Rue de Napoléon
- Rue de Naudet
- Rue de Navarre
- Rue de Nérac
- Rue de New-York
- Rue de Nexon
- Rue de Normandie
- Rue de Nuits
- Rue de Ouagadougou
- Rue de Pacaris
- Rue de Paloumey
- Rue de Paradis
- Rue de Paris
- Rue de Patay
- Rue de Pauillac
- Rue de Péchon
- Rue de Péricot
- Rue de Peros
- Rue de Pessac
- Rue de Peyandreau
- Rue de Peybois
- Rue de Peybouquet
- Rue de Peycamin
- Rue de Peyre-Martin
- Rue de Peyrodeau Minoy
- Rue de Phalot
- Rue de Pichey
- Rue de Picot
- Rue de Piget
- Rue de Pille Bourse
- Rue de Pineau
- Rue de Plantevigne
- Rue de Plein Soleil
- Rue de Pomeys
- Rue de Pont du Bois
- Rue de Pouge de Beau (D 211)
- Rue de Poumey
- Rue de Preignac
- Rue de Prémarchand
- Rue de Procurayre
- Rue de Provence
- Rue de Puységur
- Rue de Quinsus
- Rue de Rabaneau
- Rue de Rambaud
- Rue de Renouille
- Rue de Ribeyrotte
- Rue de Rigoulet
- Rue de Rivière
- Rue de Rochefort
- Rue de Romainville
- Rue de Ruat
- Rue de Sabarèges
- Rue de Saget
- Rue de Saigon
- Rue de Saint Estèphe
- Rue de Saint Julien
- Rue de Saint-Ahon
- Rue de Saint-Estèphe
- Rue de Saint-Julien
- Rue de Saint-Macaire
- Rue de Saint-Émilion
- Rue de Saintonge
- Rue de Salignac
- Rue de Sandillan
- Rue de Sarreguemines
- Rue de Sauternes
- Rue de Sauvin
- Rue de Savoie
- Rue de Ségur
- Rue de Sem
- Rue de Sète
- Rue de Sèze
- Rue de Sicart
- Rue de Soissons
- Rue de Solesse
- Rue de Solférino
- Rue de Son Tay
- Rue de Soulac
- Rue de Souley
- Rue de Strasbourg
- Rue de Suzon
- Rue de Sybirol
- Rue de Talence
- Rue de Tamatave
- Rue de Tanaïs
- Rue de Tartifume
- Rue de Tauzia
- Rue de Terre Noire
- Rue de Tivoli
- Rue de Tocqueville
- Rue de Touban
- Rue de Touleyre
- Rue de Toulon
- Rue de Tours
- Rue de Trégey
- Rue de Tregey
- Rue de Tremeuges
- Rue de Tresses
- Rue de Tujean
- Rue de Tunis
- Rue de Turenne
- Rue de Vadelaincourt
- Rue de Valvert
- Rue de Vampeule
- Rue de Varize
- Rue de Vassivey
- Rue de Vaucouleurs
- Rue de Venteille
- Rue de Verthamon
- Rue de Veyrines
- Rue de Ville-sur-Haine
- Rue de Vincennes
- Rue de Virebouc
- Rue de l'Abattoir

### de la
- Haut – A
- B
- C
- D
- E
- F
- G
- H
- I
- J
- K
- L
- M
- N
- O
- P
- Q
- R
- S
- T
- U
- V
- W
- X
- Y
- Z

- Rue de l'Abbaye (D 239)
- Rue de l'Abbaye de Bonlieu
- Rue de l'Abbé Dulong
- Rue de l'Abbé Frémont
- Rue de l'Abbé Mounier
- Rue de l'Abbé Poncabarre
- Rue de l'Abbesse
- Rue de l'Amiral Courbet
- Rue de l'Amiral Prouhet
- Rue de l'Amitié
- Rue de l'Ancienne Poste
- Rue de l'Appel du 18 juin du Général de Gaulle
- Rue de l'Armistice
- Rue de l'Arsenal
- Rue de l'Asile
- Rue de l'Aspiran Jean Rey
- Rue de l'Asté
- Rue de l'Aubarède
- Rue de l'Avenir[Note 44]
- Rue de l'Edelweiss
- Rue de l'Egalité
- Rue de l'Église
- Rue de l'Entente
- Rue de l'Ermitage Sainte-Catherine
- Rue de l'Escale
- Rue de l'Espérance
- Rue de l'Espéranto
- Rue de l'Esplanade
- Rue de l'Estaing
- Rue de l'Eté
- Rue de l'Hermitage[Note 45]
- Rue de l'Hermite
- Rue de l'Horloge
- Rue de l'Hôtel de Ville
- Rue de l'Industrie
- Rue de l'Observance
- Rue de l'Observatoire
- Rue de l'Ombrière
- Rue de l'Orée des Vignes
- Rue de l'Oregon
- Rue de l'Ormeau Mort
- Rue de l'Oustaou
- Rue de l'Union
- Rue de l'Yser
- Rue de l'École
- Rue de l'École Normale
- Rue de l'Écureuil
- Rue de l'Égalité
- Rue de l'Église
- Rue de l'Église Saint Augustin
- Rue de l'Émaillerie
- Rue De l'Eolienne
- Rue De l'Hérault
- Rue de l'Île
- Rue de la Bachellerie
- Rue de la Béchade
- Rue de la Belauze
- Rue de la Benatte
- Rue de la Benauge
- Rue de la Biblanque
- Rue de la Boétie
- Rue de la Boiresse
- Rue de la Bonnette
- Rue de la Bouhume
- Rue de la Branche
- Rue de la Brigade Carnot
- Rue de la Bruyère
- Rue de la Butinière
- Rue de la Cage Verte
- Rue de la Camarde
- Rue de la Cape
- Rue de la Capitainerie
- Rue de la Carrière des Ontines
- Rue de la Caussade
- Rue de la Cavaille
- Rue de la Chapelle
- Rue de la Chapelle Saint-Jean
- Rue De La Charmille
- Rue de la Chênaie
- Rue de la Cité
- Rue de la Clairière
- Rue de la Clairière aux Pins
- Rue de la Clairière du Chut
- Rue de la Colline
- Rue de la Colonne
- Rue de la Commanderie des Templiers
- Rue de la Commune de Paris
- Rue de la Concorde
- Rue de la Contrescarpe
- Rue de la Convention
- Rue de la Coquille
- Rue de la Cour des Aides
- Rue de la Course
- Rue de la Croix
- Rue de la Croix Blanche
- Rue de la Croix Noire
- Rue de la Croix de Hins
- Rue de la Croix de Monjous
- Rue de la Croix de Noès
- Rue de la Croix du Sable
- Rue de la Croix du Sud
- Rue de la Cure
- Rue de la Dauphine
- Rue de la Demi-Lune
- Rue de la Devise
- Rue de la Fayette
- Rue de la Faïencerie
- Rue de la Ferme Expérimentale
- Rue de la Ferme de Richemont
- Rue de la Ferme du Bécut
- Rue de la Fon de Madran
- Rue de la Fon de Pessac
- Rue de la Fontaine
- Rue de la Fontaine d'Arlac
- Rue de la Fontaine du Forgeron
- Rue de la Fontanille
- Rue de la Forge
- Rue de la Forteresse
- Rue de la Forêt
- Rue de la Fougeraie
- Rue de la Franchise
- Rue de la Fraternité
- Rue de la Fusterie
- Rue de la Gabarreyre
- Rue de la Gare
- Rue de la Garenne
- Rue de la Garenotte
- Rue de la Gaîté
- Rue de la Gentiane
- Rue de la Gorce
- Rue de la Gravette
- Rue de la Haille
- Rue de la Halle
- Rue de la Haute Lande
- Rue de la Haye
- Rue de la Jalle
- Rue de la Jeunesse
- Rue de la Justice
- Rue de la Lagune
- Rue de la Lande
- Rue de la Lande Blanche
- Rue de la Landette
- Rue de la Landille
- Rue de la Libération
- Rue de la Liberté[Note 46]
- Rue de la Mairie
- Rue de la Maison Daurade
- Rue de la Maison des Jeunes
- Rue de la Male Journade
- Rue de la Malmaison
- Rue de la Manutention
- Rue de la Marianne
- Rue de la Martinique
- Rue de la Médoquine
- Rue de la Merci
- Rue de la Métropole
- Rue de la Mignonne
- Rue de la Mirante
- Rue de la Miséricorde
- Rue de la Morandière
- Rue de la Motte Picquet
- Rue de la Moulinatte
- Rue de la Mouline
- Rue de la Moune
- Rue de la Paix
- Rue de la Pargau
- Rue de la Passerelle
- Rue de la Peloue
- Rue de la Pelouse de Douet
- Rue de la Petite Mission
- Rue de la Peupleraie
- Rue de la Pierre Plantée
- Rue de la Plateforme
- Rue de la Pomme d'Or
- Rue de la Pompe
- Rue de la Pompe au Bréteil
- Rue de la Pontrique
- Rue de la Porte Cailhau
- Rue de la Porte Saint-Jean
- Rue Porte de la Monnaie
- Rue de la Poudrière
- Rue de la Prairie
- Rue de la Préceinte
- Rue de la Première Armée
- Rue de la Préservation
- Rue de la Prévoté
- Rue de la Ramée
- Rue de la Renaissance
- Rue de la Renney
- Rue de la Réole
- Rue de la République
- Rue de la Résidence Rochemond
- Rue de la Rivière
- Rue de La Rochefoucauld
- Rue de la Rosière
- Rue de la Roseraie
- Rue de la Rotonde
- Rue de la Rousselle
- Rue de la Sablière
- Rue de la Salargue (C 14)
- Rue de la Sarcelle
- Rue de la Sau
- Rue de la Seiglière
- Rue de la Source (D 13e2)
- Rue de la Station
- Rue de la Terre de Vimes
- Rue de la Tour
- Rue de la Tour d'Auvergne
- Rue de la Tour de Gassies
- Rue de la Tour de Rouffiac
- Rue de la Tour de Veyrines
- Rue de la Tour du Pin
- Rue de la Troude
- Rue de la Tuileranne
- Rue de la Vache
- Rue de la Vallère
- Rue de la Verdiere
- Rue de la Verrerie
- Rue de la Victoire
- Rue de la Victoire Américaine
- Rue de la Vieille Cure
- Rue de la Vieille Église
- Rue de la Vieille Maison
- Rue de la Vieille Tour
- Rue de la Vierge
- Rue de la Vigne
- Rue de la Ville de Mirmont
- Rue de la Vimière
- Rue de la Violette

### des
- Haut – A
- B
- C
- D
- E
- F
- G
- H
- I
- J
- K
- L
- M
- N
- O
- P
- Q
- R
- S
- T
- U
- V
- W
- X
- Y
- Z

- Rue des Abeilles
- Rue des Abricotiers
- Rue des Acacias
- Rue des Acajous
- Rue des Airelles
- Rue des Ajoncs
- Rue des Alaudettes
- Rue des Allamandiers
- Rue des Alouettes
- Rue des Amandiers
- Rue des Anciennes Écoles
- Rue des Anciens Combattants d'Afrique du Nord
- Rue des Anciens de l'AFN
- Rue des Anémones
- Rue des Anges
- Rue des Arbousiers
- Rue des Arcades
- Rue des Archers
- Rue des Ardennes
- Rue des Ardillères
- Rue des Argentiers
- Rue des Armillaires
- Rue des Arpèges
- Rue des Arrausineires
- Rue des Arrestieux
- Rue des Arts
- Rue des Arums
- Rue des As
- Rue des Aubépines
- Rue des Augustins
- Rue des Aulnes
- Rue des Ayres
- Rue des Azalées
- Rue des Badines
- Rue des Bahutiers
- Rue des Bateleurs
- Rue des Beaux-Arts
- Rue des Bécassines
- Rue des Belles Îles
- Rue des Bénédictines
- Rue des Bengalis
- Rue des Bergeronnettes
- Rue des Berles
- Rue des Blandats
- Rue des Bleuets
- Rue des Bolets
- Rue des Bosquets
- Rue des Bosquets de Venteille
- Rue des Boucheries
- Rue des Bouleaux
- Rue des Bouviers
- Rue des Bouvreuils
- Rue des Bruyères
- Rue des Cabernets
- Rue des Cadets de Gascogne
- Rue des Camélias
- Rue des Camelias
- Rue des Campanules
- Rue des Camps
- Rue des Canaris
- Rue des Capérans [Note 47]
- Rue des Capucines
- Rue des Carbouneires
- Rue des Carmes
- Rue des Carrays
- Rue des Carrières
- Rue des Catalpas
- Rue des Cavailles
- Rue des Cèdres
- Rue des Cepages
- Rue des Cèpes
- Rue des Cerisiers
- Rue des Chalets
- Rue des Chardonnerets
- Rue des Chardons
- Rue des Charmes
- Rue des Charmilles
- Rue des Chevreuils
- Rue des Châtaigniers
- Rue des Chênes
- Rue des Chênes-Lièges
- Rue des Cigales
- Rue des Clarines
- Rue des Colibris
- Rue des Colombes
- Rue des Cols Verts
- Rue des Colverts
- Rue des Combattants d'Afrique du Nord
- Rue des Compagnons de l'Abbé Pierre
- Rue des Coprins
- Rue des Cordeliers
- Rue des Coteaux
- Rue des Coulemelles
- Rue des Courlis
- Rue des Cressonnières
- Rue des Dahlias
- Rue des Daims
- Rue des Dahlias
- Rue des Datz
- Rue des Deux Estey
- Rue des Deux Ormeaux
- Rue des Doris
- Rue des Douves
- Rue des Douze Portes
- Rue des Droits de l'Enfant
- Rue des Échoppes
- Rue des Écoles
- Rue des Ecus
- Rue des Églantières
- Rue des Églantiers
- Rue des Émaux
- Rue des Enfants Assistés
- Rue des Erables
- Rue des Esteys[Note 36]
- Rue des Etables
- Rue des Etourneaux
- Rue des Étrangers
- Rue des Étuves
- Rue des Érables
- Rue des Faures
- Rue des Faussets
- Rue des Fauvettes
- Rue des Flamboyants
- Rue des Fleurs
- Rue des Flots
- Rue des Fontaines de Monjous
- Rue des Fougères
- Rue des Fours
- Rue des Frères Bonie
- Rue des Frères Cadier
- Rue des Frères Darget
- Rue des Frères Faucher
- Rue des Frères Goncourt
- Rue des Frères Lumière
- Rue des Frères Moga
- Rue des Frères Portmann
- Rue des Frères Rouyère
- Rue des Frênes
- Rue des Fuchsias
- Rue des Futaies
- Rue des Gants
- Rue des Garosses
- Rue des Gastineaux
- Rue des Gémeaux
- Rue des Gemmeurs
- Rue des Genêts
- Rue des Gerboises
- Rue des Girolles
- Rue des Girondins
- Rue des Glycines
- Rue des Goboles
- Rue des Gorges Bleues
- Rue des Grands Chênes
- Rue des Graves
- Rue des Gravières
- Rue des Héliotropes
- Rue des Herbes
- Rue des Herbiers de Vigneau
- Rue des Hirondelles
- Rue des Hortensias
- Rue des Hourtins
- Rue des Houx
- Rue des Ibis
- Rue des Ïles du Vent
- Rue des Impasses
- Rue des Iris
- Rue des Isards
- Rue des Jacinthes
- Rue des Jardins
- Rue des Jardins Fleuris
- Rue des Jardins de Tanesse
- Rue des Jasmins
- Rue des Joncs
- Rue des Jonquilles
- Rue des Laitières
- Rue des Lauriers
- Rue des Lavandières
- Rue des Lavoirs
- Rue des Lièges
- Rue des Lilas
- Rue des Liserons
- Rue des Lupins
- Rue des Lys
- Rue des Magnolias
- Rue des Malbecs
- Rue des Maquis
- Rue des Maraichers
- Rue des Marais
- Rue des Marguerites
- Rue des Marinières
- Rue des Marmottes
- Rue des Marronniers
- Rue des Martinets
- Rue des Martyrs de la Résistance et de la Déportation
- Rue des Menuts
- Rue des Mérics
- Rue des Merles
- Rue des Merlots
- Rue des Mésanges
- Rue des Météores
- Rue des Michels
- Rue des Mimosas
- Rue des Moineaux
- Rue des Morilles
- Rue des Morutiers
- Rue des Mouettes
- Rue des Myosotis
- Rue des Mûriers
- Rue des Naudes (D 242e2)
- Rue des Neuves
- Rue des Noyers
- Rue des Oiseaux
- Rue des Olympiades
- Rue des Ombrelles[Note 36]
- Rue des Ontines
- Rue des Orangers
- Rue des Orchidées
- Rue des Ormeaux
- Rue des Ormes
- Rue des Palanques
- Rue des Palmiers
- Rue des Palombes
- Rue des Palus
- Rue des Paons
- Rue des Papillons
- Rue des Parnassiens
- Rue des Pavots
- Rue des Pays-Bas
- Rue des Pélicans
- Rue des Pelourdes
- Rue des Perdrix
- Rue des Pervenches
- Rue des Petits Capérans
- Rue des Pétunias
- Rue des Peupliers
- Rue des Peyreyres
- Rue des Pics-Verts
- Rue des Piliers de Tutelle
- Rue des Pins
- Rue des Pins Francs
- Rue des Pinsons
- Rue des Places
- Rue des Platanes
- Rue des Pluviers
- Rue des Poilus
- Rue des Poilus 1914-1948
- Rue des Poissonniers
- Rue des Pommiers
- Rue des Pontets
- Rue des Portés (D 115e5)
- Rue des Portes-de-Caudéran[Note 48]
- Rue des Potiers
- Rue des Prairies
- Rue des Prés Lacoste
- Rue des Prévoyants
- Rue des Primevères
- Rue des Pyrénées
- Rue des Pêcheurs
- Rue des Quatre Castera
- Rue des Quatre Saisons
- Rue des Queyries
- Rue des Rainettes
- Rue des Renardeaux
- Rue des Remparts
- Rue des Résédas
- Rue des Résiniers
- Rue des Retaillons
- Rue des Robiniers
- Rue des Roches
- Rue des Roses
- Rue des Rosières
- Rue des Rosiers
- Rue des Rossignols
- Rue des Sables
- Rue des Sablieres
- Rue des Sablons
- Rue des Sagittaires
- Rue des Saleurs
- Rue des Sarcelles
- Rue de Sarments[Note 36]
- Rue des Saules
- Rue des Sècheries
- Rue des Sources
- Rue des Sources du Peugue
- Rue des Sports
- Rue des Stellaires
- Rue des Strélitzias
- Rue des Symphonies
- Rue des Tamaris
- Rue des Tanneries
- Rue des Tauzins
- Rue des Teinturiers
- Rue des Templiers
- Rue des Terres Neuves
- Rue des Terres Rouges
- Rue des Terres de Borde
- Rue des Terriers
- Rue des Thuyas
- Rue des Tilleuls
- Rue des Tiocs
- Rue des Tonnayres
- Rue des Tonneliers[Note 36]
- Rue des Toucans
- Rue des Tourterelles
- Rue des Trembles
- Rue des Treuils
- Rue des Treytins
- Rue des Tritons
- Rue des Troènes
- Rue des Trois Brittman
- Rue des Trois Chandeliers
- Rue des Trois Conils[Note 49]
- Rue des Trois Étoiles
- Rue des Tuileries
- Rue des Tuilières
- Rue des Tulipes
- Rue des Tulipiers
- Rue des Vanneaux
- Rue des Vendanges
- Rue des Vendangeurs
- Rue des Vergers
- Rue des Vergers du Soleil
- Rue des Vergnes
- Rue des Verts Côteaux
- Rue des Vignerons
- Rue des Vignes
- Rue des Vignes de Bussac
- Rue des Vignobles
- Rue des Villas
- Rue des Vimes
- Rue des Violettes
- Rue des Vivants
- Rue des Volubilis
- Rue des Vosges
- Rue Destanque

### du
- Haut – A
- B
- C
- D
- E
- F
- G
- H
- I
- J
- K
- L
- M
- N
- O
- P
- Q
- R
- S
- T
- U
- V
- W
- X
- Y
- Z

- Rue du 8 mai 1945
- Rue du 11 novembre
- Rue du 11 novembre 1918
- Rue du 19 mai 1962
- Rue du 19 mars 1962
- Rue du 24 avril 1915
- Rue du 8e Régiment d'Infanterie
- Rue du 92e Bataillon du Génie
- Rue du bas Brion
- Rue du Baillot
- Rue du Barbut
- Rue du Basque
- Rue du Béarn
- Rue du Beau Val
- Rue du Béchon
- Rue du Bélier
- Rue du Belvédère
- Rue du Bicentenaire
- Rue du Bleu
- Rue du Bocage
- Rue du Bois Gentil
- Rue du Bois Grammond
- Rue du Bois de Lartigue
- Rue du Bois de Néris
- Rue du Bois de l'Émeraude
- Rue du Bousquet
- Rue du Bosquet de Sainte-Christine
- Rue du Bourdillot
- Rue du Bourg
- Rue du Brandier
- Rue du Broustey
- Rue du Brugnon
- Rue du Cabernet
- Rue du Cabourney
- Rue du Camp de Souge
- Rue du Cancera[Note 50]
- Rue du Canton
- Rue du Cap Horn
- Rue du Cap Roux
- Rue du Capitaine Félix Jacquemet
- Rue du Capitaine Olivier Massart
- Rue du Capitaine Raffin
- Rue du Cardinal Feltin
- Rue du Cardinal Lavigerie
- Rue du Cardinal Lecot
- Rue du Cardinal Richaud
- Rue du Carros
- Rue du Castera
- Rue du Cdt Charcot
- Rue du Cellier
- Rue du Cerf Volant
- Rue du Chai des Farines
- Rue du Chalet
- Rue du Champ de Courses
- Rue du Chanoine Dufraysse
- Rue du Chanoine Montfort
- Rue du Château d'Agassac
- Rue du Chemin Vert
- Rue du Chevalier de Maurian
- Rue du Chevalier de la Barre
- Rue du Chouiney
- Rue du Château
- Rue du Château Raoul
- Rue du Château Trompette
- Rue du Château d'Eau
- Rue du Chêne
- Rue du Chêne Vert
- Rue du Clapeau
- Rue du Clos Cardinal
- Rue du Clos Saint-Pierre
- Rue du Clos des Aubiers
- Rue du Clos des Charmes
- Rue du Clos des Chênes
- Rue du Clos des Graves
- Rue du Clos du Haut Carré
- Rue du Clos du Haut Lormont
- Rue du Clos du Pin Vert
- Rue du Cloître
- Rue du Colisée
- Rue du Collège
- Rue du Collège Technique
- Rue du Colonel Fabien
- Rue du Colonel Grandier-Vazeille
- Rue du Colonel Moll
- Rue du Colonel Picard
- Rue du Colonel Picot
- Rue du Colonel Rozanoff
- Rue du Commandant Arnould
- Rue du Commandant Charcot
- Rue du Commandant Cousteau
- Rue du Commandant Guilbaud
- Rue du Commandant L'Herminier
- Rue du Commandant Marchand
- Rue du Commandant d'Aussy
- Rue du Commerce
- Rue du Comté
- Rue du Corps franc Pommiès
- Rue du Cot
- Rue du Coteau
- Rue du Coudray
- Rue du Couéquou
- Rue du Courant
- Rue du Courdouney
- Rue du Couvent
- Rue du Crabey
- Rue du Cramat
- Rue du Croustet
- Rue du Curé Linars
- Rue du Cypressat
- Rue du Danemark
- Rue du Déhès
- Rue du Déhez
- Rue du Dispensaire
- Rue du Docteur Albert Barraud
- Rue du Docteur Albert Schweitzer
- Rue du Docteur Bordenave
- Rue du Docteur Cachau
- Rue du Docteur Castéra
- Rue du Docteur Corvisart
- Rue du Docteur Dupeux
- Rue du Dr Jules Eyquem
- Rue du Docteur Fauché (D 14)
- Rue du Docteur Faure
- Rue du Docteur Férié
- Rue du Docteur Finlay
- Rue du Dr Fouquet
- Rue du Dr Hoffmann Martinot
- Rue du Docteur François Magendie
- Rue du Docteur Jacques Monod
- Rue du Docteur Jean Vincent
- Rue du Docteur Portier
- Rue du Docteur Rocaz
- Rue du Docteur Roger Romefort
- Rue du Docteur Romefort
- Rue du Docteur Édouard Robert
- Rue du Docteur Émile Roux
- Rue du Dolmen
- Rue du Domaine Foncla
- Rue du Domaine d'Hostein
- Rue du Domaine de Bacalan
- Rue du Domaine des Eyquems
- Rue du Doyen Cirot
- Rue du Doyen Vizioz
- Rue du Doyen Radet
- Rue du Doyen Sigalas
- Rue du Faubourg des Arts
- Rue du Fils
- Rue du Flamant Rose
- Rue du Fleuve
- Rue du Fort Louis
- Rue du Fort-Dauphin
- Rue du Galochet
- Rue du Galus
- Rue du Gascon
- Rue du Gasquet
- Rue du Gendron
- Rue du General Bordas
- Rue du Général Castelnau
- Rue du Général Chanzy
- Rue du Général Coutenceau
- Rue du Général de Larminat
- Rue du Général Delestraint
- Rue du Général Gouraud
- Rue du Général Guillaumat
- Rue du Général Gustave Ferrié
- Rue du Général Kœnig
- Rue du Général Malterre
- Rue du Général Mangin
- Rue du Général Marguerite
- Rue du Général Niox
- Rue du Général Olry
- Rue du Général Percin
- Rue du Général Pomiès
- Rue du Général Sarrail
- Rue du Général Weygand
- Rue du Glaëna
- Rue du Golf
- Rue du Gossemot
- Rue du Grand Barail
- Rue du Grand Communal
- Rue du Grand Maurian
- Rue du Grand Rabin Joseph Cohen
- Rue du Granit
- Rue du Gravier
- Rue du Haillan
- Rue du Hameau de Bel Air
- Rue du Hameau de Sainte-Christine
- Rue du Hameau de Trianon
- Rue du Hamel
- Rue du Hapchot
- Rue du Haras
- Rue du Haut Brion
- Rue du Haut Carré
- Rue du Haut Médoc
- Rue du Haut Queyron
- Rue du Haut-Brion
- Rue du Haut-Tondu
- Rue du Hugla
- Rue du Hâ
- Rue du IV Septembre
- Rue du Jard
- Rue du Jardin Public
- Rue du Jardin des Hortensias
- Rue du Jarteau
- Rue du Jasmin
- Rue du Jaugaret
- Rue du Jura
- Rue du Kiosque
- Rue du Lac
- Rue du Lagunet
- Rue du Languedoc
- Rue du Lavoir
- Rue du Lieutenant Delvert
- Rue du Lieutenant Villemeur
- Rue du Lieutenant-Colonel Le Toullenc
- Rue du Liveau
- Rue du Livran
- Rue du Livran au Haut Bailly
- Rue du Logey
- Rue du Loret
- Rue du Loup
- Rue du Luc
- Rue du Lycée
- Rue du Lyonnais
- Rue du Malbec
- Rue du Manège
- Rue du Marais
- Rue du Maréchal Fayolle
- Rue du Maréchal Foch
- Rue du Maréchal Franchet d'Espèrey
- Rue du Maréchal Gallieni
- Rue du Maréchal Joffre
- Rue du Maréchal Lannes
- Rue du Maréchal Leclerc
- Rue du Maréchal Lyautey
- Rue du Maréchal Maunoury
- Rue du Maroc
- Rue du Marquis de Condorcet
- Rue du Marquis de Saucats
- Rue du Mas de la Pinède
- Rue du Mascaret
- Rue du Matin Clair
- Rue du Mayne
- Rue du Médecin Colonel Jean Vialard-Goudou
- Rue du Médecin Colonel Lichtwitz
- Rue du Médecin-Colonel Albert Chemin
- Rue du Médoc
- Rue du Merle
- Rue du Merlot
- Rue du Milan
- Rue du Minon
- Rue du Mirail
- Rue du Monastère
- Rue du Moulin
- Rue du Moulin Blanc
- Rue du Moulin Noir (D 111)
- Rue du Moulin Rouge
- Rue du Moulin du Poulet
- Rue du Moulin à Vent
- Rue du Moulinat
- Rue du Moulineau
- Rue du Moura
- Rue du Mouton
- Rue du Muguet
- Rue du Mulet [Note 51]
- Rue du Neurin
- Rue du Noviciat
- Rue du Palais Gallien
- Rue du Palais de l'Ombrière
- Rue du Panorama
- Rue du Pape Léon
- Rue du Paradis
- Rue du Parc
- Rue du Parc Brillau
- Rue du Parc Haut-Brion
- Rue du Parc de Veyrines
- Rue du Parc des Ontines
- Rue du Parlement Saint-Pierre
- Rue du Parlement Sainte-Catherine[Note 52]
- Rue du Pas Saint Georges
- Rue du Pas de la Craste
- Rue du Paveil
- Rue du Pavillon
- Rue du Paysage[Note 36]
- Rue du Pdt Édouard Herriot
- Rue du Petit Barail
- Rue du Petit Bois
- Rue du Petit Cardinal
- Rue du Petit Gazinet
- Rue du Petit Goave
- Rue du Petit Parc
- Rue du Petit Puits
- Rue du Petit Verdot
- Rue du Peugue
- Rue du Peyot
- Rue du Peyrous
- Rue du Pimpin
- Rue du Pin Vert
- Rue du Pin de Veymouth
- Rue du Pinton
- Rue du Plateau
- Rue du Plateau de Noès
- Rue du Poète
- Rue du Point d'Interrogation
- Rue du Pont de Chiquet
- Rue du Pont de Merlet
- Rue du Pont de la Mousque
- Rue du Pont du Gail
- Rue du Pontet
- Rue du Port (D 242e2)
- Rue du Port de Grima (D 111)
- Rue du Portail
- Rue du Portugal
- Rue du Poujau
- Rue du Poujau de la Galle
- Rue du Poujeau
- Rue du Pradas
- Rue du Pradau
- Rue du Pré d'Espagne
- Rue du Pré des Places
- Rue du Président Ali Chekkal
- Rue du Président Allende
- Rue du Président Carnot (D 1113)
- Rue du Président Kennedy
- Rue du Président René Cassin
- Rue du Président René Coty
- Rue du Président Schuman
- Rue du Président Vincent Auriol
- Rue du Prieuré
- Rue du Prince Noir
- Rue du Printemps
- Rue du Professeur Alexander Fleming
- Rue du Professeur Arnozan
- Rue du Professeur Benigés
- Rue du Professeur Benzacar
- Rue du Professeur Bergonié
- Rue du Professeur Bernard
- Rue Du Professeur Calmette
- Rue du Professeur Chavannaz
- Rue du Professeur Daguin
- Rue du Professeur Darget
- Rue du Professeur Delmas Marsalet
- Rue du Professeur Demons
- Rue du Professeur Devaux
- Rue du Professeur Jeannenay
- Rue du Professeur Langevin
- Rue du Professeur Lannelongue
- Rue du Professeur Moreau
- Rue Du Professeur Moure
- Rue du Professeur Pachon
- Rue du Professeur Pierre-Cyprien Oré
- Rue du Professeur Princeteau
- Rue du Professeur Rechou
- Rue du Professeur René Cruchet
- Rue du Professeur Roux
- Rue du Professeur Sabrazès
- Rue du Professeur Timothée Piéchaud
- Rue du Professeur Vèzes
- Rue du Professeur Villemin
- Rue du Profresseur Esclangon
- Rue du Prêche
- Rue du Puits
- Rue du Puits Descazeaux
- Rue du Puits Descujols
- Rue du Quai Bourgeois
- Rue du Queyron
- Rue du Réduit
- Rue du Relais
- Rue du Repos
- Rue du Rond-Point
- Rue du Ronteau Gaillard
- Rue du Rossignol
- Rue du Rouge
- Rue du Rouquet
- Rue du Rouquey
- Rue du Roussillon
- Rue du Royaume-Uni
- Rue du Sable
- Rue du Sablonat
- Rue du Sablot
- Rue du Sacré-Cœur[Note 53]
- Rue du Sagittaire
- Rue du Sang
- Rue du Sauvignon
- Rue du Serpent
- Rue du Serpolet
- Rue du Serporat
- Rue du Solarium
- Rue du Soldat Moncourrier
- Rue du Soleil
- Rue du Soleil Levant
- Rue du Sous-Lieutenant Georges Taylor
- Rue du Sous-Lieutenant Tupin
- Rue du Sous-Lieutenant du Génie Marcel Adrien Gayan
- Rue du Stade
- Rue du Stade Municipal
- Rue du Stand
- Rue du Suisse
- Rue du Taillan
- Rue du Tapis Vert
- Rue du Tarrey d'Allabau
- Rue du Taureau
- Rue du Tauzin
- Rue du Temple
- Rue du Temps Passé
- Rue du Tertre
- Rue du Tiscot
- Rue du Tondu
- Rue du Transformateur
- Rue du Transvaal
- Rue du Traversan
- Rue du Treuil
- Rue du Tronc du Pinsan
- Rue du Tronquet
- Rue du Truch
- Rue du Val de Barès
- Rue du Vallon
- Rue du Vélodrome
- Rue du Versant
- Rue du Verseau
- Rue du Vieux Chêne
- Rue du Vieux Marché
- Rue du Vignan
- Rue du Villa
- Rue du Village du Château
- Rue du Vivey
- Rue du Vivier
- Rue du XI Novembre
- Rue du XIV Juillet

### D
- Haut – A
- B
- C
- D
- E
- F
- G
- H
- I
- J
- K
- L
- M
- N
- O
- P
- Q
- R
- S
- T
- U
- V
- W
- X
- Y
- Z

- Rue D. F. Esprit Auber
- Rue Dabadie
- Rue Damien Rivière
- Rue Danguilhem
- Rue Daniel
- Rue Daniel Danet
- Rue Daniel Defoe
- Rue Daniel Delaube
- Rue Daniel Guestier[Note 54]
- Rue Daniel Meller
- Rue Daniel Iffla Osiris
- Rue Daniel Poissant
- Rue Danielle Casanova
- Rue Danton
- Rue Dardenne
- Rue Darius Milhaud
- Rue Darnal
- Rue Dasvin
- Rue Dasvin de Boismarin
- Rue Dauphine
- Rue Dauzats
- Rue David
- Rue David Gradis
- Rue David-Johnston
- Rue Debussy
- Rue Delacroix
- Rue Delandre
- Rue Delbos
- Rue Delcruzel
- Rue Delf
- Rue Delmestre
- Rue Delord
- Rue Delphin Loche
- Rue Deluns Montaud
- Rue Démosthène
- Rue Denfert-Rochereau
- Rue Denis Cordonnier
- Rue Denis Papin
- Rue Denise
- Rue Dépé
- Rue Desbiey
- Rue Descartes
- Rue Desfourniel
- Rue Despax
- Rue Despin
- Rue Desplats
- Rue Despujols
- Rue Desse
- Rue Detrois
- Rue Deveaux
- Rue Deyriès
- Rue Diaz
- Rue Diderot
- Rue Didier Daurat
- Rue Didier Lefèvre
- Rue Dieu
- Rue Dieudonné Costes
- Rue Dignac
- Rue Dilly
- Rue Docteur Aunis
- Rue Docteur Bert
- Rue Docteur Paul Castanet
- Rue Docteur Pierre Masfrand
- Rue Docteur Yersin
- Rue Dom Devienne
- Rue Domaine Duplantier
- Rue Dominique Ingres
- Rue Dominique Jean Larrey
- Rue Dominique Maggesi
- Rue Domion
- Rue Donissan
- Rue Dorsel
- Rue Dotezac
- Rue Dourneau
- Rue Dourout
- Rue Drouot
- Rue Dubernat
- Rue Dubessan
- Rue Dubian
- Rue Dubos
- Rue Dubourdieu
- Rue Dubrana
- Rue Ducassou
- Rue Ducau
- Rue Ducru
- Rue Dudon
- Rue Dufau
- Rue Duffour-Dubergier
- Rue Duguay Trouin
- Rue Duluc
- Rue Dumaine
- Rue Dumont d'Urville
- Rue Dumonteil
- Rue Dumune
- Rue Dupaty
- Rue Dupleix
- Rue Duplessis
- Rue Duplessy
- Rue Dupré de Saint-Maur
- Rue Duranteau
- Rue Durcy
- Rue Duret
- Rue Durieu de Maisonneuve
- Rue Durin
- Rue Dusquesne
- Rue Dussaut
- Rue Dutour
- Rue Duvergier

### E
- Haut – A
- B
- C
- D
- E
- F
- G
- H
- I
- J
- K
- L
- M
- N
- O
- P
- Q
- R
- S
- T
- U
- V
- W
- X
- Y
- Z

- Rue Edgar Degas
- Rue Edison
- Rue Edmond About
- Rue Edmond Besse
- Rue Edmond Blanc
- Rue Edmond Costedoat
- Rue Edmond Faulat
- Rue Edmond Geraud
- Rue Edmond Grangeneuve
- Rue Edmond Labasse
- Rue Edmond Labatut
- Rue Edmond Martin
- Rue Edmond Michelet
- Rue Edmond Rostand
- Rue Edmord Morlaes
- Rue Edouard Avril
- Rue Edouard Bardinet
- Rue Édouard Bosc
- Rue Édouard Bourlaux
- Rue Édouard Branly
- Rue Édouard Colonne
- Rue Edouard Faure
- Rue Édouard Herriot
- Rue Édouard Lalo
- Rue Édouard Laroque
- Rue Édouard Manet
- Rue Edouard Mayaudon
- Rue Édouard Michel
- Rue Édouard Richet
- Rue El-Alamein
- Rue Élie Faure
- Rue Élie Gintrac
- Rue Elie Lourmet
- Rue Elisabeth Jacquet de la Guerre[Note 36]
- Rue Élisée Reclus
- Rue Ellie Rallion
- Rue Eloi Dugay
- Rue Elsa Alvarado
- Rue Elsa Triolet
- Rue Elvina Sivan
- Rue Elvira Guerra
- Rue Émile Barbou
- Rue Émile Combes
- Rue Émile Dreux
- Rue Émile Duployé
- Rue Émile Fourcand
- Rue Émile Furt
- Rue Émile Gentil
- Rue Émile Géry
- Rue Émile Henriot
- Rue Émile Joyaux
- Rue Émile Laparra
- Rue Émile Larrieu
- Rue Émile Lial
- Rue Émile Loubet
- Rue Émile Maurel
- Rue Émile Pereire
- Rue Émile Roux
- Rue Émile Videau
- Rue Émile Zola
- Rue Émilien Tauriac
- Rue Emmanuel Durand
- Rue Emmanuel Paranteau
- Rue Entre Deux Murs
- Rue Epernon
- Rue Époux Lesgourgues
- Rue Éric Tabarly
- Rue Érik Satie
- Rue Ernest Bersot
- Rue Ernest Denis
- Rue Ernest Godard
- Rue Ernest Lavisse
- Rue Ernest Renan
- Rue Ernest Royer
- Rue Esmangard
- Rue Ésope
- Rue Espiot
- Rue Esprit des Lois
- Rue Etchenique
- Rue Etcheto
- Rue Étienne de la Boétie
- Rue Étienne Dolet
- Rue Étienne Duperrat
- Rue Étienne Falconnet
- Rue Étienne Huyard
- Rue Étienne Loste
- Rue Étienne Marcel
- Rue Étobon-Chênebier
- Rue Euclide
- Rue Eugène Chevreul
- Rue Eugène Cotelette
- Rue Eugène Dandricol
- Rue Eugène Delacroix
- Rue Eugène Jacquet
- Rue Eugène Labiche
- Rue Eugène Le Roy
- Rue Eugène Leroy
- Rue Eugène Louis
- Rue Eugène Margeon
- Rue Eugène Olibet
- Rue Eugène Robin
- Rue Eugène Scribe
- Rue Eugène Ténot

### F
- Haut – A
- B
- C
- D
- E
- F
- G
- H
- I
- J
- K
- L
- M
- N
- O
- P
- Q
- R
- S
- T
- U
- V
- W
- X
- Y
- Z

- Rue F de Chateaubriand
- Rue F. Coli
- Rue F. Truffaut
- Rue Fabien Dessolies
- Rue Fabre
- Rue Fabre d'Églantine
- Rue Faidherbe
- Rue Falquet
- Rue Famatina
- Rue Faraday
- Rue Faugères
- Rue Faust
- Rue Feaugas
- Rue Félix Carme
- Rue Félix Dujardin
- Rue Félix Faure
- Rue Félix Jonc
- Rue Félix Leroy
- Rue Fénelon
- Rue Ferbeyre
- Rue Ferbos
- Rue Ferdinand Antoune
- Rue Ferdinand Buisson
- Rue Ferdinand Palau
- Rue Ferdinand de Lesseps
- Rue Fermi
- Rue Fernand Audeguil
- Rue Fernand Barthélemy
- Rue Fernand Belliard
- Rue Fernand Braudel
- Rue Fernand Cazeres
- Rue Fernand Couylas
- Rue Fernand Favre
- Rue Fernand Forest
- Rue Fernand Habasque
- Rue Fernand Hennebicq
- Rue Fernand Izer
- Rue Fernand Jarnac
- Rue Fernand Labrousse
- Rue Fernand Laurent
- Rue Fernand Marin
- Rue Fernand Monlun
- Rue Fernand Patinet
- Rue Fernand Philippart
- Rue Fernand de Magellan
- Rue Ferrère
- Rue Ferron
- Rue Fieffé
- Rue Filaurie
- Rue Filicaria
- Rue Firmin Montignac
- Rue Flambeau
- Rue Flèche
- Rue Fleming
- Rue Fleur
- Rue Flora Tristan
- Rue Florence Nightingale
- Rue Fondalouze
- Rue Fondaudège
- Rue Fonfrede
- Rue Forestier
- Rue Formigé
- Rue Fougnet
- Rue Fourcand
- Rue Fourteau
- Rue Foy
- Rue Fragonard
- Rue Francin
- Rue Francis Garnier
- Rue Francis Jammes
- Rue Francis Martin
- Rue Francis Pélissier
- Rue Francis Planté
- Rue Francis Poulenc
- Rue Francis de Pressensé
- Rue Francisco Ferrer
- Rue Francisco Goya
- Rue Franklin
- Rue Frantz Malvezin
- Rue Frantz d'Espagnet
- Rue Franz Liszt
- Rue Franz Schrader
- Rue François Abarrategui
- Rue François Arago
- Rue François Bartolini
- Rue François Boucher
- Rue François Boucherie
- Rue François Boulière
- Rue François Bourdageau
- Rue François Céré
- Rue François Chambrelent
- Rue François Coppée
- Rue François Couperin
- Rue François Daunes
- Rue François Douaud
- Rue François Fourcade
- Rue François Lévêque
- Rue François-Marceau[Note 55]
- Rue François Mauriac (D 208)
- Rue François Mitterrand
- Rue François Peychaud
- Rue François Rude
- Rue François Thévenard
- Rue François Villon
- Rue François de Pressensé
- Rue François de Sourdis
- Rue François le Gallais
- Rue François-René de Chateaubriand
- Rue Françoise Dolto
- Rue Françoise Sagan
- Rue Frédéric Bastiat
- Rue Frédéric Bentayoux
- Rue Frédéric Chopin
- Rue Frédéric Dard
- Rue Frédéric Delmestre
- Rue Frédéric Mistral
- Rue Frédéric Sevene
- Rue Frère
- Rue Friedrich Hölderlin
- Rue Fronhohfen
- Rue Furtado
- Rue Fustel de Coulanges

### G
- Haut – A
- B
- C
- D
- E
- F
- G
- H
- I
- J
- K
- L
- M
- N
- O
- P
- Q
- R
- S
- T
- U
- V
- W
- X
- Y
- Z

- Rue Gabillon
- Rue Gabriel Bes
- Rue Gabriel Dedieu
- Rue Gabriel Dupuy
- Rue Gabriel Durand
- Rue Gabriel Fauré
- Rue Gabriel Garbay
- Rue Gabriel Geneste
- Rue Gabriel Lamboley
- Rue Gabriel Léglise
- Rue Gabriel Massias
- Rue Gabriel Moussa
- Rue Gabriel Péri
- Rue Gabriel Pierné
- Rue Gabriel School
- Rue Gaetan Pomade
- Rue Gagarine
- Rue Galilée
- Rue Galin
- Rue Gallien
- Rue Gallieni
- Rue Galvani
- Rue Gambetta
- Rue Garat
- Rue Gardere
- Rue Gaspard Monge
- Rue Gaspard Philippe
- Rue Gasteau
- Rue Gaston Bachelard
- Rue Gaston Defferre
- Rue Gaston Leroux
- Rue Gaston Lespiault
- Rue Gaston Marchou
- Rue Gaston Monmousseau
- Rue Gaston Rigailhou
- Rue Gaston Saux
- Rue Gaston Schnegg
- Rue Gaston et Jean Martin
- Rue Gaugéacq
- Rue Gay
- Rue Gay-Lussac
- Rue Gaëtan Dumas
- Rue Général André
- Rue Général Du Cheyron
- Rue Général de Castelnau
- Rue Genesta
- Rue Geneste
- Rue Gensan
- Rue Gensonné
- Rue Géo Delvaille
- Rue George Sand
- Rue Georges Almon
- Rue Georges Barres
- Rue Georges Baziadoly
- Rue Georges Bizet
- Rue Georges Bonnac
- Rue Georges Boubès
- Rue Georges Braque
- Rue Georges Brassens
- Rue Georges Buffon
- Rue Georges Carpentier
- Rue Georges Clemenceau
- Rue Georges Courteline
- Rue Georges Cuvier
- Rue Georges-Dalidet[2]
- Rue Georges Deney
- Rue Georges Duhamel
- Rue Georges Guynemer
- Rue Georges Juzan
- Rue Georges Lafont
- Rue Georges Lesieur
- Rue Georges Leygues
- Rue Georges Mandel
- Rue Georges Méliès
- Rue Georges Ohm
- Rue Georges Pompidou
- Rue Georges Rioux
- Rue Georges Seurat
- Rue Georges Texier
- Rue Georges Trendel
- Rue Georges Vitrac
- Rue Georges de Sonneville
- Rue Gérard Blot
- Rue Gérard Philipe
- Rue Gérard de Nerval
- Rue Géraud Marly
- Rue Gerbier
- Rue Gergerès
- Rue Germain Pilon
- Rue Germaine Tailleferre
- Rue Germaine Tillion[Note 34]
- Rue Giacomo Matteotti
- Rue Gilbert Caudéran
- Rue Gilberte Baquey
- Rue Gilberte Martin-Mery[Note 36]
- Rue Giner de los Rios
- Rue Gloris
- Rue Godard
- Rue Gondalma
- Rue Gouais-Lanos
- Rue Goubeau
- Rue Gouffrand
- Rue Gounod
- Rue Gourgues et Marsaud
- Rue Gouvéa
- Rue Goya
- Rue Graham Bell
- Rue Grand Lebrun
- Rue Grand Loc
- Rue Grangeneuve
- Rue Grateloup
- Rue Gratiolet
- Rue Gravelotte
- Rue Grousset
- Rue Guadet
- Rue Guenard
- Rue Guepin
- Rue Guérin
- Rue Guilhou
- Rue Guillaume Apollinaire
- Rue Guillaume Baudric
- Rue Guillaume Boué
- Rue Guillaume Brochon
- Rue Guillaume Leblanc
- Rue Guillaume Peychaud
- Rue Guiraude
- Rue Guitignan
- Rue Guittard
- Rue Guizot
- Rue Gustave Carde
- Rue Gustave Charpentier
- Rue Gustave Courbet
- Rue Gustave Danflou
- Rue Gustave Doré
- Rue Gustave Dubourg
- Rue Gustave Eiffel
- Rue Gustave Flaubert
- Rue Gustave Gaillard
- Rue Gustave Gounouilhou
- Rue Gutenberg
- Rue Guy Banquet
- Rue Guy Toulouse
- Rue Guy de Maupassant
- Rue Guyart
- Rue Guynemer

### H
- Haut – A
- B
- C
- D
- E
- F
- G
- H
- I
- J
- K
- L
- M
- N
- O
- P
- Q
- R
- S
- T
- U
- V
- W
- X
- Y
- Z

- Rue H. Collet
- Rue Hannapier
- Rue Hans Christian Andersen
- Rue Harmens Rembrandt
- Rue Haroun Tazieff
- Rue Hazera
- Rue Hector Berlioz
- Rue Hélène Boucher
- Rue Henri Balloux
- Rue Henri Barbusse
- Rue Henri Beraldi
- Rue Henri Bergson
- Rue Henri Blot
- Rue Henri Boisselier
- Rue Henri Brulle
- Rue Henri Collignon
- Rue Henri de Sourdis
- Rue Henri de Toulouse-Lautrec
- Rue Henri Descot
- Rue Henri Expert
- Rue Henri Fabre
- Rue Henri Farman
- Rue Henri Fosse
- Rue Henri Fourneau
- Rue Henri Frugès
- Rue Henri Grossard
- Rue Henri Guillemin
- Rue Henri IV
- Rue Henri Libreau
- Rue Henri Martin
- Rue Henri Masse
- Rue Henri Matisse
- Rue Henri Mérand
- Rue Henri Rödel
- Rue Henri Rol-Tanguy
- Rue Henri Rouches
- Rue Henri Russel
- Rue Henri Salmide
- Rue Henri Sicard
- Rue Henri Vizioz
- Rue Henri Wallon
- Rue Henry Brisson
- Rue Henry de Montherlant
- Rue Henry Deffès
- Rue Henry Dunant
- Rue Herbert George Wells
- Rue Hergé
- Rue Hériard Dubreuil
- Rue Herman Lemoine
- Rue Héron
- Rue Hilaire Turpaud
- Rue Hipparque
- Rue Hippolyte Minier[Note 56]
- Rue Hippolyte Tandonnet
- Rue Hoche[Note 57]
- Rue Homère
- Rue Honoré Daumier
- Rue Honoré Picon
- Rue Honoré Tessier
- Rue Honoré de Balzac
- Rue Hortense
- Rue Hugla
- Rue Huguerie
- Rue Hustin

### I
- Haut – A
- B
- C
- D
- E
- F
- G
- H
- I
- J
- K
- L
- M
- N
- O
- P
- Q
- R
- S
- T
- U
- V
- W
- X
- Y
- Z

- Rue Ignacio Zuloaga
- Rue Ingres
- Rue Irène et Frédéric Joliot-Curie
- Rue Isaac Newton
- Rue Isabelle
- Rue Issartier

### J
- Haut – A
- B
- C
- D
- E
- F
- G
- H
- I
- J
- K
- L
- M
- N
- O
- P
- Q
- R
- S
- T
- U
- V
- W
- X
- Y
- Z

- Rue J. Brunet
- Rue JY Cousteau
- Rue Jac Belaubre
- Rue Jack London
- Rue Jacquard
- Rue Jacqueline Auriol
- Rue Jacques
- Rue Jacques Anquetil
- Rue Jacques Brel
- Rue Jacques Brissot de Warville
- Rue Jacques Callot
- Rue Jacques Camille Paris
- Rue Jacques Cartier
- Rue Jacques Chaban Delmas
- Rue Jacques Daguerre
- Rue Jacques Duclos
- Rue Jacques Ellul
- Rue Jacques Gérald
- Rue Jacques Juillac
- Rue Jacques Lemarchand
- Rue Jacques Nancy
- Rue Jacques Offenbach
- Rue Jacques Prévert
- Rue Jacques Rivière
- Rue Jacques Thibaud
- Rue Jacques D'Welles
- Rue James Cook
- Rue Jan Masaryk
- Rue Jardel
- Rue Jasmin
- Rue Jaufré Rudel
- Rue Jean Albin
- Rue Jean Anouilh
- Rue Jean Arlaud
- Rue Jean Artus
- Rue Jean Auriac
- Rue Jean Babin
- Rue Jean Balde
- Rue Jean-Baptiste Baudin
- Rue Jean-Baptiste Charcot
- Rue Jean-Baptiste Lully
- Rue Jean Barrière
- Rue Jean Bart
- Rue Jean Baspeyras (D 14)
- Rue Jean Bazillac
- Rue Jean Bédouret
- Rue Jean Behra
- Rue Jean Blandin
- Rue Jean Bonnardel
- Rue Jean Bouin
- Rue Jean Briaud
- Rue Jean Brouillon
- Rue Jean Burguet
- Rue Jean Capdeboscq
- Rue Jean Carmet
- Rue Jean Carreyre
- Rue Jean Castillon
- Rue Jean Charcot
- Rue Jean Claudeville
- Rue Jean-Cocteau[Note 58]
- Rue Jean Coudanne
- Rue Jean Croix Treyeran
- Rue Jean Dancla
- Rue Jean Deris
- Rue Jean Descas
- Rue Jean Dollfus
- Rue Jean Dubergier
- Rue Jean Dumas
- Rue Jean Dupérier
- Rue Jean Duvert
- Rue Jean Eustache
- Rue Jean Felloneau
- Rue Jean Feuga
- Rue Jean Forton
- Rue Jean Gabin
- Rue Jean Garatain
- Rue Jean Gardères
- Rue Jean Giono
- Rue Jean Giraudoux
- Rue Jean Goujon
- Rue Jean Goussebaire
- Rue Jean Graux
- Rue Jean Grondel
- Rue Jean Guérin
- Rue Jean Hameau
- Rue Jean Iriquin
- Rue Jean-Jacques Rousseau
- Rue Jean-Jacques Rabeaud
- Rue Jean Jaurès
- Rue Jean Lahary
- Rue Jean Lalanne
- Rue Jean Le Poulain
- Rue Jean Lecointe
- Rue Jean Lurçat
- Rue Jean Macé
- Rue Jean Maridor
- Rue Jean Martial
- Rue Jean Massenet
- Rue Jean Mermoz
- Rue Jean Monnet
- Rue Jean Moulin
- Rue Jean Nouguès
- Rue Jean Odin
- Rue Jean Orteig
- Rue Jean-Paul Sartre
- Rue Jean Perrin
- Rue Jean-Philippe Rameau
- Rue Jean Pommiès
- Rue Jean Prat
- Rue Jean Racine
- Rue Jean-Raymond Guyon
- Rue Jean Renaud-Dandicolle
- Rue Jean Richepin
- Rue Jean Rospide
- Rue Jean Rostand
- Rue Jean Sabarots
- Rue Jean Sabourain
- Rue Jean Saint Marc
- Rue Jean Samazeuilh
- Rue Jean Sedze-Hoo[Note 59]
- Rue Jean Soula
- Rue Jean Teynac
- Rue Jean Valmy-Baysse
- Rue Jean Vaquier
- Rue Jean Veyri
- Rue Jean Vilar
- Rue Jean XXIII
- Rue Jean Ytey
- Rue Jean Zay
- Rue Jean d'Alembert
- Rue Jean d'Ussel
- Rue Jean de La Fontaine
- Rue Jean de Malet
- Rue Jean et Charles Pannetier
- Rue Jean-Auguste Brutails
- Rue Jean-Baptiste Carpeaux
- Rue Jean-Baptiste Charcot
- Rue Jean Baptiste Clément
- Rue Jean-Baptiste Colbert
- Rue Jean-Baptiste Corot
- Rue Jean-Baptiste Greuze
- Rue Jean-Baptiste Perrin
- Rue Jean-Baptiste Pomiès
- Rue Jean-François Millet
- Rue Jean-Henri Fabre
- Rue Jean-Honoré Fragonard
- Rue Jean-Jacques Bel
- Rue Jean-Jacques Rousseau
- Rue Jean-Louis Lovat
- Rue Jean-Paul Alaux
- Rue Jean-Paul Sartre
- Rue Jean-Philippe Rameau
- Rue Jean-Pierre Florian
- Rue Jean-Pierre Marie Bouron
- Rue Jean-Élysée Delaube
- Rue Jeanne
- Rue Jeanne Barret
- Rue Jeanne de Lestonnac
- Rue Jeanne Jugan
- Rue Jeanne Lanvin[Note 36]
- Rue Jeanne Lejeune
- Rue Jeanne Mette
- Rue Jeannin
- Rue Jenny Lepreux
- Rue Jerôme Mauvigney
- Rue Jesse Owens
- Rue Jiel Laval
- Rue Joachim du Bellay
- Rue Johannes Gutenberg
- Rue Jolibois
- Rue Joliot-Curie
- Rue José Marco
- Rue José-Maria de Heredia
- Rue Joseph Abria
- Rue Joseph Aubé
- Rue Joseph Bonnet
- Rue Joseph Brun
- Rue Joseph Cabane
- Rue Joseph Cugnot
- Rue Joseph Delord
- Rue Joseph Fauré
- Rue Joseph Kosma
- Rue Joseph Labat
- Rue Joseph-Louis de Lagrange
- Rue Joseph Paul-Boncour
- Rue Joseph Pérès
- Rue Joseph Pujol
- Rue Joseph Terral
- Rue Joseph Vieilleville
- Rue Joseph de Carayon-Latour
- Rue Joseph Le Brix
- Rue Joséphine
- Rue Joséphine Baker
- Rue Jouannet
- Rue Joule
- Rue Judaïque
- Rue Jude
- Rue Jules Badal
- Rue Jules Betbeder
- Rue Jules Delaube
- Rue Jules Delpit
- Rue Jules Dugas
- Rue Jules Ferry
- Rue Jules Gravey
- Rue Jules Guesde
- Rue Jules Ladoumègue
- Rue Jules Lemaître
- Rue Jules-Mabit[Note 60]
- Rue Jules Massenet
- Rue Jules Michelet
- Rue Jules Perrens
- Rue Jules Renard
- Rue Jules Rimet
- Rue Jules Siegfried
- Rue Jules Simon
- Rue Jules Steeg
- Rue Jules Testaud
- Rue Jules Vallès
- Rue Jules Verne
- Rue Julia Gaubert
- Rue Julie
- Rue Julien Belloc
- Rue Julien Gracq
- Rue Julien Manès

### K
- Haut – A
- B
- C
- D
- E
- F
- G
- H
- I
- J
- K
- L
- M
- N
- O
- P
- Q
- R
- S
- T
- U
- V
- W
- X
- Y
- Z

- Rue Karl Marx
- Rue Kieser
- Rue Kléber
- Rue Kléber Ferron
- Rue Kruger
- Rue Kyrié

### L
- Haut – A
- B
- C
- D
- E
- F
- G
- H
- I
- J
- K
- L
- M
- N
- O
- P
- Q
- R
- S
- T
- U
- V
- W
- X
- Y
- Z

- Rue l'Oustau de Haut
- Rue la Boubée
- Rue la Fontaine
- Rue La Mothe
- Rue La Pérouse
- Rue Labat
- Rue Labenne
- Rue Labirat
- Rue Labottière
- Rue Laboye
- Rue Laclotte
- Rue Lacordaire
- Rue Lacornée
- Rue Lacroix
- Rue Lafargue
- Rue Lafaurie de Monbadon
- Rue Lafayette
- Rue Laffu
- Rue Lafitte
- Rue Lafitteau
- Rue Lafon
- Rue Lafontaine
- Rue Lageyre
- Rue Lagrange
- Rue Lagraveyre
- Rue Lahargue
- Rue Laharpe
- Rue Lajarte
- Rue Lajaunie
- Rue Laliment
- Rue Laloubeyre
- Rue Lamartine
- Rue Lamothe
- Rue Lamothe-Pichon
- Rue Lamoulinerie
- Rue Lamourous
- Rue Lana
- Rue Lanet
- Rue Lansade
- Rue Laplace
- Rue Laplacette
- Rue Laporte
- Rue Lariboisière
- Rue Larmée
- Rue Laroche
- Rue Laroque
- Rue Larouillat
- Rue Lassalette
- Rue Lasserre
- Rue Latapie (D 108)
- Rue Latesta
- Rue Latour
- Rue Laudinat
- Rue Laure Gatet
- Rue Laurent Labarthe
- Rue Laurent Sens
- Rue Lavergne
- Rue Laville-Fatin
- Rue Lavoisier
- Rue Lazare Carnot
- Rue Laënnec
- Rue Le Brix
- Rue Le Brix - Mesmin
- Rue Le Chemin Vert
- Rue Le Corbusier
- Rue Le Reynard
- Rue Leberthon
- Rue Lebon
- Rue Lebrun
- Rue Lechapelier
- Rue Lecocq
- Rue Lefol
- Rue Lehu
- Rue Lentillac
- Rue Lenôtre
- Rue Léo Delibes
- Rue Léo Drouyn
- Rue Léo Lagrange
- Rue Léo Saignat[Note 61]
- Rue Léo Valentin
- Rue Léon Aucoc
- Rue Léon Biot
- Rue Léon Blum
- Rue Léon Bourgeois
- Rue Léon Gambetta
- Rue Léon Jouhaux
- Rue Léon Morin
- Rue Léon Osmin
- Rue Léon Paillère
- Rue Léon Roches
- Rue Léon Say
- Rue Léonard Lenoir
- Rue Léonard de Vinci
- Rue Léonce Dupeyrat
- Rue Léonce Motelay[Note 62]
- Rue Léonce Peyrecave
- Rue Léonie
- Rue Léonville
- Rue Léopold Boireau
- Rue Léopold Carme
- Rue Léopold Laplante
- Rue Lescure
- Rue Letellier
- Rue Leupold[Note 63]
- Rue Leverrier
- Rue Levieux
- Rue Leydet
- Rue Leyronneire
- Rue Leyteire
- Rue Lhérisson
- Rue Lhôte
- Rue Ligier
- Rue Linné
- Rue Lino Ventura
- Rue Lionel Terray
- Rue Lombard
- Rue Longchamp
- Rue Louis
- Rue Louis Alfred Blanchard
- Rue Louis Aragon
- Rue Louis Armand
- Rue Louis Barthou
- Rue Louis Berton
- Rue Louis Beydts
- Rue Louis Blanc
- Rue Louis Blériot
- Rue Louis Bordier
- Rue Louis Braille
- Rue Louis Breguet[Lequel ?]
- Rue Louis Brochard
- Rue Louis Cabié
- Rue Louis Cailleaud
- Rue Louis Cayx
- Rue Louis Clémentel
- Rue Louis Combes
- Rue Louis Coullet
- Rue Louis Daubenton
- Rue Louis David
- Rue Louis David Allègre
- Rue Louis Émié
- Rue Louis Fleuranceau
- Rue Louis Foulcher
- Rue Louis Gay-Lussac
- Rue Louis Gendreau
- Rue Louis Guillot
- Rue Louis Jouvet
- Rue Louis Lagorgette
- Rue Louis Latimier
- Rue Louis Laverny
- Rue Louis Laville
- Rue Louis Liard
- Rue Louis Loucheur
- Rue Louis Maurel
- Rue Louis-Maydieu
- Rue Louis Mesplet
- Rue Louis Mie
- Rue Louis Mondaut
- Rue Louis Monteau
- Rue Louis Pasteur
- Rue Louis Pergaud
- Rue Louis Rochemond
- Rue Louis Sabourin
- Rue Louis Savariaud (D 10)
- Rue Louis de Broglie
- Rue Louis de Foix
- Rue Louis-Jacques Guichard
- Rue Louise
- Rue Louise de Vilmorin
- Rue Louise Michel
- Rue Louise Paris
- Rue Louise et Jean Sabail
- Rue Louisette
- Rue Lucie Aubrac
- Rue Lucien Baude
- Rue Lucien Boyer
- Rue Lucien Duffau
- Rue Lucien Faure
- Rue Lucien Granet
- Rue Lucien Piet
- Rue Luckner
- Rue Ludovic Bourdieu
- Rue Ludovic Trarieux
- Rue Luflade
- Rue Lugeol

### M
- Haut – A
- B
- C
- D
- E
- F
- G
- H
- I
- J
- K
- L
- M
- N
- O
- P
- Q
- R
- S
- T
- U
- V
- W
- X
- Y
- Z

- Rue M. Jougourd
- Rue Mably
- Rue Mac Carthy
- Rue Madame Roland
- Rue Madère
- Rue Mafescaut
- Rue Magellan
- Rue Magendie[Note 64]
- Rue Magenne
- Rue Magenta
- Rue Magnificat
- Rue Maizonnobe
- Rue Malbec
- Rue Malleret
- Rue Mandron
- Rue Manon Cormier
- Rue Manon Roland[Note 36]
- Rue Marbotin
- Rue Marc Bloch
- Rue Marc Boeuf
- Rue Marc Chagall
- Rue Marc Daguzan
- Rue Marc Nouaux
- Rue Marc Sangnier
- Rue Marc Tallavi
- Rue Marceau
- Rue Marcel
- Rue Marcel Bensac
- Rue Marcel Biette
- Rue Marcel Bouc
- Rue Marcel Cachin
- Rue Marcel Cerdan
- Rue Marcel Dassault
- Rue Marcel Delattre
- Rue Marcel Doret
- Rue Marcel Duhamel
- Rue Marcel Issartier
- Rue Marcel Loubens
- Rue Marcel Pagnol
- Rue Marcel Paul
- Rue Marcel Proust
- Rue Marcel Sembat
- Rue Marcel Tête
- Rue Marcelin
- Rue Marcellin Berthelot
- Rue Marcelin Jourdan
- Rue Marco Polo
- Rue Marconi
- Rue du Maréchal-Fayolle
- Rue du Maréchal-Foch
- Rue Margaux
- Rue Marguerite
- Rue Marguerite-Crauste
- Rue Marguerite-Dumora
- Rue Marguerite Duras
- Rue Marguerite Eberentz[Note 34]
- Rue Marguerite Élie Guadet
- Rue Marguerite Yourcenar
- Rue Marie
- Rue Marie Bell[Note 35]
- Rue Marie Curie
- Rue Marie-Espelette
- Rue Marie Louise
- Rue Marie Marthe
- Rue Marie Marvingt[Note 36]
- Rue Marie-Thérèse Bouquey[Note 34]
- Rue Marin La Meslé
- Rue Marion de Jacob
- Rue Marius-Faget
- Rue Marius Olivier
- Rue Marlot
- Rue Marqueyrol
- Rue Marsan
- Rue Marthe Bray[Note 36]
- Rue Martignac
- Rue Martin Balade
- Rue Martin Porc
- Rue Martin du Gard
- Rue Marx Dormoy
- Rue Maryse Bastié
- Rue Maryse Hilsz
- Rue Masséna
- Rue Massenet
- Rue Masson
- Rue Mathieu
- Rue Mathilde
- Rue Mathurin Geynet
- Rue Mathurin Olivier
- Rue Matignon
- Rue Matis[Note 36]
- Rue Matteoti
- Rue Maubec
- Rue Maucoudinat
- Rue Mauriac
- Rue Maurian
- Rue Maurice
- Rue Maurice Abadie
- Rue Maurice Bellonte
- Rue Maurice Bersagol
- Rue Maurice Berteaux
- Rue Maurice Cayrou
- Rue Maurice Duport
- Rue Maurice Ferrus
- Rue Maurice Fillon
- Rue Maurice François
- Rue Maurice Herzog
- Rue Maurice Lanoire
- Rue Maurice Lasserre
- Rue Maurice Lestage
- Rue Maurice Lubbert
- Rue Maurice Martin
- Rue Maurice Pialat
- Rue Maurice Ravel
- Rue Maurice Rivière
- Rue Maurice Toutaud
- Rue Maurice Utrillo
- Rue Maurouard
- Rue Maury
- Rue Mautrec
- Rue Mauvesin
- Rue Max Bertin
- Rue Max Coyne
- Rue Max Ernst
- Rue Max Linder
- Rue Maxime Lalanne
- Rue Maximilien Fitte
- Rue Maydieu
- Rue Maye de Bernet
- Rue Mazagran
- Rue Mazarin
- Rue Meignan
- Rue Mellis
- Rue Mendès France
- Rue Merciere
- Rue Méret
- Rue Mérignac
- Rue Merlot
- Rue Méry
- Rue Meste-Verdié
- Rue Mestre
- Rue Mestrezat[Note 65]
- Rue Métivier
- Rue Michel, par corruption de Mitchell
- Rue Michel Favreau
- Rue Michel Slitinsky
- Rue Michel Zarzuela
- Rue Michel de Montaigne
- Rue Micheline Ostermeyer
- Rue Michelet
- Rue Milière
- Rue Millanges
- Rue Millet
- Rue Minvielle
- Rue Mirabeau
- Rue Mistral
- Rue Modigliani
- Rue Molière
- Rue Mona Lisa
- Rue Monadey
- Rue Monbazon
- Rue Mondenard
- Rue Mondésir
- Rue Mondet
- Rue Mondon
- Rue Monet
- Rue Mongran
- Rue Moni
- Rue Monneron
- Rue Monsarrat
- Rue Montaigne
- Rue Montes
- Rue Montesquieu
- Rue Montfaucon
- Rue Montgolfier
- Rue Montgrand
- Rue Monthyon
- Rue Montméjean
- Rue Montsouris
- Rue Morin
- Rue Morion
- Rue Morton
- Rue Motobloc[Note 34]
- Rue Moulinié
- Rue Mouloudji
- Rue Mouneyra
- Rue Mozart
- Rue Murat
- Rue Muscadelle[Note 36]

### N
- Haut – A
- B
- C
- D
- E
- F
- G
- H
- I
- J
- K
- L
- M
- N
- O
- P
- Q
- R
- S
- T
- U
- V
- W
- X
- Y
- Z

- Rue N.D. de Patène
- Rue Nancel-Pénard
- Rue Naudet
- Rue Naujac
- Rue Nauville
- Rue Neil Armstrong
- Rue Nelson Mandela
- Rue Nelson Paillou
- Rue Nelson Suq
- Rue Nérigean
- Rue Neuve
- Rue Ney
- Rue Nicolas Appert
- Rue Nicolas Beaujon
- Rue Nicolas Boileau
- Rue Nicolas Poussin
- Rue Nicot
- Rue Nina Simone[Note 34]
- Rue Notre Dame de Lorette
- Rue Notre-Dame
- Rue Nungesser
- Rue Nungesser et Coli
- Rue Nuyens

### O
- Haut – A
- B
- C
- D
- E
- F
- G
- H
- I
- J
- K
- L
- M
- N
- O
- P
- Q
- R
- S
- T
- U
- V
- W
- X
- Y
- Z

- Rue O'Reilly
- Rue Odette Pilpoul
- Rue Odilon Redon
- Rue Olivier Tauziède
- Rue Olympe de Gouge[Note 34]
- Rue Oscar-Balaresque
- Rue Oscar et Jean Auriac
- Rue Oxeda

### P
- Haut – A
- B
- C
- D
- E
- F
- G
- H
- I
- J
- K
- L
- M
- N
- O
- P
- Q
- R
- S
- T
- U
- V
- W
- X
- Y
- Z

- Rue P. Eymé
- Rue Pablo Casals
- Rue Pablo Neruda
- Rue Pablo Picasso
- Rue Padouin
- Rue Pages
- Rue Parmentier
- Rue Parqueyre
- Rue Pascal
- Rue Pascal Lafargue
- Rue Pascal Mothès
- Rue Pascal Triat
- Rue Pasteur
- Rue Paul Antin
- Rue Paul Baudenon
- Rue Paul Berninet
- Rue Paul Bert
- Rue Paul Berthelot
- Rue Paul Broca
- Rue Paul Camelle
- Rue Paul Cézanne
- Rue Paul Claudel
- Rue Paul Courteault
- Rue Paul Denucé
- Rue Paul Dethomas
- Rue Paul Doumer
- Rue Paul Dukas
- Rue Paul Dumont
- Rue Paul Éluard
- Rue Paul Emile Appel
- Rue Paul Feydieu
- Rue Paul Gauguin
- Rue Paul Gros
- Rue Paul Hughes
- Rue Paul Lafargue
- Rue Paul Langevin
- Rue Paul-Léglise
- Rue Paul Louis Lande
- Rue Paul-Mamert
- Rue Paul-Maurel
- Rue Paul Painlevé
- Rue Paul-Proteau
- Rue Paul Quinsac
- Rue Paul Vaillant-Couturier
- Rue Paul Valéry
- Rue Paul Verlaine
- Rue Paul Éluard
- Rue Paul-Louis-Courier
- Rue Paul-Émile Victor
- Rue Paulette Sauboua
- Rue Paulin
- Rue Pauline Kergomard
- Rue Pauly
- Rue Pdt Paul Doumer
- Rue Pédroni
- Rue Pégase
- Rue Pelleport
- Rue Pénicaud
- Rue Père Dieuzayde[3]
- Rue Père Louis de Jabrun
- Rue Peres
- Rue Perey
- Rue Périclès
- Rue Périnot
- Rue Permentade
- Rue Perrault d'Armancourt
- Rue Petite
- Rue Danton
- Rue Pétrus Rubens
- Rue Pey-Martin
- Rue Peydavant
- Rue Peynet
- Rue Peyreblanque
- Rue Peyronnet
- Rue Philippe François
- Rue Pierlot
- Rue Pierre
- Rue Pierre André de Suffren
- Rue Pierre Andron
- Rue Pierre Arruebo
- Rue Pierre Baour
- Rue Pierre Brossolette
- Rue Pierre Chareau
- Rue Pierre Charron
- Rue Pierre Curie
- Rue Pierre de Coubertin
- Rue Pierre Ducasse
- Rue Pierre Duhaa
- Rue Pierre Duhem
- Rue Pierre Duret
- Rue Pierre Fresnay
- Rue Pierre Gauthier
- Rue Pierre Hugon
- Rue Pierre Laban
- Rue Pierre Lalumière
- Rue Pierre Laroche
- Rue Pierre Lassalle
- Rue Pierre Lasserre
- Rue Pierre Latécoère
- Rue Pierre Loti
- Rue Pierre Lumière
- Rue Pierre Martin
- Rue Pierre Massieux
- Rue Pierre Mendès-France
- Rue Pierre Merigon
- Rue Pierre Milon
- Rue Pierre Noailles
- Rue Pierre Noguey
- Rue Pierre Paigne
- Rue Pierre Paris
- Rue Pierre Paul Riquet
- Rue Pierre Penel
- Rue Pierre Rambaud
- Rue Pierre Ramond
- Rue Pierre Réault
- Rue Pierre Renaudel
- Rue Pierre Romain
- Rue Pierre Semard
- Rue Pierre Trébod
- Rue Pierre Vergniaud
- Rue Pierre de Coubertin
- Rue Pierre de Ronsard
- Rue Pierre de la Dime
- Rue Pierre et Marie Curie
- Rue Pilet
- Rue Planterose
- Rue Plantey
- Rue Platon
- Rue Plombard
- Rue Poissonnier
- Rue Poitevin
- Rue Pomme-d'Or
- Rue Pompière
- Rue Pontet Lamartine
- Rue Ponthelier
- Rue Poquelin Molière
- Rue Porte Basse
- Rue Porte Dijeaux
- Rue porte de la Monnaie
- Rue Porte des Portanets
- Rue Pougnet
- Rue Poujeau
- Rue Poumeau de Lille
- Rue Pourmann
- Rue Poyenne
- Rue Premeynard
- Rue Prévert
- Rue Préville
- Rue Prévost
- Rue Privat
- Rue Professeur Calmette
- Rue Professeur Chavannaz
- Rue Professeur Lambinet
- Rue Professeur Rechou
- Rue Professeur Sabrazès
- Rue Professeur Vincent
- Rue Profond
- Rue Promis
- Rue Prosper
- Rue Prosper Mérimée
- Rue Prunier
- Rue Pudensan

### Q
- Haut – A
- B
- C
- D
- E
- F
- G
- H
- I
- J
- K
- L
- M
- N
- O
- P
- Q
- R
- S
- T
- U
- V
- W
- X
- Y
- Z

- Rue Queyret
- Rue Quintin

### R
- Haut – A
- B
- C
- D
- E
- F
- G
- H
- I
- J
- K
- L
- M
- N
- O
- P
- Q
- R
- S
- T
- U
- V
- W
- X
- Y
- Z

- Rue Rabanis
- Rue Rabelais
- Rue Rabot
- Rue Racine
- Rue Raimu
- Rue Ramond de Carbonnières
- Rue Ramonet
- Rue Raoul Déjean
- Rue Raoul Dufy
- Rue Raoul Larche
- Rue Raoul Voignier
- Rue Rateau
- Rue Ravez
- Rue Raymond Aron
- Rue Raymond Bédichaud
- Rue Raymond Bierge
- Rue Raymond Bordier
- Rue Raymond Claverie
- Rue Raymond Ducourneau
- Rue Raymond Lartigue
- Rue Raymond Lavigne
- Rue Raymond Lis
- Rue Raymond Moulon
- Rue Raymond Peyran
- Rue Raymond Poincaré
- Rue Raymond Renouil
- Rue Raymond Valet
- Rue Raymond d'Espouy
- Rue Raze
- Rue Razon
- Rue Recteur Thamin
- Rue Redeuilh
- Rue Redon
- Rue Régine Cavagnoud
- Rue Régis
- Rue Reignier
- Rue Rembrandt
- Rue Renault
- Rue René Balloux
- Rue René Bazin
- Rue René Buthaud
- Rue René Cassin
- Rue René Char[Note 34]
- Rue René Coty
- Rue René Couzinet
- Rue René Descartes
- Rue René Dongey
- Rue René Goblet
- Rue René Ithurrart
- Rue René Jouis
- Rue René Laënnec
- Rue René-Louis Lafforgue
- Rue René Magne
- Rue René Martrenchar
- Rue René Michel
- Rue René Réaumur
- Rue René Roy de Clotte
- Rue René Utarre
- Rue René Vache
- Rue Rene Voisin
- Rue Renière
- Rue Renoir
- Rue Répond
- Rue Rhin Et Danube
- Rue Riaud
- Rue Riausac
- Rue Richard
- Rue Richard Mery
- Rue Richard Wagner
- Rue Richelieu
- Rue Rigal
- Rue Rivière
- Rue Robert Ballion
- Rue Robert Caumont
- Rue Robert Charazac
- Rue Robert Dennery
- Rue Robert Escarpit
- Rue Robert Koch
- Rue Robert Lateulade
- Rue Robert Laurent
- Rue Robert Malsan
- Rue Robert Pitangue
- Rue Robert Schuman
- Rue Robert d'Ennery
- Rue Roborel de Climens
- Rue Rochambeau
- Rue Roche
- Rue Rocher
- Rue Rode
- Rue Rodin
- Rue Rodrigue Péreire
- Rue Roger Allo
- Rue Roger Bigorre
- Rue Roger Blouin
- Rue Roger Ducasse
- Rue Roger Hourquet
- Rue Roger Lejard
- Rue Roger Mirassou
- Rue Roger Robert
- Rue Roger Salengro
- Rue Roger Schwob
- Rue Roger Touton
- Rue Roger Villanova
- Rue Roger de Monts
- Rue Roland
- Rue Roland Dorgelès
- Rue Roland et Marie Richon
- Rue Roland Garros
- Rue Roland Tylipski[Note 66]
- Rue Romain Rolland
- Rue Romy Schneider
- Rue Ronsard
- Rue Rosa Bonheur
- Rue Rosalie
- Rue Rose
- Rue Rosemonde Gérard
- Rue Rosny
- Rue Rossini
- Rue Roturier
- Rue Rouget de L'Isle
- Rue Roullet
- Rue Roustaing
- Rue Roxane
- Rue David Raynal

### S
- Haut – A
- B
- C
- D
- E
- F
- G
- H
- I
- J
- K
- L
- M
- N
- O
- P
- Q
- R
- S
- T
- U
- V
- W
- X
- Y
- Z

- Rue Sacha Guitry
- Rue Saige
- Rue Saincric
- Rue Saint Benoît
- Rue Saint Cricq
- Rue Saint Exupéry
- Rue Saint Fort
- Rue Saint Genès
- Rue Saint Joseph
- Rue Saint Laurent
- Rue Saint Rémi
- Rue Saint Sernin
- Rue Saint Siméon
- Rue Saint Vincent de Paul
- Rue Saint Yves
- Rue Saint-Aignan
- Rue Saint-Bris
- Rue Saint-Estèphe
- Rue Saint-Exupéry
- Rue Saint-François
- Rue Saint-François Xavier
- Rue Saint-Hubert
- Rue Saint-Jacques
- Rue Saint-James
- Rue Saint-Jean (D 239)
- Rue Saint-Joseph
- Rue Saint-Leu
- Rue Saint-Louis
- Rue Saint-Maur
- Rue Saint-Nicolas
- Rue Saint-Phil
- Rue Saint-Saëns
- Rue Saint-Sicaire
- Rue Saint-Valentin
- Rue Saint-Éloi
- Rue Saint-Émilion
- Rue Saint-Étienne
- Rue Sainte Elisabeth
- Rue Sainte Eugénie
- Rue Sainte Geneviève
- Rue Sainte Germaine
- Rue Sainte Luce
- Rue Sainte Marguerite
- Rue Sainte Monique
- Rue Sainte Philomène
- Rue Sainte Thérèse
- Rue Sainte-Anne
- Rue Sainte-Beuve
- Rue Sainte-Catherine
- Rue Sainte-Cécile
- Rue Sainte-Christine
- Rue Sainte-Colombe
- Rue Sainte-Marie
- Rue Samazeuil
- Rue Samuel Kirsz
- Rue San Martín de Valdeiglesias
- Rue Sanche de Pommiers
- Rue Sansas
- Rue Sante Garibaldi
- Rue Sarrette
- Rue Saumenude
- Rue de Sauternes
- Rue Sauteyron
- Rue Sauvageon
- Rue Savariau
- Rue Savério
- Rue Savigné-Chanteloup
- Rue Scaliger
- Rue Schyller
- Rue Sébastopol
- Rue Ségalier
- Rue Seguin
- Rue Séguineau
- Rue Sémillon[Note 36]
- Rue Séraphin
- Rue Serge Dejean
- Rue Serge Mallet
- Rue Serge Noailles
- Rue Sergent Henry
- Rue Servandoni
- Rue Sicard
- Rue Sieyès
- Rue Simone
- Rue Simone de Beauvoir[Note 34]
- Rue Simone des Forest[Note 36]
- Rue Solferino
- Rue Solle
- Rue Sophie Scholl[Note 35]
- Rue Soubiras
- Rue Sourbès
- Rue St Martin
- Rue St Vincent
- Rue Stéhélin
- Rue Stendhal
- Rue Stéphane Mallarmé
- Rue Succursale
- Rue Suffren
- Rue Sullivan
- Rue Surcouf
- Rue Surson
- Rue Suzanne Favre[Note 35]
- Rue Suzanne Lacore
- Rue Sybille

### T
- Haut – A
- B
- C
- D
- E
- F
- G
- H
- I
- J
- K
- L
- M
- N
- O
- P
- Q
- R
- S
- T
- U
- V
- W
- X
- Y
- Z

- Rue Tanesse
- Rue Taregua
- Rue Tastet
- Rue Tastet Girard
- Rue Taudin
- Rue Terrasson
- Rue Testaud
- Rue Teulère
- Rue Thébeau
- Rue Theobald Turon
- Rue Théodore Bellemer
- Rue Théodore Blanc
- Rue Théodore Botrel
- Rue Théodore Ducos
- Rue Théodore Gardère
- Rue Théophile Gautier
- Rue Théophraste Renaudot
- Rue Thérèse et Laurent Puyoou
- Rue Thérésia Cabarrus
- Rue Thessalie
- Rue Thiac
- Rue Thibaut Joseph de Gobineau
- Rue Thiers
- Rue Thomas Edison
- Rue Tiffonet
- Rue Tillet
- Rue Tino Rossi
- Rue Tombe l'Oly
- Rue Toulouse-Lautrec
- Rue Tourat
- Rue Tournevent
- Rue Toussaint Balestic
- Rue Toussaint Catros
- Rue Touton
- Rue Touzet
- Rue Tranchère
- Rue Traversanne
- Rue Traversière
- Rue Turenne [Note 67]
- Rue Tustal

### U
- Haut – A
- B
- C
- D
- E
- F
- G
- H
- I
- J
- K
- L
- M
- N
- O
- P
- Q
- R
- S
- T
- U
- V
- W
- X
- Y
- Z

- Rue Ulysse Despaux
- Rue Ulysse Gayon
- Rue Ulysse Maleyran
- Rue Ulysse Massias
- Rue Urbain Sébie

### V
- Haut – A
- B
- C
- D
- E
- F
- G
- H
- I
- J
- K
- L
- M
- N
- O
- P
- Q
- R
- S
- T
- U
- V
- W
- X
- Y
- Z

- Rue Val De Bellassise
- Rue Valdec
- Rue Valentin Haüy
- Rue Valentina Terechkova
- Rue Van Gogh
- Rue Van Peule
- Rue Vandebrande
- Rue Vantrasson
- Rue Vauban
- Rue Vaucher
- Rue Vauquelin
- Rue Véga
- Rue Verdeau
- Rue Verdier
- Rue Vergniaud
- Rue Verreyre
- Rue Verte
- Rue Verteuil
- Rue Veyrines
- Rue Veyssière
- Rue Viaud
- Rue Victor Basch
- Rue Victor Billon
- Rue Victor Caffin
- Rue Victor Duruy
- Rue Victor Grignard
- Rue Victor Hugo
- Rue Victor Louis
- Rue Victor Schœlcher
- Rue Victor et Louis Liotard
- Rue Victurnien Vergnaud
- Rue Videau
- Rue Vieillard
- Rue Vilaris
- Rue Villa Pauline
- Rue Villedieu
- Rue Villeneuve
- Rue Vincent Auriol
- Rue Vincent Gonzales
- Rue Vincent Thuron
- Rue Vincent d'Indy
- Rue Vinet
- Rue Virginia
- Rue Vital Carles
- Rue Vital Lauba
- Rue Vital Mareille
- Rue Voltaire

### W
- Haut – A
- B
- C
- D
- E
- F
- G
- H
- I
- J
- K
- L
- M
- N
- O
- P
- Q
- R
- S
- T
- U
- V
- W
- X
- Y
- Z

- Rue Waldeck-Rousseau
- Rue Walter Poupot
- Rue Walter Scott
- Rue William
- Rue William Chaumet
- Rue William Lacoste
- Rue Wilson
- Rue Wustenberg

### X
- Haut – A
- B
- C
- D
- E
- F
- G
- H
- I
- J
- K
- L
- M
- N
- O
- P
- Q
- R
- S
- T
- U
- V
- W
- X
- Y
- Z

- Rue Xaintrailles

### Y
- Haut – A
- B
- C
- D
- E
- F
- G
- H
- I
- J
- K
- L
- M
- N
- O
- P
- Q
- R
- S
- T
- U
- V
- W
- X
- Y
- Z

- Rue Ysengrin
- Rue Yves Ardiller
- Rue Yves Glotin
- Rue Yves Jeanneau
- Rue Yves du Manoir
- Rue Yvon Mansencal
- Rue Yvonne et Robert Noutary

## Allées

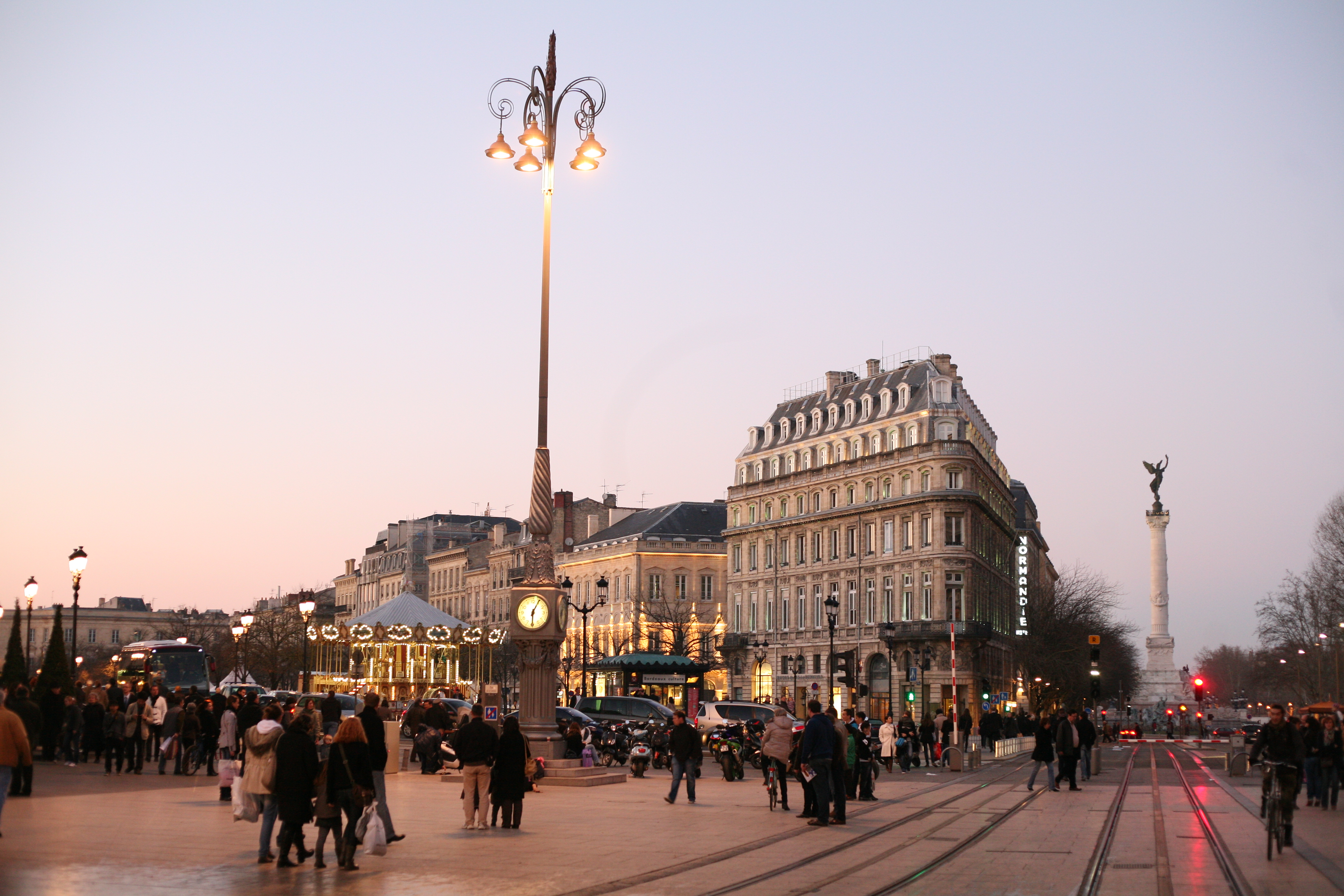
Allées de Tourny (Bordeaux)

- Allée Adrien Bedin
- Allée Albert Camus
- Allée Alcyone
- Allée Alexandra David-Neel[Note 68]
- Allée Alexandre Dumas
- Allée Alfred de Musset
- Allée Alfred de Vigny
- Allée Ambroise Croizat
- Allée André Bauchant
- Allée André Breton
- Allée André Chénier
- Allée André Messager
- Allée Aragon
- Allée Argous
- Allée Aristide Briand
- Allée Armand Gensonné
- Allée Auguste Renoir
- Allée Auguste Trebosc
- Allée Ausone
- Allée Baden Powell
- Allée Balzac
- Allée Barbusse
- Allée Baudelaire
- Allée Baudrimont
- Allée Beaucaillou
- Allée Beaumarchais
- Allée Bel Air
- Allée Bernard Lachaniette
- Allée Berthe Lapeyrade
- Allée Beverley
- Allée Bizet
- Allée Blériot
- Allée Boiron
- Allée Bordelaise[Note 69]
- Allée Bourdalat
- Allée Boyer
- Allée Branly
- Allée Brémontier
- Allée Brignon
- Allée Calmette
- Allée Camille Claudel
- Allée Camille Corot
- Allée Camille Pissarro
- Allée Camille Saint-Saëns
- Allée Candide
- Allée Cantegrit
- Allée Cap de Bos
- Allée Carle Vernet
- Allée Castaing
- Allée Catherine de Duraignes
- Allée Cézanne
- Allée Challier
- Allée Champlain
- Allée Charles Baudelaire
- Allée Charles Dickens
- Allée Charles Gounod
- Allée Charles Voisin
- Allée Charles-André Julien
- Allée Chaumont
- Allée Christophe Colomb
- Allée Clairière Fon de Madran
- Allée Claude Bernard
- Allée Claude Debussy
- Allée Clément Marot
- Allée Codos
- Allée Colette
- Allée Combelonge
- Allée Corneille
- Allée Daniel Bégu
- Allée Davezac
- Allée De Beunon
- Allée De Bonnaous
- Allée De La Boisseraie
- Allée De La Hontasse
- Allée De La Lande
- Allée Démosthène
- Allée Denis Rejane
- Allée Des Abeilles
- Allée Des Aulnes
- Allée Des Borges
- Allée Des Bouléouts
- Allée Des Camélias
- Allée Des Charmes
- Allée Des Cheminots
- Allée Des Clématites
- Allée Des Hibiscus
- Allée Des Isatis
- Allée Des Peupliers
- Allée Des Platanes
- Allée Des Poiriers
- Allée Des Pruniers
- Allée Des Vignes
- Allée Didier Daurat
- Allée Dieudonné Costes
- Allée Diogène
- Allée Don Helder Camara
- Allée Dordins
- Allée Du Brion
- Allée Du Champ De Course
- Allée Du Château
- Allée Du Discobole
- Allée Du Guesclin
- Allée Du Limancet
- Allée Du Pré Des Fauvettes
- Allée Du Prieuré
- Allée Du Printemps
- Allée Dubos
- Allée Dumont d'Urville
- Allée Edgard Journade
- Allée Édith Piaf
- Allée Édouard Manet
- Allée Elsa Triolet
- Allée Eugène Delacroix
- Allée Euromédoc
- Allée Fabelle
- Allée Fabre d'Églantine
- Allée Ferdinand Buisson
- Allée Fernand Braudel
- Allée Fernand Daguin
- Allée Fernand Léger
- Allée Fleurie
- Allée Flora Tristan
- Allée Fonfrède
- Allée Francisque Poulbot
- Allée François Arago
- Allée François Coppée
- Allée François Mauriac
- Allée François Pommez
- Allée François Villon
- Allée Frédéric Bazille
- Allée Frédéric Chopin
- Allée Front du Médoc
- Allée Gabriel Fauré
- Allée Gabriel Péri
- Allée Galilée
- Allée Gamay
- Allée Ganda
- Allée Garnier
- Allée Gaston Defferre
- Allée Geoffroy Saint-Hilaire
- Allée Georges Braque
- Allée Georges Brassens
- Allée George Sand
- Allée Georges Simenon
- Allée Ginestas
- Allée Giovanni Bellini
- Allée Glaudiche
- Allée Grammont
- Allée Guillaumot
- Allée Haussmann
- Allée Haute Berge
- Allée Hélène Bouchet
- Allée Henri-Irénée Marrou
- Allée Henri Matisse
- Allée Henri de Toulouse-Lautrec
- Allée Hippocrate
- Allée Igor Stravinsky
- Allée J. Sarthoulet
- Allée Jacques Boutet
- Allée Jacques Brel
- Allée Jacques Ellul
- Allée Jacques Offenbach
- Allée Jacques Prévert
- Allée Jacques Pulon
- Allée James Watt
- Allée Jaufré Rudel
- Allée Jean Anouilh
- Allée Jean Caillavès
- Allée Jean Canguilhem
- Allée Jean Chaptal
- Allée Jean Descat
- Allée Jean Giono
- Allée Jean Giraudoux
- Allée Jean Jaurès
- Allée Jean Jossomme
- Allée Jean Lamothe
- Allée Jean Paul Sartre
- Allée Jean Renoir
- Allée Jean Richepin
- Allée Jean Roger-Ducasse
- Allée Jean de La Fontaine
- Allée Jean-Baptiste Delambre
- Allée Jeanne Chanay
- Allée Jehan de Guilloche
- Allée Joachim Du Bellay
- Allée Joseph Cruchon
- Allée Joseph Cugnot
- Allée Joseph Lalande
- Allée Jozereau
- Allée Jules Védrines
- Allée Kepler
- Allée La Bourdonnais
- Allée Labarthe
- Allée Labrédinère
- Allée Laennec
- Allée Lamartine
- Allée Lancelot de Ferron
- Allée Léo Drouyn
- Allée Léo Ferré
- Allée Léo Lagrange
- Allée Léon Duthil
- Allée Léon Tolstoï
- Allée Léopold Sédar Senghor
- Allée Léopold Vigneau
- Allée Loriot Laval
- Allée Louis Aragon
- Allée Louis Gaillard
- Allée Louis de Funès
- Allée Louvois
- Allée Ludovic Trarieux
- Allée Mademoiselle Harpé
- Allée Magdeleine Jarousse de Sillac
- Allée Marcel Sembat
- Allée Marceline Desbordes-Valmore
- Allée Maryse Bastié
- Allée Mègevie
- Allée Mendès France
- Allée Mermoz
- Allée Michel Favreau
- Allée Michel Simon
- Allée Millardet
- Allée Mirabeau
- Allée Mistral
- Allée Monet
- Allée Monge
- Allée Montaigne
- Allée Montcalm
- Allée Montesquieu
- Allée Montgolfier
- Allée Moreau
- Allée Morisot
- Allée Mozart
- Allée Muscari
- Allée Nelson Paillou
- Allée Newton
- Allée Nicolas Appert
- Allée Normandie-Niémen
- Allée Noël Lacoste
- Allée Nungesser et Coli
- Allée Odilon Redon
- Allée Offenbach
- Allée Olympe de Gouges
- Allée Passy
- Allée Paul Cézanne
- Allée Paul Doumer
- Allée Paul Gauguin
- Allée Paul Pascal
- Allée Paul Rembrandt
- Allée Paul Rivet
- Allée Paul Verlaine
- Allée Peixotto
- Allée Pénélope
- Allée Périclès
- Allée Péronette
- Allée Perrucade
- Allée Philippe de Champaigne
- Allée Pierre Bénéjat
- Allée Pierre Derrupe
- Allée Pierre-Joseph Proudhon
- Allée Pierre Loti
- Allée Pierre Méchain
- Allée Pierre de Coubertin
- Allée Pierre de Villepreux
- Allée Pissaro
- Allée Primerose
- Allée Puygalant
- Allée Queyret
- Allée Rabelais
- Allée Racine
- Allée Radio
- Allée Raymond Queneau
- Allée René Cassagne
- Allée René Desfontaines
- Allée René Expert
- Allée René Latorre
- Allée René Payot
- Allée René Villenave
- Allée René Vrinat
- Allée Robert Clavé
- Allée Ronsard
- Allée Rosa Bonheur
- Allée Sabloum
- Allée Saint Lys
- Allée Saint-Exupéry
- Allée Saint-Jean
- Allée Saint-Romain
- Allée Saint-Seurin
- Allée San Marco
- Allée Sauvignon
- Allée Serpentine
- Allée Serr
- Allée Sieyès
- Allée Signac
- Allée Simone Bouluguet
- Allée Simone Despujols
- Allée Simone de Beauvoir
- Allée Soumelaire
- Allée Stendhal
- Allée Sully Prudhomme
- Allée Traversière
- Allée Van Gogh
- Allée Vauban
- Allée Vercingétorix
- Allée Victor Basch
- Allée Victor Hugo
- Allée Victor Schœlcher
- Allée Vignolles
- Allée Vivaldi
- Allée Wagner
- Allée Yvonne Reinhart
- Allée d'Alembert
- Allée d'Alsace
- Allée d'Amour
- Allée d'Andromède
- Allée d'Anjou
- Allée d'Arcadie
- Allée d'Arcole
- Allée d'Ascot
- Allée d'Auvergne
- Allée d'Epinal
- Allée d'Iéna
- Allée de Bacquet
- Allée de Barboure
- Allée de Barian
- Allée de Barsac
- Allée de Beauminé
- Allée de Bel Air
- Allée de Berg
- Allée de Bire-Huc
- Allée de Bourdillet
- Allée de Bourgogne
- Allée de Brazzaville
- Allée de Broustey-Conilb
- Allée de Cagaraou
- Allée de Canot
- Allée de Cantelaude
- Allée de Cantinolle
- Allée de Casse
- Allée de Cassiopée
- Allée de Castiglione
- Allée de Cayac
- Allée de Cazaous
- Allée de Chagneau
- Allée de Chappement
- Allée de Chimène
- Allée de Compostelle
- Allée de Corporeau
- Allée de Cotoyard
- Allée de Couquet
- Allée de Crabey
- Allée de Curé
- Allée de Daphné
- Allée de Feuillas
- Allée de Fourchateau
- Allée de Francs
- Allée de Friedland
- Allée de Fronsac
- Allée de Gascogne
- Allée de Geneste
- Allée de Genestre
- Allée de Guinouilac
- Allée de Guyenne
- Allée de Haute Grave
- Allée de Jurançon
- Allée de Kaolack
- Allée de Kelheim
- Allée de Lausset
- Allée de Linas
- Allée de Lodi
- Allée de Lorraine
- Allée de Lussac
- Allée de Macau
- Allée de Madiran
- Allée de Magudas
- Allée de Maguiche
- Allée de Maisonneraie de Pinsoles
- Allée de Marchegay
- Allée de Marengo
- Allée de Marignan
- Allée de Marotte
- Allée de Matalin
- Allée de Montenotte
- Allée de Montréal
- Allée de Moulerens
- Allée de Moulis
- Allée de Ninon
- Allée de Nohant
- Allée de Normandie
- Allée de Péricot
- Allée de Pétrucail
- Allée de Peydeblanc
- Allée de Pfungstadt
- Allée de Picardie
- Allée de Picot
- Allée de Pignada
- Allée de Pinsan
- Allée de Pinsoles
- Allée de Pomerol
- Allée de Poupay
- Allée de Provence
- Allée de Pudo
- Allée de Rivoli
- Allée de Rudemont
- Allée de Ruet
- Allée de Saint-Albe
- Allée de Saint-Estèphe
- Allée de Saintonge
- Allée de Salomon
- Allée de Sandillan
- Allée de Sapierre
- Allée de Saturne
- Allée de Ségur
- Allée de Sénéjac
- Allée de Tanays
- Allée de Tartifume
- Allée de Terrefort
- Allée de Tonnes
- Allée de Trotelle
- Allée de Vieilleville
- Allée de Vouvray
- Allée de Wagram
- Allée de l'Agréou
- Allée de l'Ancienne Poste
- Allée de l'Anglais
- Allée de l'Aube
- Allée de l'Aurore
- Allée de l'Eau Blanche
- Allée de l'Eau Bourde
- Allée de l'Église
- Allée de l'Enclos
- Allée de l'Espéranto
- Allée de l'Europe
- Allée de l'Hermiton
- Allée de l'Illaguet
- Allée de l'Orient
- Allée de l'Union
- Allée de l'Espérance
- Allée de l'Étoile du Berger
- Allée de l'Île Verte
- Allée de l'Île aux Oiseaux
- Allée de la Bamboulayre
- Allée de la Bécade
- Allée de la Belauze
- Allée de la Bergerie
- Allée de la Boétie
- Allée de la Branne
- Allée de la Campagne
- Allée de la Caravelle
- Allée de la Chambre
- Allée de la Chanterelle
- Allée de la Chapelle
- Allée de la Chartreuse
- Allée de la Châtaigneraie
- Allée de la Chênaie
- Allée de la Chênaie de Régaillou
- Allée de la Chêneraie
- Allée de la Clide
- Allée de la Convention
- Allée de la Crabette
- Allée de la Craste
- Allée de la Croix Vieille
- Allée de la Ferme de Richemont
- Allée de la Fondefroide
- Allée de la Fontaine d'Albion
- Allée de la Forêt
- Allée de la Forêt d'Arboudeau
- Allée de la Futaie
- Allée de la Gare
- Allée de la Garenne
- Allée de la Garennotte
- Allée de la Genette
- Allée de la Graveyre
- Allée de la Harrie
- Allée de la Houn deu Castets
- Allée de la Jalle
- Allée de la Jeunesse
- Allée de la Lyre
- Allée de la Maisonneraie de Pinsoles
- Allée de la Morlette
- Allée de la Pargau
- Allée de la Pérouse
- Allée de la Peupleraie
- Allée de la Pinède
- Allée de la Poudrière
- Allée de la Prairie
- Allée de la Reinette
- Allée de la Rivière
- Allée de la Rocade
- Allée de la Rose des Sables
- Allée de la Salle
- Allée de la Sanguine
- Allée de la Saousine
- Allée de la Seleyre
- Allée de la Source
- Allée de la Terre Vieille
- Allée de la Tour de Gassies
- Allée de la Vigne Blanche
- Allée des Abeilles
- Allée des Acacias
- Allée des Ailes Françaises
- Allée des Alouettes
- Allée des Amandiers
- Allée des Amazones
- Allée des Arbouses
- Allée des Arbousiers
- Allée des Ardilleys
- Allée des Arènes
- Allée des Aubépines
- Allée des Aubiers
- Allée des Aulnes
- Allée des Avérans
- Allée des Azalées
- Allée des Bécasses
- Allée des Bergeronnettes
- Allée des Bérines
- Allée des Biges
- Allée des Bois du Stade
- Allée des Borges
- Allée des Bougainvilliers
- Allée des Bouleaux
- Allée des Bousiers
- Allée des Bouvreuils
- Allée des Bruyères
- Allée des Cabernets
- Allée des Campanules
- Allée des Catalpas
- Allée des Cèdres
- Allée des Cèpes
- Allée des Cerfs
- Allée des Cerisiers
- Allée des Champs
- Allée des Chardounets
- Allée des Charmes
- Allée des Châtaigniers
- Allée des Châteaux
- Allée des Chevreuils
- Allée des Châtaigniers
- Allée des Chênes
- Allée des Cigales
- Allée des Cigognes
- Allée des Cipangos
- Allée des Coccinelles
- Allée des Comètes
- Allée des Conviviales
- Allée des Coquelicots
- Allée des Corbières
- Allée des Cormorans
- Allée des Coulemelles
- Allée des Cyclades
- Allée des Cygnes
- Allée des Cytises
- Allée des Dahlias
- Allée des Demoiselles
- Allée des Deux Chênes
- Allée des Dunes
- Allée des Duragnes
- Allée des Écureuils
- Allée des Éperviers
- Allée des Épicéas
- Allée des Érables
- Allée des Escarrets
- Allée des Faisans
- Allée des Faissonats
- Allée des Fauvettes
- Allée des Faînes
- Allée des Flamants
- Allée des Fleurs
- Allée des Floralies
- Allée des Fontaniles
- Allée des Foreurs
- Allée des Fougères
- Allée des Frères Lumière
- Allée des Fresnes
- Allée des Frondaisons
- Allée des Galips
- Allée des Geais
- Allée des Genêts
- Allée des Géraniums
- Allée des Girolles
- Allée des Girondins
- Allée des Glycines
- Allée des Goélands
- Allée des Graves
- Allée des Gravettes
- Allée des Grépins
- Allée des Gribots
- Allée des Grillons
- Allée des Grives
- Allée des Hélianthes
- Allée des Héliotropes
- Allée des Hérons
- Allée des Hibiscus
- Allée des Hirondelles
- Allée des Hêtres
- Allée des Iles
- Allée des Iris
- Allée des Jalles
- Allée des Jardins de Cavaillet
- Allée des Jardins de Villepreux
- Allée des Jardins du Bouscat
- Allée des Jonquilles
- Allée des Kochias
- Allée des Laurentides
- Allée des Lauriers
- Allée des Lavandières
- Allée des Lettres Persanes
- Allée des Libellules
- Allée des Lilas
- Allée des Lis
- Allée des Loriots
- Allée des Magnolias
- Allée des Maraîchers
- Allée des Marguerites
- Allée des Marronniers
- Allée des Maurilles
- Allée des Mélèzes
- Allée des Merisiers
- Allée des Mésanges
- Allée des Millepertuis
- Allée des Mimosas
- Allée des Moineaux
- Allée des Mouettes
- Allée des Narcisses
- Allée des Obiers
- Allée des Oliviers
- Allée des Orangers
- Allée des Orions
- Allée des Ormes
- Allée des Palissandres
- Allée des Palmiers
- Allée des Palombes
- Allée des Papillons
- Allée des Paradisiers
- Allée des Passerines
- Allée des Pasterines
- Allée des Pelouses d'Ascot
- Allée des Pensées
- Allée des Perdrix
- Allée des Peupliers
- Allée des Pignes
- Allée des Pignots
- Allée des Pinastres
- Allée des Pins
- Allée des Préludes
- Allée des Primevères
- Allée des Princes
- Allée des Pyrénées
- Allée des Quatre Vents
- Allée des Renardières
- Allée des Roitelets
- Allée des Roses
- Allée des Roses du Haut-Brion
- Allée des Rosiers
- Allée des Rossignols
- Allée des Rouges Gorges
- Allée des Sablets
- Allée des Sapins
- Allée des Saules
- Allée des Sternes
- Allée des Tilleuls
- Allée des Tonneliers
- Allée des Tonnes
- Allée des Tourterelles
- Allée des Trembles
- Allée des Trides
- Allée des Trigonelles
- Allée des Trois Lavoirs
- Allée des Tropiques
- Allée des Troubadours
- Allée des Troènes
- Allée des Tulipes
- Allée des Vanneaux
- Allée des Verdiers
- Allée des Vergers
- Allée des Vignes
- Allée des Écureuils
- Allée des Églantiers
- Allée des Érables
- Allée des Îles Marquises
- Allée des Îles d'Or
- Allée du 1er Mai
- Allée du 4 septembre 1870
- Allée du 7e Art
- Allée du Baron Sarget
- Allée du Barradot
- Allée du Bastard
- Allée du Béarn
- Allée du Bécut
- Allée du Berdus
- Allée du Berry
- Allée du Bicon
- Allée du Bocage
- Allée du Bois
- Allée du Bois Doré
- Allée du Bois de Bernis
- Allée du Bois de la Licorne
- Allée du Bois du Château
- Allée du Bosquet
- Allée du Bourg
- Allée du Bruc
- Allée du Buscassey
- Allée du Carretey
- Allée du Carrousel
- Allée du Champ de l'Église
- Allée du Château
- Allée du Château d'Eau
- Allée du Château de la Salle
- Allée du Chêne Vert
- Allée du Clos
- Allée du Clos Fontbonne
- Allée du Clos Saint-François
- Allée du Clos du Pontet
- Allée du Colonel Roux
- Allée du Comte (C 11)
- Allée du Coq de Bruyère
- Allée du Cosmos
- Allée du Couchant
- Allée du Courtillas
- Allée du Courtiou du Merle
- Allée du Crabey
- Allée du Cuvier
- Allée du Cygne
- Allée du Dauphiné
- Allée du Déhès
- Allée du Domaine de Bienvenue
- Allée du Doyen Georges Brus
- Allée du Duc de Sully
- Allée du Faisan Doré
- Allée du Flamand
- Allée du Fontenoy
- Allée du Fourrat
- Allée du Gabot
- Allée du Gahus
- Allée du Gart
- Allée du Grand Pin
- Allée du Grand Roc
- Allée du Grépin
- Allée du Hameau de Bel Air
- Allée du Hameau de Marcelon
- Allée du Hameau de Sévigné
- Allée du Hameau de l'Estey
- Allée du Haut Lévêque
- Allée du Haut Vigneau
- Allée du Haut de la Brède
- Allée du Haut-Briet
- Allée du Héron
- Allée du Joli Bois
- Allée du Languedoc
- Allée du Lavoir
- Allée du Levant
- Allée du Médoc
- Allée du Moulieil
- Allée du Moulin
- Allée du Moulin de Cazeaux
- Allée du Moulin de Poumey
- Allée du Moulin à Vent
- Allée du Muguet
- Allée du Nord
- Allée du Padouen
- Allée du Parc
- Allée du Parc d'Espagne
- Allée du Parc du Consul
- Allée du Paris-Orléans
- Allée du Pas de la Tourte
- Allée du Pas du Lièvre
- Allée du Pas du Luc
- Allée du Pas du Renard
- Allée du Pasten
- Allée du Paysan
- Allée du Petit Arcachon
- Allée du Petit Parc
- Allée du Pic Vert
- Allée du Pignadey
- Allée du Pigne Metche
- Allée du Pillot
- Allée du Pinsan
- Allée du Ponant
- Allée du Pont de la Pierre
- Allée du Port
- Allée du Poujau
- Allée du Pradau
- Allée du Pré de Magonty
- Allée du Pré de la Rosière
- Allée du Presbytère
- Allée du Preuilhà
- Allée du Professeur Fleming
- Allée du Professeur Jenner
- Allée du Professeur Roux
- Allée du Québec
- Allée du Rale
- Allée du Résinier
- Allée du Rouquet
- Allée du Roussillon
- Allée du Ruisseau
- Allée du Sergent
- Allée du Souquet
- Allée du Stade
- Allée du Sud
- Allée du Tchancat
- Allée du Tertre
- Allée du Tertre des Vignes
- Allée du Tilon
- Allée du Trident
- Allée du Trinquet
- Allée du Vivier
- Allée la Roumagne
- Allées d'Orléans
- Allées de Bristol
- Allées de Chartres
- Allées de Munich
- Allées de Tourny[Note 70]
- Allées des Bergeries
- Allées des Mûriers

## Impasses
- Impasse Abel
- Impasse Adous
- Impasse Agnès
- Impasse Albert Camus
- Impasse Alfred Cortot
- Impasse Alfred de Vigny
- Impasse Alphonse Daudet
- Impasse Anatole France
- Impasse André Blanc
- Impasse Apollinaire
- Impasse Archambaud
- Impasse Arnaud
- Impasse Barbusse
- Impasse Bardos
- Impasse Barrau
- Impasse Basque
- Impasse Beauséjour
- Impasse Bel Air
- Impasse Belloc
- Impasse Béquigneaux
- Impasse Berthus
- Impasse Birouette
- Impasse Bizeaudun
- Impasse Bobillot
- Impasse Bouillon
- Impasse Bouquière
- Impasse Bouscarrut
- Impasse Bouthier
- Impasse Branas
- Impasse Brown de Colstoun
- Impasse Brule de Perrein
- Impasse Brunereau
- Impasse Buscaillet
- Impasse Cabrière
- Impasse Caillabet
- Impasse Caillou
- Impasse Camille Pelletan
- Impasse Cantemerle
- Impasse Captaou
- Impasse Carnot
- Impasse Carros
- Impasse Cazeaux
- Impasse Cézanne
- Impasse Charles Nungesser
- Impasse Charles Perrault
- Impasse Charles Teyssonneau
- Impasse Chassin
- Impasse Cité Hugon
- Impasse Clemenceau
- Impasse Climenet
- Impasse Coli
- Impasse Conti
- Impasse Coudol
- Impasse Damas
- Impasse Daniel Danet
- Impasse Darnal
- Impasse De La Libération
- Impasse De La Madeleine
- Impasse De La République
- Impasse De Marbotin
- Impasse De Toulouse
- Impasse Deguems
- Impasse Delbos
- Impasse Delphin Loche
- Impasse Demelin
- Impasse Démosthène
- Impasse Deniges
- Impasse Denis Papin
- Impasse Des Chardonnerets
- Impasse Des Jardins De Lagrave
- Impasse Des Landes
- Impasse Des Maraichers
- Impasse Didier Daurat
- Impasse Domy
- Impasse Donant
- Impasse Du Bois
- Impasse Du Jura
- Impasse Du Paddock
- Impasse du Pas Saint Georges
- Impasse Du Tarn
- Impasse Ducaule
- Impasse Dufour-Dubergier
- Impasse Duguay Trouin
- Impasse Dumartin
- Impasse Duprat et Durand
- Impasse Dupuch
- Impasse Durban
- Impasse Dussaut
- Impasse Édith Piaf
- Impasse Edmond Rostand
- Impasse Étienne Fournier
- Impasse Fabelle
- Impasse Fabreguette
- Impasse Falgerat
- Impasse Fauré
- Impasse Faye
- Impasse Fernand Braudel
- Impasse Fillau
- Impasse Foch
- Impasse Forestier
- Impasse François Mauriac
- Impasse Frédéric Mistral
- Impasse Gabriel Dedieu
- Impasse Gaston
- Impasse Gaugin
- Impasse Genesta
- Impasse Georges Duhamel
- Impasse Gondalma
- Impasse Gourdin
- Impasse Guestier
- Impasse Guilbaud
- Impasse Guiraudan
- Impasse Guiraude
- Impasse Gustave Courbet
- Impasse Henri Farman
- Impasse Hergé
- Impasse Jacques Anquetil
- Impasse James
- Impasse Jean Descat
- Impasse Jean Gabriel
- Impasse Jean Giono
- Impasse Jean Périé
- Impasse Jean Rospide
- Impasse Jean Ytey
- Impasse Jean-Michel Viaud
- Impasse Jeannin
- Impasse Joignant
- Impasse Jolibois
- Impasse Joseph Delord
- Impasse Jules Guesde
- Impasse Jules Hetzel
- Impasse Jules Romains
- Impasse Lacoste
- Impasse Lacroix
- Impasse Lafargue
- Impasse Lafitte
- Impasse Lafon
- Impasse Laforêt
- Impasse Lainé
- Impasse Lamartine
- Impasse Lartigue
- Impasse Laville
- Impasse Léon Gambetta
- Impasse Leyrat
- Impasse Louis Breguet[Lequel ?]
- Impasse Luchert
- Impasse Luckner
- Impasse Ludovic Trarieux
- Impasse Lyautey
- Impasse Maffre
- Impasse Manès
- Impasse Marcel Guilbert
- Impasse Marcel Pagnol
- Impasse Margaux
- Impasse Margès
- Impasse Marie-Jeanne
- Impasse Martin
- Impasse Martinon
- Impasse Maryse Bastié
- Impasse Maubec
- Impasse Maubourguet
- Impasse Maucouyade
- Impasse Mauriac
- Impasse Maurin
- Impasse MaÎtre Guy
- Impasse Mitchell
- Impasse Molinier
- Impasse Montesquieu
- Impasse Morton
- Impasse Moulinié
- Impasse Mozart
- Impasse Noble
- Impasse Noël
- Impasse Paul Éluard
- Impasse Perliguey
- Impasse Pierre Mélin
- Impasse Piget
- Impasse Poitevine
- Impasse Pomme-d'Or
- Impasse Pompière
- Impasse Porte du Médoc
- Impasse Prosper Mérimée
- Impasse Queyries
- Impasse Raoul Dautry
- Impasse Rateau
- Impasse Raymond Lavigne
- Impasse Raymond Queneau
- Impasse Regina
- Impasse Régis
- Impasse René Crayssac
- Impasse René Sayo
- Impasse Renoir
- Impasse Robert
- Impasse Robert Schumann
- Impasse Robespierre
- Impasse Rodin
- Impasse Roger Hourquet
- Impasse Roger Lapébie
- Impasse Ronsard
- Impasse Rouillard
- Impasse Saillan
- Impasse Saint Augustin
- Impasse Saint Joseph
- Impasse Saint Martial
- Impasse Saint-Armand
- Impasse Saint-James
- Impasse Saint-Paul
- Impasse Saint-Pierre
- Impasse Saint-Projet
- Impasse Sainte Cadenne
- Impasse Sainte Elisabeth
- Impasse Sainte Luce
- Impasse Sainte Ursule
- Impasse Sainte-Catherine
- Impasse Sainte-Marie
- Impasse Sale
- Impasse Santos Dumont
- Impasse Suffren
- Impasse Surcouf
- Impasse Suzon
- Impasse Théophraste Renaudot
- Impasse Thomasson
- Impasse Toubart
- Impasse Toussaint Louverture
- Impasse Tramasse
- Impasse Verlaine
- Impasse Victor Hugo
- Impasse Victor Schœlcher
- Impasse Videau
- Impasse Vieille Tour
- Impasse Vivaldi
- Impasse Wesky
- Impasse Wilson
- Impasse Yvon Masencal
- Impasse d'Agen
- Impasse d'Orion
- Impasse d'Ornon
- Impasse de Bénédigues
- Impasse de Berg
- Impasse de Bétail
- Impasse de Bruges
- Impasse de Cassin
- Impasse de Cazaous
- Impasse de Cestas
- Impasse de Champlain
- Impasse de Fontainebleau
- Impasse de Geneste
- Impasse de Lestonnat
- Impasse de Leyney
- Impasse de Marmande
- Impasse de Mélac
- Impasse de Ménespey
- Impasse de Parsac
- Impasse de de Macau
- Impasse de l'Arrépit
- Impasse de l'Estonnat
- Impasse de la Barre
- Impasse de la Chapelle
- Impasse de la Chocolaterie
- Impasse de la Courtille
- Impasse de la Croix d'Ardit
- Impasse de la Dauphine
- Impasse de la Fauvette
- Impasse de la Ferme
- Impasse de la Fontaine
- Impasse de la Fontaine Bouquière[4]
- Impasse de la Haye
- Impasse de la Hudine
- Impasse de la Hulotte
- Impasse de la Lande
- Impasse de la Marine
- Impasse de la Merci
- Impasse de la Morelle
- Impasse de la Morère
- Impasse de la Motte
- Impasse de la Perlit
- Impasse de la Pinède
- Impasse de la Prairie
- Impasse de la Préceinte
- Impasse de la Reinette
- Impasse de la République
- Impasse de la Rue Neuve
- Impasse de la Troude
- Impasse de la Victoire Américaine
- Impasse de la Vierge
- Impasse de lou Grand Truc
- Impasse de lou Perey
- Impasse de lou Téouley
- Impasse des Acacias
- Impasse des Airelles
- Impasse des Alouettes
- Impasse des Berges
- Impasse des Biches
- Impasse des Biroulayres
- Impasse des Bleuets
- Impasse des Bolets
- Impasse des Bouleaux
- Impasse des Bouvreuils
- Impasse des Chanterelles
- Impasse des Chênes
- Impasse des Cigales
- Impasse des Clarines
- Impasse des Éperviers
- Impasse des Filles
- Impasse des Florentines
- Impasse des Frères Goncourt
- Impasse des Genets
- Impasse des Gerberas
- Impasse des Hibiscus
- Impasse des Hirondelles
- Impasse des Isards
- Impasse des Jacobins
- Impasse des Jardins
- Impasse des Joualles
- Impasse des Lavandières
- Impasse des Lilas
- Impasse des Loriots
- Impasse des Marguerites
- Impasse des Mésanges
- Impasse des Mimosas
- Impasse des Minimettes
- Impasse des Mousserons
- Impasse des Œillets
- Impasse des Oliviers
- Impasse des Palombes
- Impasse des Pivoines
- Impasse des Platanes
- Impasse des Prés de Figuey
- Impasse des Prés de Ninon
- Impasse des Primevères
- Impasse des Renardeaux
- Impasse des Rossignols
- Impasse des Saules
- Impasse des Tanneries
- Impasse des Tilleuls
- Impasse des Tonneliers
- Impasse des Tribunes
- Impasse des Tulipes
- Impasse des Vergers
- Impasse du Berret
- Impasse du Bois des Ormes
- Impasse du Capitaine
- Impasse du Castera
- Impasse du Chai
- Impasse du Chapelet
- Impasse du Clos Perliguey
- Impasse du Clos des Orangers
- Impasse du Clos des Peyreyres
- Impasse du Colonel Raynal
- Impasse du Commandant Cousteau
- Impasse du Courneau
- Impasse du Couvent
- Impasse du Doyen H. Vizioz
- Impasse du Fleuve
- Impasse du Gabachot
- Impasse du Garic
- Impasse du Général Weygand
- Impasse du IV Septembre
- Impasse du Jard
- Impasse du Laugey
- Impasse du Lieutenant Villemeur
- Impasse du Luxembourg
- Impasse du Mail
- Impasse du Moulet
- Impasse du Moulin de Pelissey
- Impasse du Muguet
- Impasse du Pas Saint-Georges
- Impasse du Pioc
- Impasse du Poisson
- Impasse du Professeur Pachon
- Impasse Soubiran
- Impasse du Tailleur
- Impasse du Vieux Puits
- Impasse lou Hen
- Impasse lou Mirail
- Impasse lou Recouchit
- Impasse Émile Verhaeren

## Passages
- Passage Brian
- Passage Furt
- Passage de la Vinaigrerie
- Passage de Paris
- Passage de l'Hôpital
- Passage des Citernes
- Passage Sarget
- Passage Robert Picqué
- Passage Hermitte
- Passage de la Nelly
- Passage Notre-Dame

## Promenades
- Promenade de Cienfuegos[5]
- Promenade Michel Corajoud[6]

## Sentes
Rive gauche
- Sente Rosa Parks[Note 36],
- Sente Frantz Fanon[Note 36].
- Sente de la Nancy
- Sente des Caboteurs
- Sente Canis
- Sente des Carrelets
- Sente des Compagnons
- Sente Juliette Gréco
- Sente des Mariniers
- Sente des Marquises
- Sente des Morutiers
- Sente des Mousses
- Sente des Pêcheurs
- Sente Des Radoubs
- Sente Marie Galante
- Sente de la Désirade
- Sente de l'Hermione
- Sente Saint-Pierre-et-Miquelon

Rive droite
- Sente Albert Turpain
- Sente Anna Marly
- Sente Armande Lacaze
- Sente Danielle Darrieux
- Sente de la Chaloupe
- Sente de la Frégate
- Sente de la Goélette
- Sente de la Péniche
- Sente des Terre-Neuviers
- Sente des Thoniers
- Sente Jean-Jacques Valleton
- Sente Marguerite Farges